# Villeneuve-d'Ascq
Pour les articles homonymes, voir Villeneuve.
Villeneuve-d'Ascq (/vil.nœv.d‿ask/) est une commune française et une technopole, située dans le département du Nord, en région Hauts-de-France. Elle fait partie de la Métropole européenne de Lille.
Avec 63 000 habitants sur 2 746 hectares, elle a fait partie des 9 villes nouvelles décidées par le gouvernement en France pour désengorger les grandes métropoles à proximité (en l'occurrence Lille), statut perdu depuis 1983 le travail étant achevé. Issue de la fusion des trois communes Flers-lez-Lille, Annappes et Ascq le 25 février 1970, elle tire son nom de cette dernière qui fut le théâtre d'un événement historique tragique, le massacre d'Ascq.
Seconde commune la plus étendue de la Métropole européenne de Lille, c'est aussi l'une des principales villes de la région. Sa population est très jeune (8 écoles maternelle/primaire pour 10 000 habitants) ; elle est le premier pôle universitaire de la région avec 50 000 étudiants qui y transitent, soit 65 étudiants pour 100 habitants.
Berceau du premier métro automatique sans conducteur au monde (le VAL, signifiant à l'origine Villeneuve-d'Ascq - Lille puis transformé ensuite en Véhicule Automatique Léger), Villeneuve-d'Ascq est surnommée « la technopole verte ». On y trouve en effet une forte présence d'entreprises (plus de 2 500) et de nombreux pôles de recherche — on y trouve les campus scientifique (la Cité scientifique, 150 hectares) et littéraire (campus Pont-de-Bois) de l'université de Lille ; plusieurs grandes écoles dont l'École centrale de Lille et l'IMT Nord Europe ; et une très grande quantité de laboratoires et centres de recherche liés notamment au CNRS, à l'INSERM, ou à l'INRIA pour 2 500 chercheurs — le tout dans un espace très aéré et verdoyant.
Grâce à ses 23 zones et parcs d'activités, son parc scientifique de la Haute-Borne (200 ha, à dimension européenne et à proximité directe de la Cité scientifique) et deux centres commerciaux (plus grand espace commercial au nord de Paris), Villeneuve-d'Ascq est l'un des plus importants pôles économiques des Hauts-de-France. Des multinationales telles que Bonduelle, Cofidis, Decathlon, Nocibé, 3 Suisses, Monabanq, Kiloutou ou encore Agapes Restauration (Flunch) y ont placé leur siège social. On y trouve également les sièges régionaux, France ou Europe de plusieurs groupes dont Météo-France, Orange, Xerox, McCain Foods ; le tout à quelques mètres des nombreux sièges des communes limitrophes comme Leroy Merlin, Boulanger ou Auchan.
En dehors de ses activités académiques et économiques, Villeneuve-d'Ascq est également connue pour ses manifestations sportives — plusieurs des équipes de la commune jouent dans l'élite sportive et deux stades importants y sont implantés (le Stadium Lille Métropole de 20 000 places ainsi que le Stade Pierre-Mauroy modulable de 50 000 places) lui permettant d'accueillir des événements sportifs majeurs tels que l'Euro de Football, la Coupe Davis, l'Euro de Basket, le Mondial de Handball, le Mondial de Volley ou encore une partie des Jeux Olympiques — ; pour ses musées (dont le plus connu est le LAM) ; ainsi que pour ses grands espaces verts (6 lacs, 200 ha d'espaces naturels) et ses infrastructures destinées au handicap.
Les deux lignes du métro de Lille desservent la ville en de nombreuses stations.
La ville s'est classée première en 2007 au palmarès des terres d'avenir pour l'emploi (l'Expansion) ou encore première au challenge de la ville la plus sportive de France (L'Équipe). En 2017, Le Figaro la classe ville de province de plus de 50 000 habitants la plus dynamique de France.

## Géographie

### Situation
Villeneuve-d'Ascq est située dans le Nord de la France, au centre du département du Nord et à une dizaine de kilomètres de la frontière belge, dans le Mélantois à la limite du pays de Ferrain en Flandre romane.
Située entre Lille et Roubaix, au carrefour des principales voies autoroutières vers Paris, Gand, Anvers, Bruxelles, Villeneuve-d'Ascq est, après Lille, la commune la plus étendue (2 746 ha) de la Métropole Européenne de Lille. La longueur moyenne du nord au sud est de 8 km et la largeur moyenne de la ville est de 4 km.

#### Relief, géologie, hydrographie
Villeneuve-d'Ascq est bordée par la Marque au nord et à l'est et par le canal de Roubaix à Flers Breucq. Elle compte plusieurs lacs artificiels, tous réalisés au début des années 1970, le lac du Héron étant le plus grand. Les autres lacs connus sont le lac de Canteleu, le lac de Quiquempois, le lac Saint-Jean, le lac des Espagnols et le lac du Château. Au total, la ville compte plus de 70 ha de plan d'eau. Deux vastes parcs en enfilade, le parc urbain (45 hectares) et le parc du Héron (110 hectares) s'étendent en largeur sur une bonne partie de la ville, au centre de la commune.
La ville repose sur un sol marécageux au nord et à l'est, sur des pentes crayeuses du Mélantois à Ascq au sud, et sur un sol sablonneux, les sables du Barœul. Cependant, la dernière période glaciaire a déposé partout une fine couche de limon, et il faudrait creuser pour trouver la craie ou le sable.

#### Climat
On rencontre à Villeneuve-d'Ascq les principaux traits des climats tempérés océaniques : les amplitudes thermiques saisonnières sont faibles, les précipitations ne sont négligeables en aucune saison. Les hivers y sont doux et les étés frais.
On peut rencontrer du brouillard dans les zones les moins urbanisées de la ville, notamment dans les quartiers d'Ascq et du Triolo, ainsi que dans le parc du Héron. Les orages sont rares et se produisent généralement en juillet-août. Les grosses averses sont rares, mais le crachin est très fréquent.
Le tableau ci-dessous indique les températures et les précipitations pour la période 1971-2009 :
| Mois                                                           | J    | F    | M    | A    | M    | J    | J    | A    | S    | O    | N    | D    |
| -------------------------------------------------------------- | ---- | ---- | ---- | ---- | ---- | ---- | ---- | ---- | ---- | ---- | ---- | ---- |
| Températures maximales (°C)                                    | 5.7  | 6.7  | 10.1 | 13.1 | 17.5 | 20.0 | 22.7 | 23.1 | 19.4 | 14.7 | 9.3  | 6.6  |
| Températures minimales (°C)                                    | 1.0  | 1.0  | 3.1  | 4.7  | 8.4  | 11.0 | 13.1 | 12.9 | 10.7 | 7.4  | 3.8  | 2.1  |
| Températures moyennes (°C)                                     | 3.4  | 3.8  | 6.6  | 8.9  | 12.9 | 15.5 | 17.9 | 18.0 | 15.0 | 11.1 | 6.6  | 4.4  |
| Précipitations (hauteur moyenne en mm)                         | 57.0 | 43.6 | 57.5 | 50.4 | 62.6 | 68.1 | 61.2 | 52.8 | 63.6 | 66.8 | 71.5 | 68.1 |
| Source: Fiche climatologique de Lille-Lesquin par Météo France |      |      |      |      |      |      |      |      |      |      |      |      |

Le tableau ci-dessous indique les records de températures minimales et maximales :
| Mois                                                           | J     | F     | M    | A    | M    | J    | J    | A    | S    | O    | N    | D     |
| -------------------------------------------------------------- | ----- | ----- | ---- | ---- | ---- | ---- | ---- | ---- | ---- | ---- | ---- | ----- |
| Températures maximales records (°C)                            | 14,2  | 18,9  | 22,7 | 29,1 | 31,7 | 34,8 | 36,1 | 36,6 | 33,8 | 27,5 | 20,1 | 15,9  |
| Années des températures maximales                              | 1993  | 1960  | 1968 | 2009 | 2005 | 1947 | 1959 | 2003 | 1949 | 1985 | 1995 | 2000  |
| Températures minimales records (°C)                            | -19,5 | -17,8 | -8,8 | -4,7 | -2,3 | 0    | 3,4  | 3,9  | 1,2  | -4,4 | -7,8 | -17,3 |
| Années des températures minimales                              | 1982  | 1956  | 1970 | 1968 | 1967 | 1962 | 1964 | 1956 | 1979 | 1950 | 1998 | 1964  |
| Source: Fiche climatologique de Lille-Lesquin par Météo-France |       |       |      |      |      |      |      |      |      |      |      |       |

Quelques données climatologiques complémentaires sur la commune de Villeneuve-d'Ascq.
| Valeurs moyennes (période 1971-2000)      |                                           |
| Températures l'été                        | 26 jours ≥ 25 °C ; 4,5 jours ≥ 30 °C      |
| Gelées                                    | 47 jours                                  |
| Précipitations annuelles                  | < 723 mm                                  |
| Ensoleillement annuel (période 1991-2000) | 1617 heures                               |
| Vent                                      | 64 jours à plus de 16 m/s (vent sensible) |

| Records climatologiques de Villeneuve-d'Ascq |                                         |
| Jour le plus chaud | 10 août 2003 : 36,6°                    |
| Jour le plus froid | 14 janvier 1982 : -19,5°                |
| Mois le plus pluvieux | avril 2001 : 112,6 mm de précipitations |
| - Station de référence : Lille Lesquin Weppes Mélantois (47 m d'altitude) - Août à Villeneuve-d'Ascq est le meilleur mois (spécialement la première moitié), avec moins de 9 jours moyens de pluie. |                                         |

### Communes limitrophes
| Marcq-en-Barœul                       | Wasquehal Croix       | Hem                                                                              |
| Mons-en-Barœul Lille                  | Villeneuve-d'Ascq     | Forest-sur-Marque Sailly-lez-Lannoy Willems Chéreng (par un quadripoint) Tressin |
| Lezennes Lesquin (par un quadripoint) | Sainghin-en-Mélantois | Anstaing                                                                         |

### Hydrographie

#### Réseau hydrographique
La commune est située dans le bassin Artois-Picardie. Elle est drainée par la Marque, la Petite Marque, le Courant de Maitre David, la Fausse Marque, le Héron et divers autres petits cours d'eau,.
La Marque, d'une longueur de 32 km, prend sa source dans la commune de Thumeries et se jette  dans le canal de Roubaix à Wasquehal, après avoir traversé 25 communes.

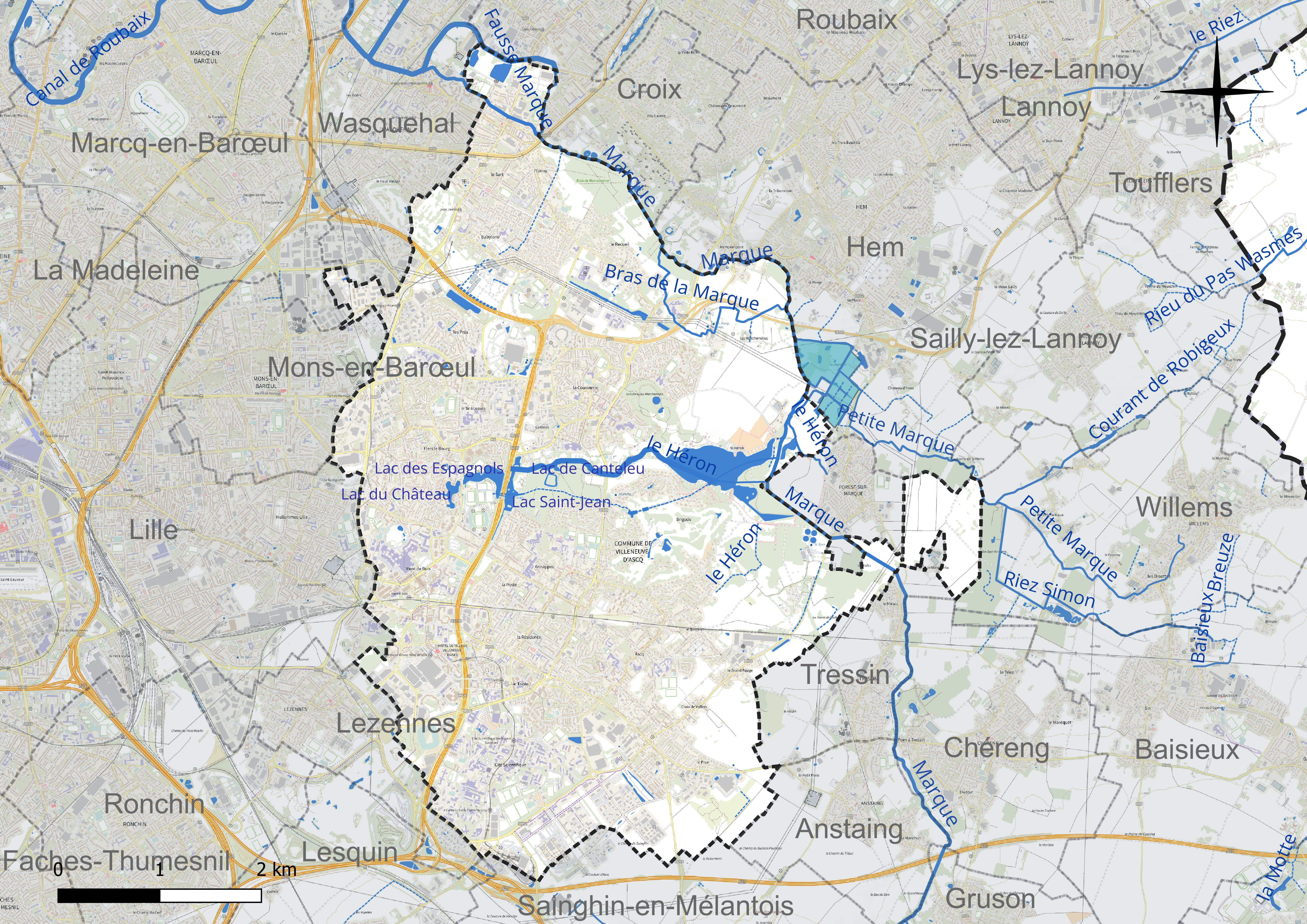
Réseau hydrographique de Villeneuve-d'Ascq.

Six plans d'eau complètent le réseau hydrographique : le lac de Canteleu (1,5 ha), le lac de Quicampoix (1,6 ha), le lac des Espagnols (4,6 ha), le lac du Château (2 ha), le lac du Héron (31,8 ha) et le lac Saint-Jean (3,7 ha),.

#### Gestion et qualité des eaux
Le territoire communal est couvert par le schéma d'aménagement et de gestion des eaux (SAGE) « Marque Deûle ». Ce document de planification concerne un territoire de 1 120 km2 de superficie, délimité par les bassins versants de la Marque et de la Deûle, formant une vaste cuvette sédimentaire de 40 km de long et de 25 km de large, où la pente est très faible. Le périmètre a été arrêté le 2 décembre 2005 et le SAGE proprement dit a été approuvé le 9 mars 2020. La structure porteuse de l'élaboration et de la mise en œuvre est la Métropole européenne de Lille.
La qualité des cours d'eau peut être consultée sur un site dédié géré par les agences de l'eau et l'Agence française pour la biodiversité.

## Toponymie
Le nom tel qu'il est écrit sur les documents de l'INSEE comporte un trait d'union, Villeneuve-d'Ascq, comme toutes les communes de France dont le nom comporte plusieurs mots. Pourtant, les habitants de la ville écrivent son nom sans trait d'union, « Villeneuve d'Ascq ». Lors de l'annonce de la création de la ville en 1970, les conseillers municipaux annoncent le nom de Villeneuve d'Ascq, sans trait d'union, comme les journaux parus à cette même époque. De plus, il ne figure sur aucun document officiel local, pas même sur les panneaux à l'entrée de la ville, ni sur son drapeau.
Selon le dictionnaire étymologique de Dauzat et Rostaing, « Ascq » viendrait du flamand ask signifiant le frêne (asch en 1164). En picard, le village d'Ascq s'appelait Ask. Ascq apparaît orthographié Acq sur des cartes anciennes du comté de Flandre.
Ses habitants sont appelés les Villeneuvois.

## Urbanisme

### Typologie
Au 1er janvier 2024, Villeneuve-d'Ascq est catégorisée grand centre urbain, selon la nouvelle grille communale de densité à sept niveaux définie par l'Insee en 2022.
Elle appartient à l'unité urbaine de Lille (partie française), une agglomération internationale regroupant 60  communes, dont elle est une commune de la banlieue,,. Par ailleurs la commune fait partie de l'aire d'attraction de Lille (partie française), dont elle est une commune du pôle principal,. Cette aire, qui regroupe 201 communes, est catégorisée dans les aires de 700 000 habitants ou plus (hors Paris),.

### Occupation des sols
La ville compte environ 1 000 hectares d'espaces verts, de lacs, forêts et terres agricoles.
L'occupation des sols de la commune, telle qu'elle ressort de la base de données européenne d'occupation biophysique des sols Corine Land Cover (CLC), est marquée par l'importance des territoires artificialisés (72,8 % en 2018), en augmentation par rapport à 1990 (64,2 %). La répartition détaillée en 2018 est la suivante : zones urbanisées (39,1 %), zones industrielles ou commerciales et réseaux de communication (26,7 %), terres arables (14,9 %), espaces verts artificialisés, non agricoles (7,1 %), prairies (4,3 %), forêts (3,5 %), zones agricoles hétérogènes (3,1 %), eaux continentales (1,3 %). L'évolution de l'occupation des sols de la commune et de ses infrastructures peut être observée sur les différentes représentations cartographiques du territoire : la carte de Cassini (XVIIIe siècle), la carte d'état-major (1820-1866) et les cartes ou photos aériennes de l'IGN pour la période actuelle (1950 à aujourd'hui).

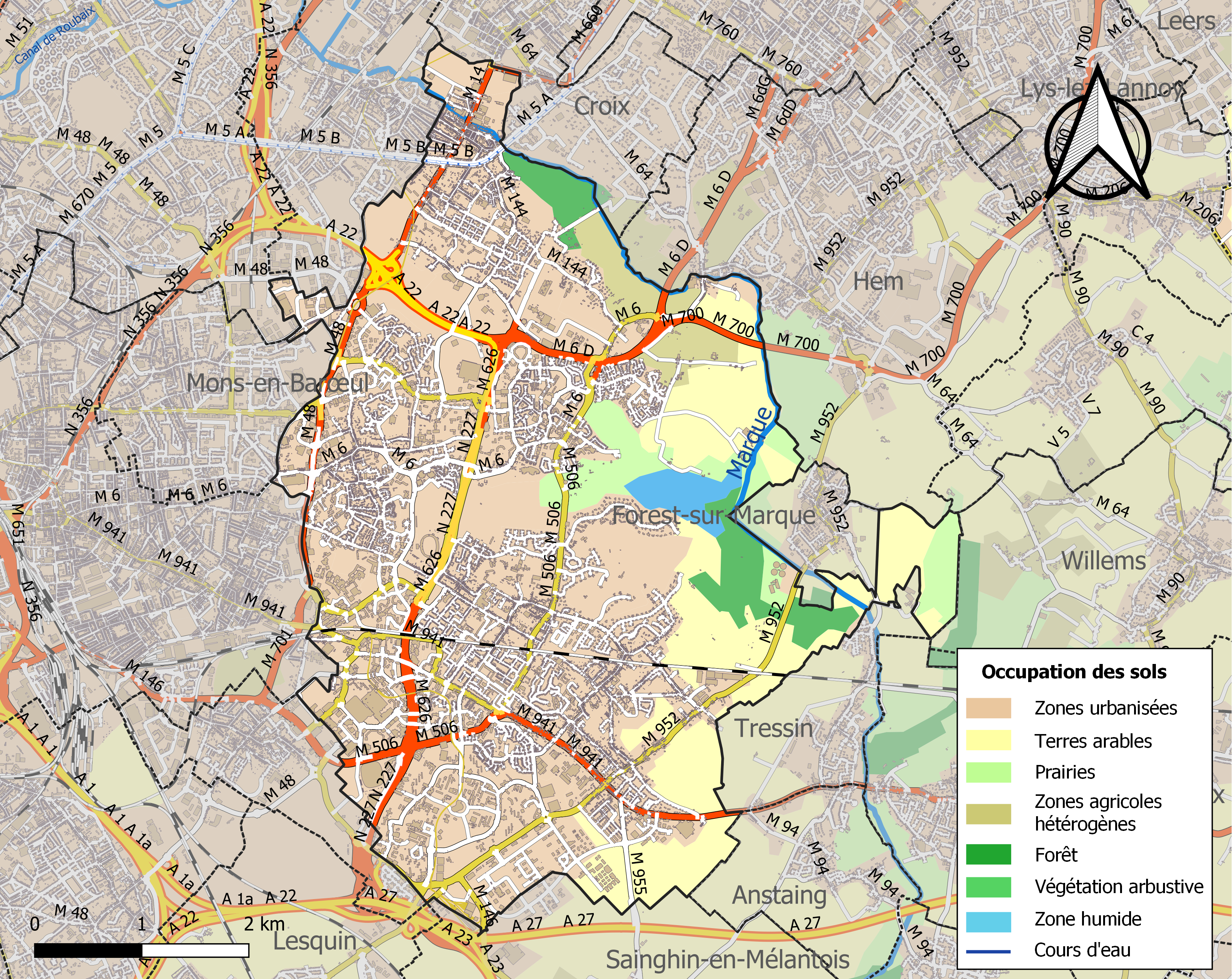
Carte des infrastructures et de l'occupation des sols de la commune en 2018 (CLC).

### Quartiers de Villeneuve-d'Ascq
La ville qui présente une superficie importante possède 17 quartiers :
| Les quartiers de Villeneuve-d'Ascq | |
| Annappes                           | Ce quartier correspond à l'ancien village d'Annappes. Annappes est parfois divisé en deux, Annappes village à l'est et Annappes Saint-Sauveur à l'ouest. |
| Ascq                               | Ce quartier correspond à l'ancien village d'Ascq. C'est un quartier calme habité par de nombreuses personnes âgées, qui a gardé un aspect village avec des petits commerces. On distingue parfois d'Ascq deux petits sous-quartiers : Croix de Wallers au sud et Moulin d'Ascq près de la Résidence.                                                                           |
| Brigode                            | Brigode n'existait pas avant la création de la ville nouvelle. C'était un mélange de bois et de marais à côté du parc du Héron. On y trouvait autrefois le domaine de Brigode, appartenant à des notables d'Annappes, ainsi que le château de Brigode. Il abrite aujourd'hui des maisons individuelles, un golf. C'est un quartier vert qui abrite une population aisée.       |
| Château                            | Ce quartier résidentiel doit son nom au château de Flers. |
| Cité scientifique                  | On y trouve le campus scientifique de l'université de Lille |
| Cousinerie                         | Quartier au nord du parc du Héron. On y trouve notamment le LaM, le Musée des moulins et le parc archéologique Asnapio. |
| Flers-Bourg                        | Ce quartier, aussi appelé simplement Flers, correspond à l'ancien village de Flers-lez-Lille. Flers est divisé en deux parties, la partie historique qu'on appelle Flers Bourg et la partie neuve, nommée Flers Neuf. |
| Flers-Breucq                       | Flers Breucq, appelé parfois simplement le Breucq, est un quartier qui s'est essentiellement développé au XIXe siècle, lors de la révolution industrielle, sa proximité avec Roubaix ayant attiré diverses industries aujourd'hui disparues. |
| Haute-Borne                        | Quartier récent qui abrite le parc scientifique européen de la Haute Borne et quelques habitations. |
| Hôtel-de-Ville                     | Le quartier doit son nom à l'hôtel de ville de Villeneuve-d'Ascq qui s'y trouve. C'est un quartier très fréquenté en raison de la présence des centres commerciaux V2 et Heron Parc. Le quartier compte de nombreux logements sociaux. On y trouve également le théâtre La rose des vents, le Forum départemental des sciences de Villeneuve-d'Ascq et le stade Pierre-Mauroy. |
| Pont-de-Bois                       | On y trouve le campus littéraire de l'université de Lille, ainsi que l'unique lycée public de la ville, le lycée Queneau. C'est un quartier prioritaire qui compte 1 200 logements sociaux. |
| Poste                              | Construit entre 1958 et 1970, ce quartier est antérieur à la ville nouvelle. Le quartier est parfois nommé Annappes Poste. |
| Les Prés                           | Le quartier des Prés est l'un des derniers de la ville, construit en 1977-1978. On y trouve de nombreuses entreprises, notamment dans la zone d'activité de la Pilaterie. |
| Recueil                            | C'est l'un des quartiers les moins urbanisés et donc l'un des moins peuplés de la ville. On y trouve la centrale d'achat d'Auchan et l'Hôpital Privé de Villeneuve d'Ascq. On distingue parfois du Recueil un petit sous-quartier à l'est : Hempempont. |
| Résidence                          | Situé entre Ascq, Triolo et Annappes, Résidence est un des quartiers les plus populaires de la ville. Construit entre 1958 et 1970, ce quartier est antérieur à la ville nouvelle, et s'appelait à l'origine Bois Blancs. |
| Sart-Babylone                      | On y trouve le centre nautique Babylone et le château du Sart. |
| Triolo                             | Quartier divisé en deux parties : une partie avec des petites maisons individuelles et des espaces verts, et une partie plus populaire avec des immeubles. On y trouve un petit centre commercial où se trouve le cinéma d'art et essai le Méliès, et la piscine municipale du Triolo.                                                                                         |

- Ces quartiers sont regroupés en 7 conseils de quartiers depuis octobre 2002 :
  - Ascq, Cité scientifique, Haute-Borne ;
  - Cousinerie ;
  - Flers-Bourg, Les Prés, Château ;
  - Hôtel-de-Ville, Pont-de-Bois ;
  - Marque (Flers-Breucq, Sart-Babylone, Recueil) ;
  - Poste, Annappes, Brigode ;
  - Résidence, Triolo.

### Voies de communication et transports
Villeneuve-d'Ascq bénéficie d'un important réseau de transports permettant de relier rapidement la majorité des communes de l'agglomération lilloise.

#### Métro

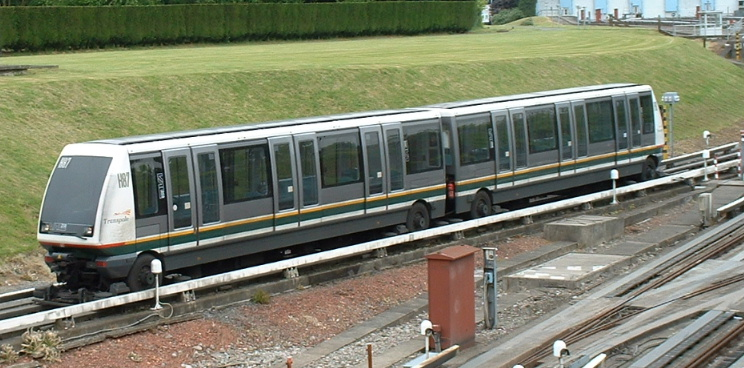
Le VAL.

Les deux lignes du métro de Lille exploitées par Ilévia desservent Villeneuve-d'Ascq via les stations suivantes :
- ligne 1 : Quatre Cantons - Stade Pierre-Mauroy, Cité Scientifique - Professeur Gabillard, Triolo, Villeneuve-d'Ascq - Hôtel de Ville, Pont de Bois (et est très proche Square Flandres);
- ligne 2 : Les Prés – Edgard-Pisani, Jean-Jaurès (et sont très proches Wasquehal - Pavé de Lille, Wasquehal - Hôtel de Ville).

C'est d'ailleurs à Villeneuve-d'Ascq qu'est inauguré le 25 avril 1983 le tout premier métro entièrement automatique au monde à la station Quatre Cantons par François Mitterrand. La technologie employée est celle du VAL, qui signifiait « Villeneuve-d'Ascq - Lille » à l'origine,, et renommé en « Véhicule automatique léger » lors de l'export de cette technologie dans d'autres villes.

#### Bus
De nombreuses lignes de bus exploitées par Ilévia desservent Villeneuve-d'Ascq.
Les principaux pôles d'échanges se situent au niveau des stations de métro Villeneuve-d'Ascq – Hôtel de Ville, Pont de Bois, Quatre Cantons – Stade Pierre Mauroy et Fort de Mons.
Plus de 71 % des bus roulent au gaz de ville et ces derniers sont accessibles aux personnes à mobilité réduite.

#### Tramway

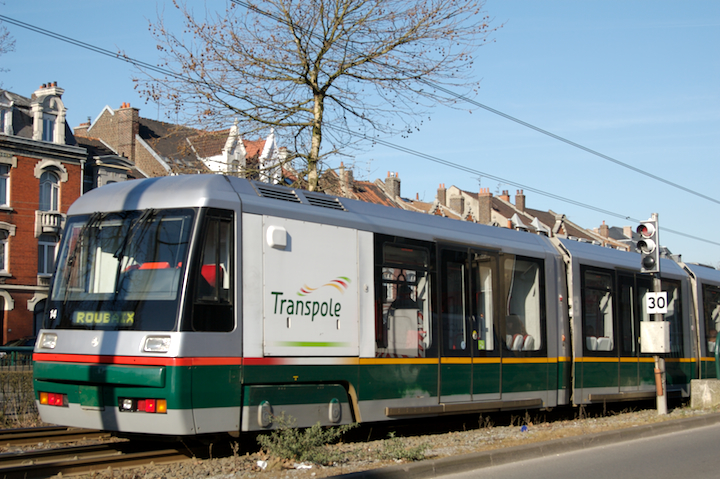
Rame de tramway.

La ligne Lille - Roubaix du Tramway de l'agglomération de Lille passe au nord de Villeneuve-d'Ascq aux arrêts Le Sart et Planche Epinoy. Les arrêts Wasquehal - Pavé de Lille et La Marque sont également très proches de la ville.
Une ligne de tramway aujourd'hui disparue, appelée « petit Mongy », reliait les sites champêtres de Flers Bourg, Hem et Lannoy au début du XXe siècle.

#### Réseau ferroviaire

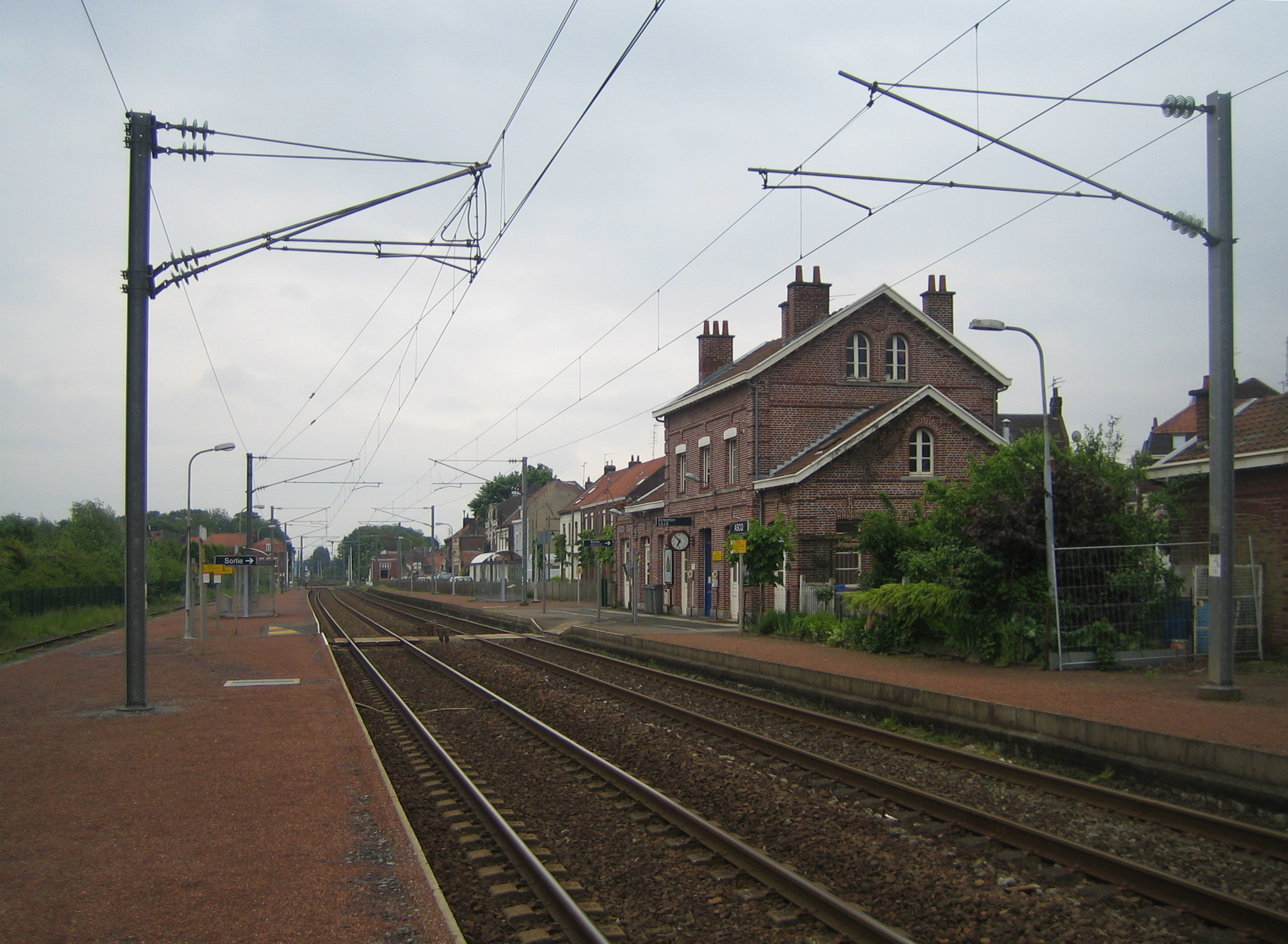
Quais et bâtiment voyageurs de la gare d'Ascq, vus de l'ouest.

Villeneuve-d'Ascq dispose de trois points d'arrêt ferroviaires : la gare d'Ascq, et les haltes de Pont-de-Bois et d'Annappes. Les trains qui s'y arrêtent sont ceux des lignes :
- Lille – Tournai ;
- Lille – Namur, qui dessert les villes belges de Mons et Charleroi ;
- (Lille –) Ascq – Orchies[24], fermée pour plusieurs années à partir de fin mai 2015 — en raison de travaux[25] —.

Par ailleurs, Villeneuve-d'Ascq est à 10 minutes en métro ou en train des gares Lille-Flandres et Lille-Europe, ce qui lui fournit un accès rapide à un dense réseau de lignes régionales, nationales et internationales, et permet de rejoindre rapidement les grandes pôles urbains voisins de Paris, Londres, Bruxelles et Amsterdam.

#### Réseau aérien
Le sud de Villeneuve-d'Ascq est à environ 5 kilomètres de l'aéroport de Lesquin, aéroport de taille moyenne destiné principalement au transport national, mais qui possède également des vols réguliers vers l'Algérie, le Maroc, l'Espagne, le Portugal, la Tunisie et l'Italie. C'est aussi le 3e aéroport français de fret camionné (transport de fret aérien par un véhicule routier) avec plus de 68 000 tonnes en 2007.

#### Réseau routier
Villeneuve-d'Ascq est située au croisement de plusieurs grands axes autoroutiers :
- A1 : Lille - Arras - Amiens - Paris / Saint-Quentin - Reims - Lyon (via A26) / Beauvais - Rouen (via A29)
- A22 : Lille - Roubaix/Tourcoing / Mouscron - Courtrai - Gand - Anvers - Pays-Bas (via Autoroute belge A14)
- A23 : Lille - Valenciennes / Maubeuge (via A2)
- A27 : Lille - Tournai - Bruxelles / Liège - Allemagne
- A25 : Lille - Dunkerque - Calais - Boulogne-sur-Mer - Angleterre

L'A22, l'A23, l'A27 et l'A25 sont entièrement gratuites. L'A1 est gratuite jusqu'à Arras.
Pour effectuer de l'autopartage, des véhicules des opérateurs Citiz et Getaround sont présents sur la ville .

#### Vélo
Une offre de vélo en libre-service est présente avec, en 2021, une douzaine de stations V'Lille installées sur la partie ouest de la ville.

## Histoire
L'histoire de Villeneuve-d'Ascq est liée à l'aventure commune des trois villages d'Annappes, Ascq et Flers dont elle est issue. Quelle que soit l'époque, quelques constantes marquent l'histoire de ces villages : une vie rurale autrefois (cette ville est à présent très urbaine), en proie à des épidémies, à la famine et à la guerre.

### Préhistoire
Le premier passage connu de l'homme sur ce qui est maintenant le territoire de Villeneuve-d'Ascq est attesté par un fragment de hache polie en silex, trouvé dans les années 1980 dans le parc de l'école Saint-Adrien à Annappes. Elle est estimée à environ -2000 ans. Selon les historiens, ces haches sont attribuées à des populations qui pratiquent déjà l'élevage et l'agriculture mais emploient encore un outillage de pierre taillée. Cependant, il n'y a aucune preuve que l'homme se soit alors sédentarisé à cet endroit ; en effet les traces d'occupation humaine retrouvées par les archéologues datent de la fin de l'indépendance gauloise.
Des fouilles effectuées en 2017 par l' Institut national de recherches archéologiques préventives (INRAP), sur la place de la République à Annappes, confirment que les premiers phénomènes d'occupation du sol datent de la protohistoire ancienne, des vestiges de la fin de la Tène et du Haut-Empire romain indiquent, en effet, qu'un espace consacré à la culture ou la pâture, se trouvait en cet endroit.

### Antiquité

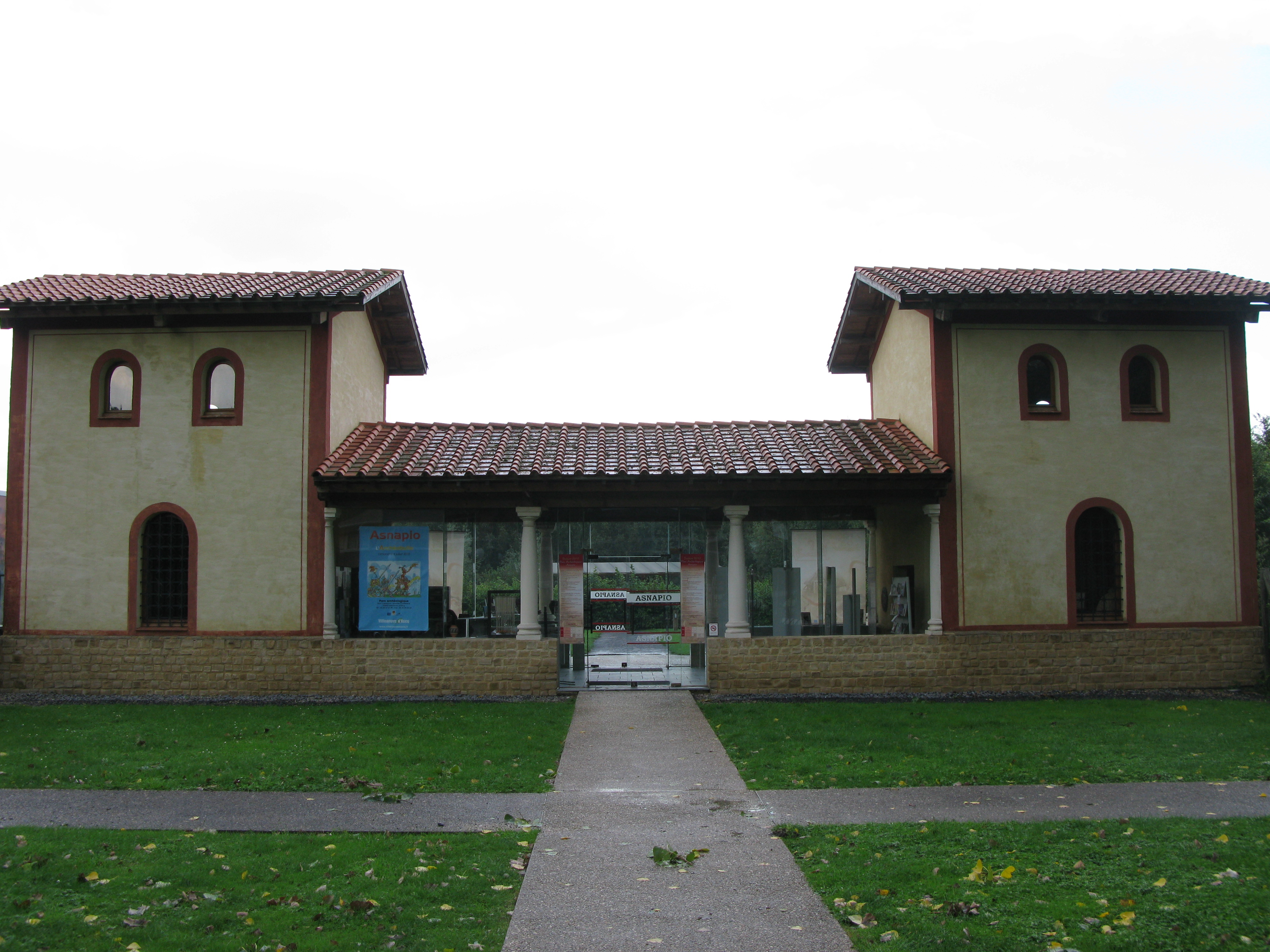
Reconstitution d'une villa gallo-romaine au parc archéologique Asnapio.

Les plus vieilles constructions connues à Villeneuve-d'Ascq apparaissent sous l'administration romaine. Ce sont principalement des fermes, dont certaines assez vastes, que l'on connaît grâce à la fouille de l'une d'elles (IIe siècle) située dans l'actuel quartier du Château, à Flers. Les installations gallo-romaines disparaissent au IVe siècle et laissent place aux roseaux, alors que sur les limons du Mélantois - où se situera le village d'Ascq - les cultures se développent.

### Haut Moyen Âge
Annappes et ses environs sont au haut Moyen Âge le site d'un domaine royal mérovingien (des tiers de sous d'or y ont été frappés au début du VIIe siècle), comme l'indique un texte qui mentionne « Asnapio » sous le règne de Charlemagne. Ce dernier d'ailleurs y passera pour aller inaugurer l'abbatiale de Saint-Riquier à Pâques de l'an 800.
En 836, l'empereur Louis le Pieux donne le domaine royal à sa fille Gisèle, épouse d'Evrard de Frioul. Ce couple noble fondera l'abbaye de Cysoing. Le marquis Bérenger Ier de Frioul, un de leurs fils, héritera d'Annappes ; il sera par la suite roi des Lombards, puis empereur des Romains.
Vient l'époque de l'invasion du continent par les Vikings. En 881, les Normands pillent le domaine d'Annappes depuis leur camp de Courtrai.

### Moyen Âge

#### Le comté de Flandre

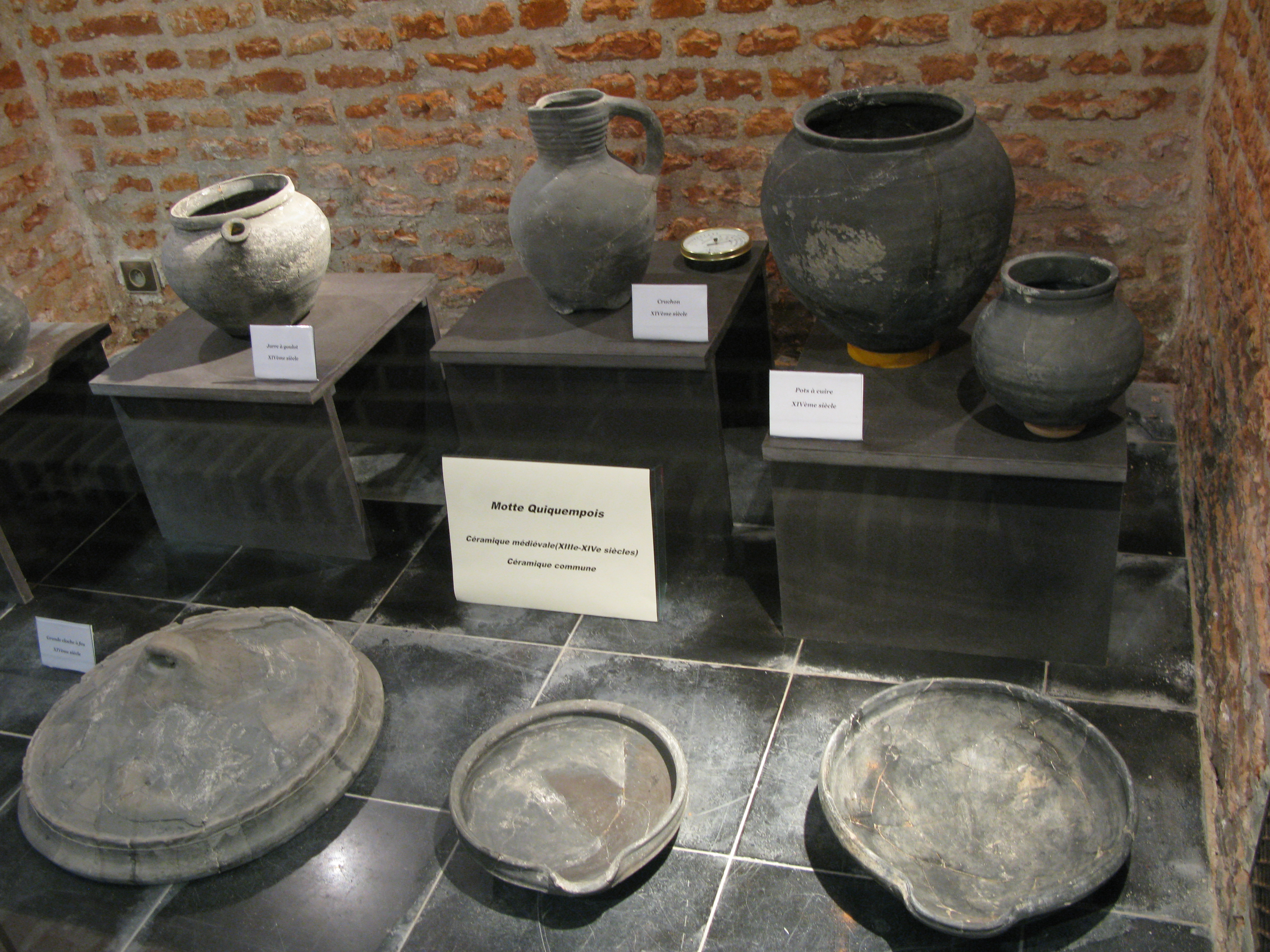
Céramiques des trouvées à la motte Quiquempois.

Au Xe siècle, le comte de Flandre, installé à Lille, accapare le territoire d'Annappes. En 1066, Baudouin V de Flandre donne, par la charte de dotation Saint-Pierre de Lille, une ferme à Flers et les deux tiers des revenus de l'église d'Annappes - cependant, on ne sait pas s'il y a un lien entre cette église et l'actuelle église d'Annappes. Le comte donne les terres de son domaine à ses vassaux. Ainsi vers 1090, le seigneur du Breucq élève une motte (signe de puissance), un château et une basse-cour qui devint la cense du Breucq. Cette seigneurie était importante et occupait la forêt du Barœul depuis les abords de Lille jusqu'à Croix. À cette époque, les marais séparaient et protégeaient les villages.
La région compte une population de plus en plus importante, et les habitations commencent à empiéter sur les marais de Flers. C'est à cette époque que des bourgeois lillois récupèrent la mairie comtale d'Annappes et que le conseil municipal se charge de définir des règlements communs aux trois villages d'Annappes, Ascq et Flers.
Bien que le territoire soit riche, la population paysanne vit de manière très précaire, et doit subir plusieurs famines au XIVe siècle et au XVe siècle, notamment durant l'année 1316 à la suite de mauvaises récoltes l'année d'avant. Un autre malheur s'abat sur la région, la guerre. De 1297 à 1304, les troupes des Français de Philippe IV de France et celles des flamands ravagent les cultures et brûlent les villages. En 1340, au début de la guerre de Cent Ans, les villages sont occupés militairement. En 1349, c'est la peste noire qui s'abat sur la région. À cette époque, la population des trois villages a diminué considérablement.
Au XVe siècle, l'économie des villages se redresse doucement, malgré les pestes périodiques, les mauvaises récoltes et la présence presque constante de militaires. Après avoir été brûlées par les troupes de Louis XI, les églises sont reconstruites ; les parties les plus anciennes des églises d'Annappes et Flers remontent à cette époque.

#### Époque bourguignonne

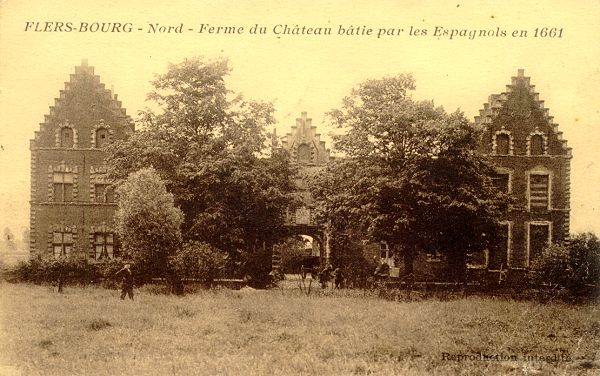
Château de Flers

Le comté de Flandre est rattaché au Duché de Bourgogne par le mariage en 1369 de Marguerite de Male, comtesse de Flandre, et de Philippe II le Hardi, duc de Bourgogne.
En 1477, à la mort du dernier duc de Bourgogne, Charles le Téméraire, Marie de Bourgogne épouse le Habsbourg Maximilien d'Autriche, qui prend ainsi le titre de comte de Flandre. À la fin du règne de l'empereur romain germanique Charles V, la Flandre espagnole échoie à son fils aîné. Les villages passent donc sous la tutelle de Philippe II d'Espagne, roi d'Espagne. Ils resteront sous autorité espagnole jusqu'au règne de Philippe IV d'Espagne.
La région est encore touchée par les maladies, comme une peste en 1534 et la typhoïde dans les marais. Des maladies s'abattent aussi sur le bétail. Vers 1640, Forest-sur-Marque est détachée d'Ascq, et devient une commune à part entière.

### Rattachement à la France

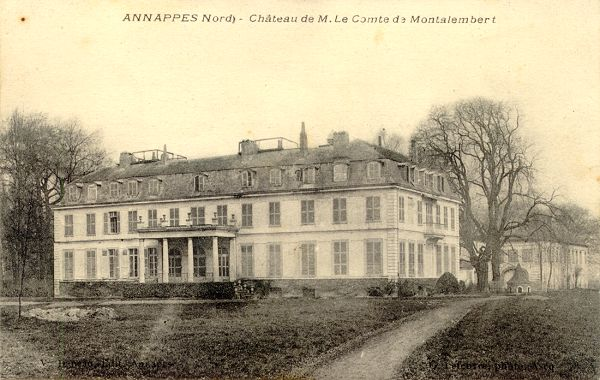
Château de Brigode à Annappes.

En 1667, Louis XIV fait le siège de Lille, et la prend. Annappes, Ascq et Flers deviennent alors des villages français en 1668 par le traité d'Aix-la-Chapelle. Les villages subissent constamment les maux de la guerre : logement des troupes, réquisition en tous genre, ravages et exaction des soldats. De 1708 à 1713 la région est occupée par les Anglo-Hollandais de Marlborough, qui reviendront en 1744.
En 1737, le curé d'Annappes soutient un long procès pour obtenir la prise en charge d'un vicaire par le chapitre Saint Pierre. Grâce à lui, on sait que le canton de Marchenelles, Hempempont et le Recueil était appelé « la petite Hollande » car les habitants fréquentaient très rarement les églises.
Le roi permet en 1774 le partage des marais entre les trois villages et leurs voisins, et ceux-ci seront asséchés en 1781.

### Révolution française et guerres napoléoniennes

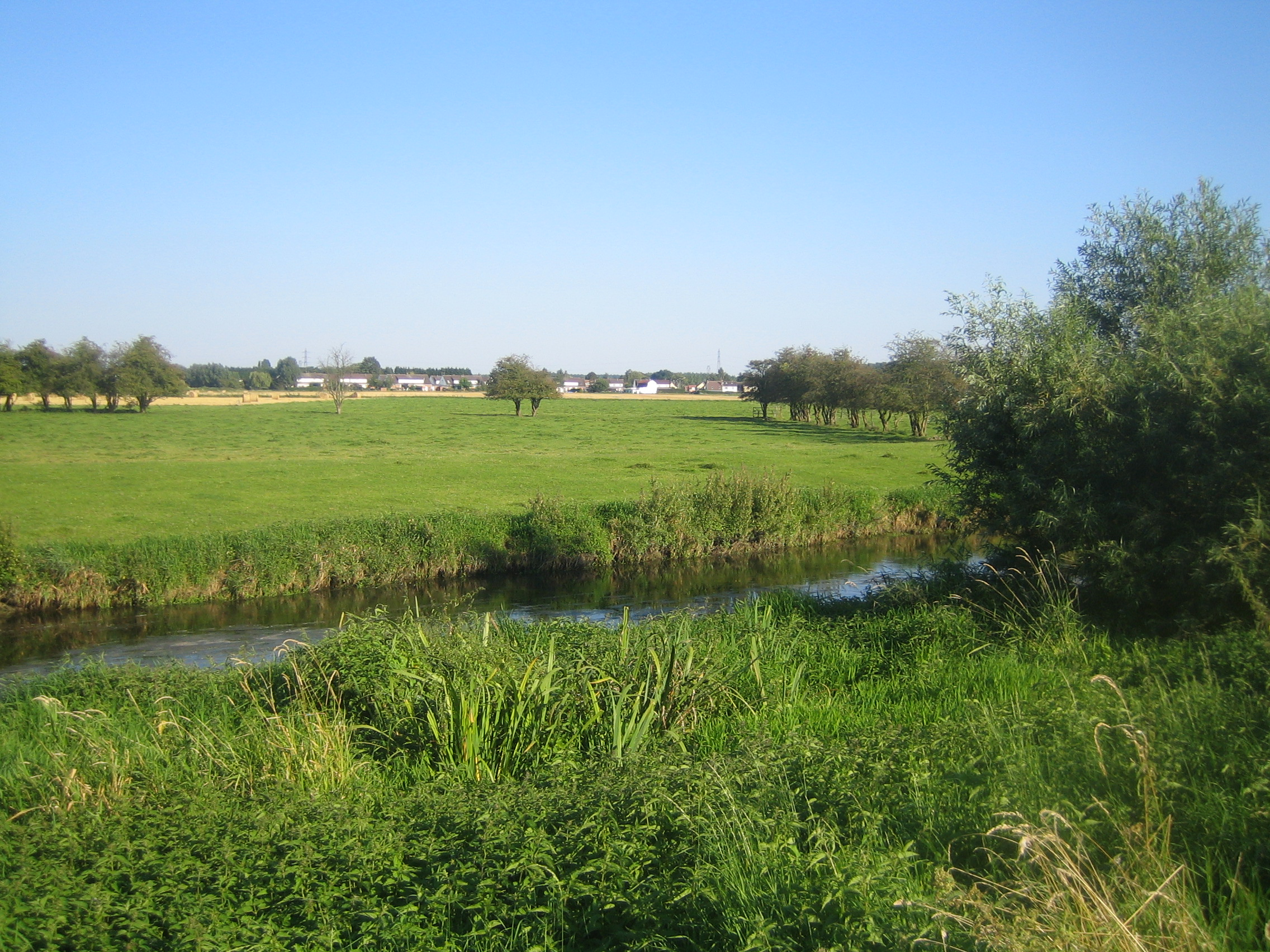
La Marque à Villeneuve-d'Ascq

Comme à Lille, il n'y a pas de révolution populaire chez les paysans en 1789 ; de plus les événements parisiens leur arrivent avec plusieurs jours de retard, et ils sont occupés par la répartition de leurs marais communaux.
En avril 1792, lors de la guerre contre l'Autriche, des régiments se regroupent dans la région pour être dirigés vers la frontière des Pays-Bas autrichiens. Mais à la première canonnade à Baisieux, ils battent en retraite vers Lille, où la foule massacre le général Dillon. Les Autrichiens dirigés par le duc de Saxe Teschen, après avoir pris Roubaix, Tourcoing et Lannoy, vont mettre le siège devant Lille. Cependant, ils lèvent le siège le 8 octobre face à l'impossibilité de s'emparer de la ville qui « a bien mérité de la Patrie ». La rivière de la Marque, à l'est de Flers, Annappes et Ascq sera dès lors la limite disputée entre les troupes républicaines et les troupes coalisées.
Au début de 1794, le général Pichegru reprend l'offensive, assure la victoire de Tourcoing le 18 juin, et repousse l'ennemi jusque dans l'actuelle Belgique.
Sous la Terreur, les biens des émigrés sont confisqués. De même, l'argenterie et les objets de cultes des trois églises sont inventoriés, envoyés à Lille et récupérés par l'État. Les trois églises seront même vendues aux enchères le 29 septembre 1798, mais non démolies. Après le Concordat, elles seront reprises par les religieux.
Les guerres de l'Empire sont gourmandes en individus, et les hommes des villages sont très nombreux à se mutiler ou à se cacher dans les carrières de Lezennes. En 1814, à la suite de la campagne de France, la frontière Nord est menacée. On enlève les ponts sur la Marque pour tenter de retarder l'invasion. Le général Maison, fuyant devant les Russes, fait camper ses soldats aux abords d'Ascq, lesquels, pendant douze jours, pillent et volent pour se nourrir. Fin mars 1814, l'ennemi est là, mais la capitulation de Paris met fin aux hostilités. Des escadrons français reviennent se loger à Ascq lors des Cent-Jours.

### XIXesiècle
Contrairement à d'autres endroits du département du Nord, les trois bourgs gardent une vie communautaire autonome comme lors des siècles précédents. Leur activité reste essentiellement artisanale et agricole. Ainsi, on dénombre environ 150 fermes à Ascq en 1850. De grands propriétaires restent au pouvoir, comme à Annappes où domine le baron d'Empire Brigode Kemlandt, député du Nord pendant 19 ans entre 1805 et 1837 et maire de la commune de 1814 à 1848, et ses amis De Clercy et De Montalembert. La politique de l'époque a très peu d'influence sur la population qui s'adapte immédiatement à la royauté, la république et l'empire. Encore à cette époque, les villages souffrent des épidémies (choléra à Flers-Bourg en 1849) et de conditions de travail difficiles (repos dominical non respecté, travail des enfants, etc.).
Au milieu du XIXe siècle, la progression de l'industrie s'accompagne d'un développement considérable de Lille et surtout de Roubaix. Le chemin de fer désenclave Ascq en le rattachant à Lille en 1865 et, en 1885, à Roubaix par la ligne charbonnière. Cette dernière ligne de Somain à Halluin a désormais disparu, mais un reste de pont est encore visible dans la campagne aux abords d'Ascq. De même, les premiers tramways à chevaux atteignent Flers en 1880, tandis que son hameau du Breucq dépend de la gare de Croix et s'incorpore aux cités satellites roubaisiennes. Ces nouveaux moyens de transport développent à Ascq et à Flers l'industrie liée au textile, à la métallurgie et à l'agro-alimentaire. L'agriculture se modernise aussi : en 1896, Ascq voit arriver sa première moissonneuse-lieuse Samuelson. Seule Annappes ne bénéficie pas de cette évolution. De nombreuses fêtes locales rythment la vie monotone des paysans et des ouvriers.
Les trois bourgs restés très ruraux semblent avoir du mal à accepter le progrès. Ainsi en 1889 Flers préconise que « la vapeur soit totalement abolie » pour les tramways et que l'on revienne à la traction par des chevaux ; de même à Annappes on conseille aux automobilistes en 1903 de prendre exemple sur les chevaux. À cette même époque, les villageois sont assez méfiants vis-à-vis des Lillois dont la ville n'arrête pas de s'étendre, et se rattachent finalement à Roubaix et Tourcoing par la construction du Grand Boulevard. Cependant, les villageois commencent à accepter de faire partie de la métropole lilloise, et de plus en plus de transports les relient aux villes et villages voisins. Une ligne de tramway aujourd'hui disparue, appelée « petit mongy », relie les sites champêtres de Flers Bourg, Hem et Lannoy au début du XXe siècle.

### XXesiècle

#### Les deux guerres mondiales

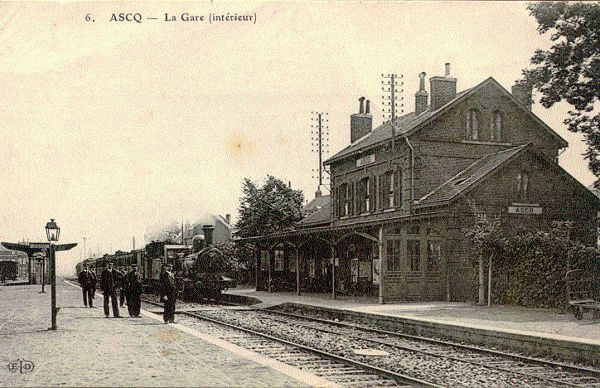
Gare d'Ascq vers 1900

La France entre dans la Première Guerre mondiale, où beaucoup de villageois moururent. À partir d'octobre 1914, les Allemands occupent la région, jusqu'à la libération par les Anglais et les Portugais en octobre 1918.
Avec la montée en puissance de la métropole lilloise, de plus en plus de gens commencent à habiter en périphéries, et la population des villages augmente considérablement. En 1914, Flers compte 5 000 habitants, et 7 000 en 1939. Ascq et Annappes ont environ 4 000 habitants à la même époque. Les villages évoluent différemment : Flers-Bourg reste un village rural, Flers-Breucq une zone industrielle, Annappes une zone villageoise avec une majorité d'ouvriers, les industriels roubaisiens commencent à occuper les châteaux du Sart et du Recueil, tandis qu'Ascq possède une gamme socio-professionnelle des plus variées.
La région subit de plein fouet la Seconde Guerre mondiale, dont le fait le plus marquant est le Massacre d'Ascq, le 1er avril 1944 où des nazis de la 12e division SS Hitlerjugend massacrent 86 hommes. Les responsables du sabotage seront arrêtés puis fusillés au fort de Seclin le 7 juin 1944. Pendant cette période, Annappes, Ascq et Flers dépendent du commandement allemand de Bruxelles, même si les lois du gouvernement de Vichy s'y appliquent. L'occupation allemande durera de mai 1940 à septembre 1944, et la zone sera encore une fois libérée par les Anglais, le 3 septembre 1944.
Le 29 juin 1947, le général de Gaulle se rend sur les lieux du massacre d'Ascq. Il est reçu par le conseil municipal d'Ascq et Isidore Hofman, le maire du village. Le 13 juillet 1947, Vincent Auriol, président de la République, pose la première pierre du monument des fusillés. Il est accompagné d'un dispensaire, à la demande des veuves. L'ensemble est construit par les architectes Luc et Xavier Arsène-Henry, et inauguré en 1955. En 1949, la commune d'Ascq reçoit une décoration : la Croix de guerre 1939-1945 et en 1952, la commune reçoit la Légion d'honneur. En 1964, une délégation chrétienne d'Ascq est reçue à Rome par le pape Paul VI.

#### Création de la ville nouvelle, années 1960
De 1964 à 1967, sous l'impulsion de Guy Debeyre est créé sur 200 hectares le campus scientifique d'Annappes accueillant les nouveaux locaux de la Faculté des sciences, autrefois située à Lille. La présence du campus fait que le ministre Edgard Pisani décide de l'implantation de la ville nouvelle à cet endroit. En 1966, on décide de l'implantation de l'université Lille-III dans le quartier du Pont-de-Bois.
En 1967, la communauté urbaine de Lille est créée et regroupe 89 communes dont Annappes, Ascq et Flers. Cette même année est signé l'acte de naissance de la « Ville-Est ». Les élus locaux de l'époque n'accueillent pas la nouvelle avec un grand enthousiasme. Le site de la ville nouvelle est choisi par Edgard Pisani, ministre de l'Équipement, en fonction de nombreuses opérations d'urbanisme dans cette zone, comme l'ensemble résidentiel de Brigode sur les anciennes propriétés du comte de Montalembert, et l'ouverture de la Cité scientifique en 1964.
Le 5 octobre 1967, 272 propriétaires apprennent qu'ils vont être expropriés de leur maison pour permettre la création de la ville nouvelle. Une vive réaction se produit dans l'opinion publique. Des associations de défense puis une fédération de ces associations se créent. Un contre-projet est présenté et, sous la pression de l'opinion publique, le nombre d'expropriations est ramené à 92. Devant le tribunal administratif, les expropriés obtiennent en août 1969 l'annulation de l'arrêté de déclaration d'utilité publique (DUP). Mais le 28 mai 1971, le Conseil d'État annule ce jugement et rétablit l'expropriation.
En 1969, la municipalité d'Ascq organise le 25e anniversaire du massacre du 1er avril 1944, en présence de nombreuses personnalités dont le ministre François-Xavier Ortoli et le cardinal Liénart.
Le docteur Jean Marie Mocq présente une exposition sur le Massacre d'Ascq avec les souvenirs des familles. Exposition qui deviendra le fonds du « Musée du Massacre », ouvert ultérieurement sur le site du tertre.
En 1969, le ciné-club « Kino » est ouvert sur le futur campus de l'université Lille-III.
Le 11 avril 1969, l'Établissement public d'aménagement de Lille-Est (EPALE) est chargé des études et de l'aménagement de la ville nouvelle. Le 4 février 1970, lors d'une conférence de presse, les mairies d'Annappes, d'Ascq et de Flers, qui craignent une absorption par Lille à la faveur de l'édification de la ville nouvelle, annoncent que leurs communes vont fusionner pour donner « Villeneuve-en-Flandre ». Le 20 février, les conseils municipaux acceptent mais retiennent le nom de « Villeneuve d'Ascq » - sans trait d'union - en mémoire du massacre d'Ascq. La ratification a lieu cinq jours plus tard. Le 25 février 1970, le décret de création de la commune de Villeneuve-d'Ascq est publié (26 178 habitants selon le recensement de 1968). Un nouveau conseil municipal est constitué en puisant dans ceux des trois communes, et Jean Desmarets, ancien maire de Flers, devient maire de la nouvelle commune.

#### Les débuts de Villeneuve-d'Ascq, années 1970
En 1971, le chantier de l'ensemble universitaire de l'université Lille-III est ouvert. En 1974, la faculté lilloise de lettres et sciences humaines quitte Lille pour le quartier de Pont-de-Bois.
En novembre 1972, les premiers habitants arrivent dans la ville nouvelle. La ville se crée tant bien que mal, et une activité associative importante commence à façonner une identité villeneuvoise. Cette dernière sera renforcée par le refus massif de rattacher Villeneuve-d'Ascq à Lille, à deux reprises en février 1972 et en juillet 1976.
La commune commence à se développer. Les essais du premier métro automatique au monde, le VAL (Villeneuve-d'Ascq-Lille à l'origine, puis Véhicule Automatique Léger pour le commercialiser dans d'autres agglomérations), débutent en 1973. En 1974, l'université Charles-de-Gaulle Lille-III est inaugurée dans le quartier du Pont-de-Bois.
En 1976, inauguration du Stadium Nord et du théâtre de La Rose des vents. La ville est asphyxiée avec un budget de fonctionnement de 16 millions de francs, pour 40 000 habitants,. Le ciné-club du Triolo, le « Méliès », ouvre en 1976 également.
Le 8 novembre 1977 s'ouvre le centre commercial V2. Il est à l'époque de sa création le plus grand centre commercial au Nord de Paris. Agrandi une première fois en 1989, V2 a refait des travaux de réaménagement entre 2004 et 2006.
Le 15 novembre 1977 est ouvert le lycée Raymond Queneau.
À partir de janvier 1978, la commune reprend le contrôle de l'aménagement de son territoire. À partir de février 1978, les habitants participent à la construction de leur ville grâce à la mise en place de procédures de chartes d'aménagement concerté de quartier.
En 1978, la ville de Villeneuve-d'Ascq soutient la lutte contre le camp militaire du Larzac par l'intermédiaire de José Bové : la ferme qu'il occupe à Montredon dans l'Aveyron est jumelée à la ferme du Héron. Quelques années plus tard, José Bové est nommé citoyen d'honneur de la ville,. En décembre 1978, la ville de Villeneuve-d'Ascq dépasse les 50 000 habitants.
En 1979, la mairie lance appel en faveur des réfugiés Vietnamiens et encourage les Villeneuvois à donner de l'argent pour leur venir en aide.

#### Années 1980

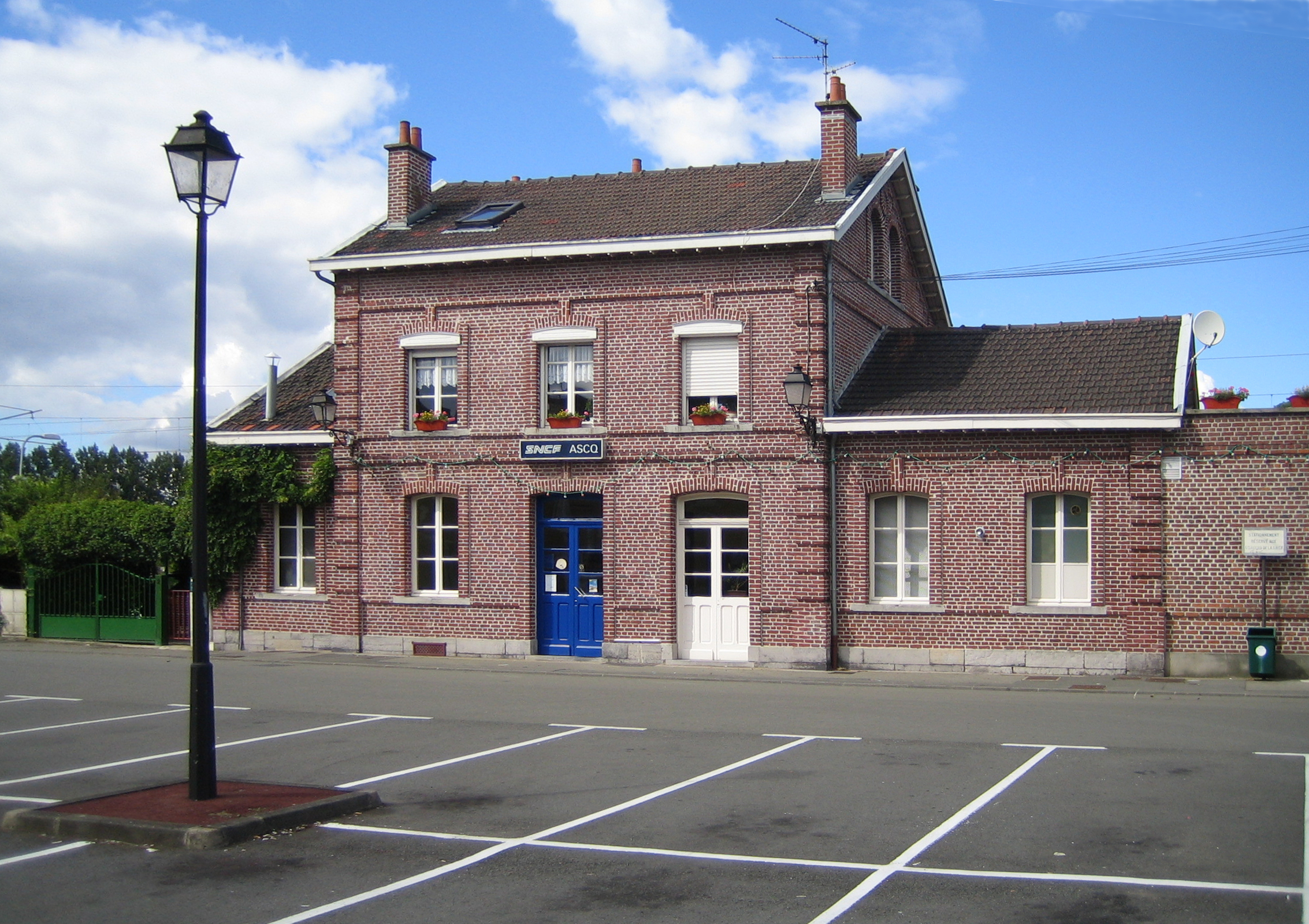
Gare d'Ascq

En 1983, le Tertre des Massacrés est visité par François Mitterrand, président de la République. En 1984, le musée du Souvenir des victimes d'Ascq, créé par Jean-Marie Mocq et Gérard Chrétien, fils de massacré, est inauguré par Pierre Mauroy, Premier ministre.
En 1983 est inauguré à la station de métro Quatre Cantons le tout premier métro entièrement automatique au monde par François Mitterrand. La technologie employée est celle du VAL, qui signifiait « Villeneuve-d'Ascq - Lille » à l'origine,, et renommé en « Véhicule automatique léger » lors de l'export de cette technologie dans d'autres villes.
Le 31 décembre 1983, l'EPALE est dissoute et la ville a alors atteint 60 000 habitants. On inaugure le musée d'art moderne.
En 1986, c'est la création de l'association Villeneuve-d'Ascq Technopole (VAT) à l'initiative de la municipalité et en partenariat avec l'université des sciences et technologies de Lille, la Chambre de commerce et de l'industrie de Lille-Roubaix-Tourcoing et la délégation régionale à la Recherche et à la Technologie. L'objectif est de promouvoir les transferts de technologie et la création d'emplois dans les secteurs de pointe.
En 1987, l'entreprise agro-alimentaire Bonduelle implante son siège rue Nicolas Appert. Il sera inauguré en 1989.
En 1987, un camp destiné à accueillir les gens du voyage est construit près de l'autoroute à Hôtel-de-Ville (il sera déplacé en 2009 à la suite de la construction du Grand stade).
En 1988 débute le chantier de la piscine de Babylone. C'est, en septembre 1988, le plus gros investissement municipal jamais engagé.
En mars 1988, la ville appelée la « Technopole verte » prend pour logo une sphère bleue pour l'aspect technologique de la ville, et une feuille verte pour le respect de l'environnement.

#### Années 1990
En 1993, la ligne TGV-Nord qui relie Paris et Lille en une heure et, en 1994, l'ouverture du tunnel sous la Manche, placent Villeneuve-d'Ascq à un carrefour stratégique de communication nord-ouest-européen. Pour l'anecdote, la rame TGV Réseau tricourant 4511 a été baptisée du nom de la commune, le 27 septembre 1997.
En avril 1994, pour les 50 ans du massacre d'Ascq, des commémorations importantes sont organisées.
Le 5 mai 1994 est inauguré le tramway rénové, qui dessert Flers-Breucq.
En mai 1995, la station Fort de Mons de la ligne 2 du métro est mise en service. Elle sera suivie par l'ouverture des stations Les Prés et Jean Jaurès, en août 1999.
En 1995 est annoncé une forte baisse de 15 % de la délinquance à Villeneuve-d'Ascq. Cependant, le 2 novembre 1995, dans le cadre de l'enquête sur la vague d'attentats commis en France en 1995, le terroriste Smaïn Aït Ali Belkacem est arrêté par des hommes des Renseignements généraux en pleine nuit dans son appartement de la Poste,, ainsi que des complices. Une panoplie d'artificier a été trouvée dans son appartement,. Pour les policiers, Smaïn Aït Ali Belkacem faisait partie d'un réseau islamiste dormant, activé depuis la mort de Khaled Kelkal. Il était le chef du réseau nordiste et était assisté par Mohamed Drici et Ali Benfattoum,,, également arrêtés puis condamnés.
En 1996, l'association Villeneuve-d'Ascq Technopole (VAT) devient l'association Lille-Métropole Technopole. VAT prend ainsi place dans un ensemble régional plus vaste, composé de plusieurs réseaux (Nord-Pas-de-Calais-Technologie et Nord-Pas-de-Calais Technopole) en fédérant les pôles technologiques de la métropole.
Dès 1996 il est question que la Haute-Borne accueille le projet SOLEIL, un synchrotron, accélérateur de particules. Mais le projet est abandonné en 1999 alors que ce devait être le projet phare du site de la Haute-Borne. Le projet Soleil est relancé en 2000, mais c'est le plateau de Saclay qui est retenu, au nom d'un meilleur environnement scientifique.
Le 14 décembre 1996 est inauguré le Forum des sciences François Mitterrand, en présence de Danielle Mitterrand. Le même jour est également inauguré le site internet de la ville. En 1998, le cinéma Les Cinq Lumières, situé à V2, ferme. C'était le seul cinéma de la ville (il y avait cependant 2 ciné-clubs).
En 1999, la ville adhère à l'association ATTAC. Le maire déclare vouloir se battre « avec ATTAC pour la régulation, une transparence et une connaissance [des] mouvements financiers ».

#### Années 2000
Jean-Michel Stievenard, ex-premier adjoint de Gérard Caudron, est élu à la succession de celui-ci en mars 2001 au premier tour (58,5 % des suffrages).
Le 16 janvier 2003, le parc scientifique de la Haute Borne est officiellement inauguré en présence de Jean-Michel Stievenard, maire de Villeneuve-d'Ascq, Pierre Mauroy, président de LMCU, Bernard Derosier, député de la 2e circonscription du Nord et Martine Aubry, maire de Lille.
En 2005, inauguration du nouveau musée commémoratif du massacre d'Ascq : le Mémorial Ascq 1944. En mars 2007 a débuté la construction de la Grande Mosquée de Villeneuve-d'Ascq dans le quartier de la Poste. En 2009, un nouveau centre commercial ouvre juste à côté du centre commercial V2, appelé Heron Parc, qui accueille un complexe cinématographique. Débute également la même année la construction du Stade Pierre-Mauroy (appelé alors Grand Stade Lille Métropole).

#### Années 2010
En 2012 est inauguré le Stade Pierre-Mauroy, stade entièrement modulable et transformable notamment en Arena couverte, et pouvant accueillir plus de 50 000 spectateurs. Le stade permet à la commune d'accueillir de nombreux événements internationaux (Euro de Football, Coupe Davis, Euro de Basket, Mondial de Handball, Mondial de Volley...)
Le 26 janvier 2016 : annonce lors du conseil municipal du Grand Projet de Rénovation du Centre-Ville. Il s'agit de recomposer le Centre-Ville autour de trois grandes places (une place citoyenne, une place verte et une place commerciale) et en fonction également de trois axes de cohérence (l'axe citoyen, la ligne d'avenir et la boucle active). Le projet se veut grandiose, l'hôtel de ville sera déconstruit, le centre ville ramené sur un seul niveau, etc. Les travaux se réaliseront par grandes étapes entre 2018 et 2024.
Le 7 septembre 2016 est inauguré au sein de la Cité scientifique LILLIAD Learning Center Innovation, bâtiment de l'université de Lille réutilisant l'ossature de l'ancienne bibliothèque universitaire. Le centre est ouvert à tous et regroupe une bibliothèque universitaire, des locaux à usage événementiel et des expositions sur la recherche. Il bénéficie des technologies les plus modernes, en particulier numériques.
Le 1er janvier 2018, les universités Lille-I, Lille-II et Lille-III se rassemblent pour reformer l'université de Lille. Villeneuve-d'Ascq ne possède donc plus deux universités, mais deux campus (Cité scientifique et Pont-de-Bois) de l'université unique basée à Lille.

## Politique et administration

### Tendances politiques et résultats
Politiquement, Villeneuve-d'Ascq est un bastion de la gauche ; les alliances conduites par la gauche arrivent systématiquement en tête.
Ainsi, Gérard Caudron est maire de 1977 à 2001 sous l'étiquette socialiste ; en 2001 Jean-Michel Stievenard devient maire sous l'étiquette socialiste et Gérard Caudron redevient maire en 2008 en tant que candidat divers gauche. De même, dans la 2e circonscription du Nord, dont Villeneuve-d'Ascq représente la majorité des électeurs, c'est le candidat du Parti socialiste qui est systématiquement élu de 1988 à 2012 puis à partir de 2017, le candidat de La France Insoumise.

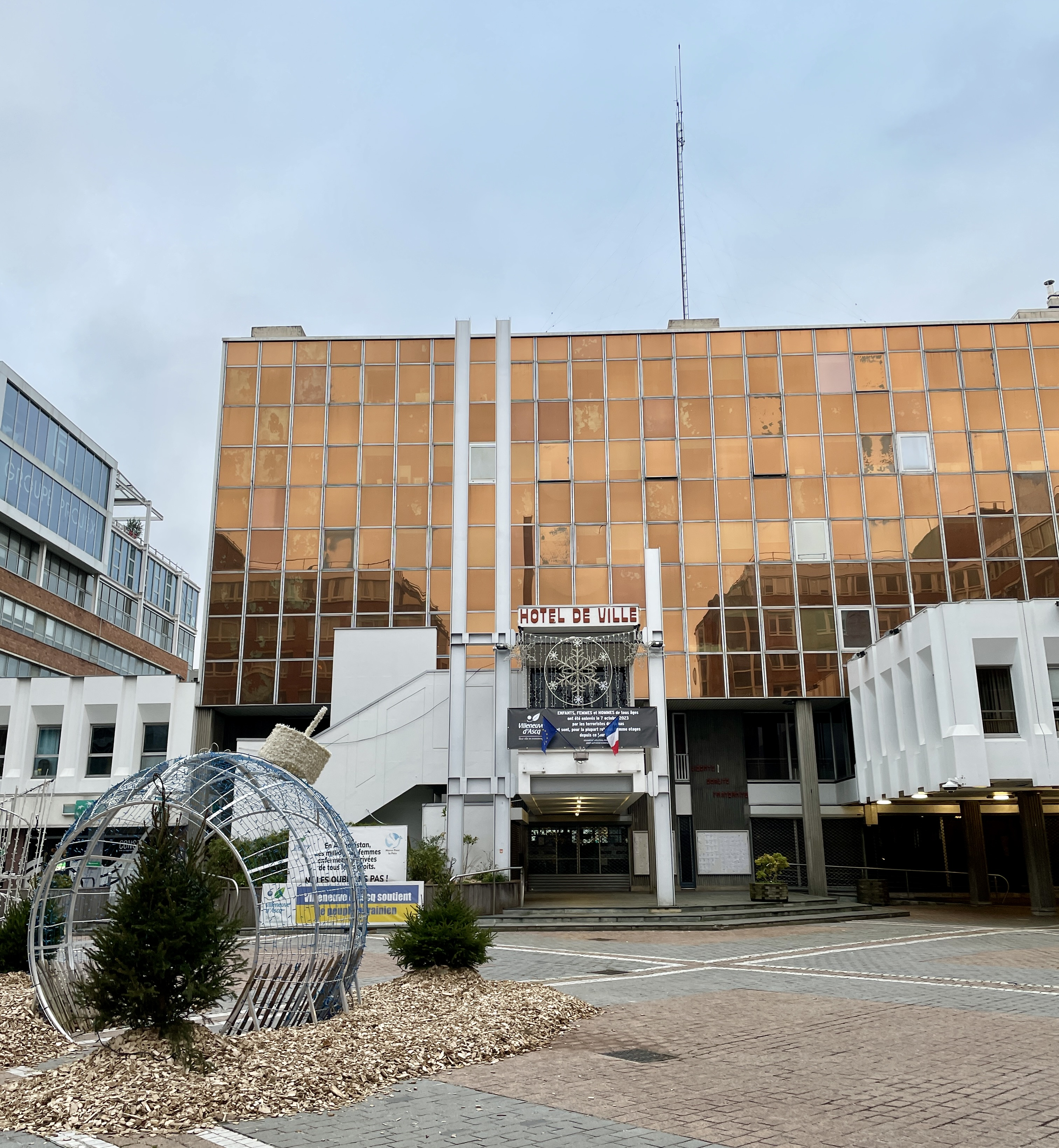
L'hôtel de ville.

En juillet 1990, la ville a accueilli une rencontre de l'ensemble des députés du Parti socialiste français au Parlement européen, en présence de Jacques Delors et de divers élus locaux dont Pierre Mauroy et Noël Josèphe.
Aux élections municipales de 2008, la gauche a réalisé plus de 86 % des suffrages exprimés au second tour. Lors de l'élection présidentielle française de 2012, François Hollande a réalisé un score de 59,72 % des voix (contre 40,28 % pour Nicolas Sarkozy).
Le premier tour des élections municipales de 2020 se déroule le 15 mars. Le confinement lié à la pandémie de Covid-19 retarde de trois mois la tenue du second tour, qui a lieu le 28 juin. Pauline Ségard, candidate écologiste arrivée en seconde position, fusionne avec la liste soutenue par la France Insoumise. Elle affronte Florence Bariseau (LR-LREM) et le maire sortant Gérard Caudron. Ce dernier avait obtenu 46,6 % des suffrages exprimés au premier tour, contre 19,2 % pour sa concurrente Pauline Ségard et 19,1 % pour Florence Bariseau.

### Budget
En 2010, Le budget s'élevait à 117 836 309 € (section de fonctionnement: 86 029 716 €, section d'investissement: 31 806 593 €). Les principaux domaines d'investissement en 2010 sont l'enseignement (28,06 %), la culture et l'animation de la ville (21,56 %), l'entretien des espaces publics (13,8 %) et le sport et les loisirs (12,09 %).
En 2008, le budget était de 98 882 063 € et les dépenses de fonctionnement étaient de 78 865 357 €. Entre 2000 et 2008, l'encours de la dette est passé de 49,9 M€ à 38,5 M€ soit une baisse de plus de 11 M € (désendettement).
Depuis l'adoption d'une taxe professionnelle communautaire unique, en 2001, la municipalité ne contrôle qu'un tiers du « potentiel fiscal » de la commune (essentiellement la taxe d'habitation et celle sur le foncier bâti, dont les montants varient peu du fait de la rareté des constructions).
En 1976, le budget de fonctionnement de la commune était de l'ordre de 16 millions de francs. En 1982, il était de 130 millions de francs. En 1988, le budget total de la commune dépassait 300 millions de francs.

### Liste des maires
| Période      | Période                        | Identité               | Étiquette | Qualité |
| ------------ | ------------------------------ | ---------------------- | --------- | --- |
| 7 mars 1970  | 27 mars 1971                   | Jean Desmarets         | CNIP      | Négociant Ancien maire de Flers-lez-Lille (1947 → 1970) Maire provisoire                                          |
| 27 mars 1971 | 20 mars 1977                   | Jean Desmarets         | CNIP      | Négociant Sénateur du Nord (1974 → 1983)                                                                          |
| 20 mars 1977 | 18 mars 2001                   | Gérard Caudron         | PS        | Professeur de lycée à Roubaix Député européen (1989 → 2004) Conseiller général de Villeneuve-d'Ascq (1982 → 1989) |
| 18 mars 2001 | 16 mars 2008                   | Jean-Michel Stievenard | PS        | Docteur en sociologie et maître de conférences Suppléant du député Bernard Derosier (2002 → 2007)                 |
| 16 mars 2008 | En cours (au 13 novembre 2023) | Gérard Caudron         | DVG       | Enseignant retraité 5e vice-président de la MEL (2014 → )                                                         |

On notera que de 1970 à 1983, l'EPALE et ses dirigeants avaient également beaucoup de pouvoir sur la ville nouvelle.

### Cantons
Depuis 2014, le canton de Villeneuve-d'Ascq comprend les cinq communes suivantes :

| Nom                                       | Code Insee | Intercommunalité              | Superficie (km2) | Population (dernière pop. légale) | Densité (hab./km2) | Modifier                                    |
| ----------------------------------------- | ---------- | ----------------------------- | ---------------- | --------------------------------- | ------------------ | ------------------------------------------- |
| Villeneuve-d'Ascq (bureau centralisateur) | 59009      | Métropole européenne de Lille | 27,46            | 62 342 (2022)                     | 2 270              | modifier les données · modifier les données |
| Forest-sur-Marque                         | 59247      | Métropole européenne de Lille | 1,05             | 1 660 (2022)                      | 1 581              | modifier les données · modifier les données |
| Sailly-lez-Lannoy                         | 59522      | Métropole européenne de Lille | 4,43             | 1 936 (2022)                      | 437                | modifier les données · modifier les données |
| Toufflers                                 | 59598      | Métropole européenne de Lille | 2,39             | 3 964 (2022)                      | 1 659              | modifier les données · modifier les données |
| Willems                                   | 59660      | Métropole européenne de Lille | 5,80             | 2 969 (2022)                      | 512                | modifier les données · modifier les données |
| Canton de Villeneuve-d'Ascq               | 5940       |                               | 41,13            | 72 871 (2022)                     | 1 772              | modifier les données                        |

Avant 2014 Villeneuve-d'Ascq était divisée en deux cantons :
- canton de Villeneuve-d'Ascq-Nord (29 225 habitants)
- canton de Villeneuve-d'Ascq-Sud (31 926 habitants)

### Partenariats locaux
Villeneuve-d'Ascq est depuis ses débuts un des participants clefs de la communauté urbaine Lille Métropole, intercommunalité qui regroupe 85 communes et compte 1,1 million d'habitants. La ville a bénéficié de nombreuses réalisations de la communauté urbaine, telles que le Stadium Nord en 1976 ou le VAL en 1983.
Plus largement, Villeneuve-d'Ascq appartient à une vaste conurbation formée avec les villes belges de Mouscron, Courtrai, Tournai et Menin qui a donné naissance en janvier 2008 au premier groupement européen de coopération territoriale (GECT), l'Eurométropole Lille Kortrijk Tournai, et qui totalise près de deux millions d'habitants.

### Jumelages et relations internationales
Villeneuve-d'Ascq est jumelée avec de nombreuses villes de par le monde.

#### Jumelage national
La Possession, département de La Réunion (France) Charte d'Association privilégiée signée en 1992.

#### Jumelage international
Stirling (Écosse) Charte de jumelage signée en septembre 1984.

 Gatineau (Québec) Charte d'amitié signée en 1989 (la ville de Hull à l'époque).

 Tournai (Belgique) Charte de coopération transfrontalière signée en 1994.

 Chaïdari (Grèce) Charte de coopération signée le 13 janvier 2001.

 Leverkusen (Allemagne) Charte de Coopération signée le 15 novembre 2001.

 Iaşi (Roumanie) Charte d'association privilégiée signée le 17 octobre 2003. Charte de jumelage signée le 7 février 2006.

 Ouidah (Bénin) Charte de coopération décentralisée signée en juin 2006.

 Racibórz (Pologne) Charte de jumelage signée le 16 octobre 2007.
On notera aussi qu'étant donné le jumelage de Lille avec Cologne et Erfurt, de nombreux échanges scolaires et culturels ont lieu entre Villeneuve-d'Ascq et ces deux villes allemandes.

### Villeneuve-d'Ascq et Lille
Villeneuve-d'Ascq subit, dans une certaine mesure, l'extension de l'influence de sa voisine et partenaire, Lille. Un proche du premier maire de la commune, Jean Desmarets, énonce à propos du travail du maire : « au début, il a fallu qu'il lutte contre la concurrence de Lille, Roubaix et Tourcoing ». Gérard Caudron déclarait en 1987 que « c'était un combat que de permettre à la ville de s'affirmer face à la communauté urbaine, l'EPALE, Lille... ».
En effet, sous l'action d'Augustin Laurent (ancien maire de Lille et plusieurs fois ministre) puis de Pierre Mauroy dans ses différentes fonctions (sénateur du Nord, président de Lille Métropole Communauté urbaine, ancien maire de Lille, ancien Président du conseil régional du Nord-Pas-de-Calais et notamment ancien Premier ministre), l'influence de Lille s'est considérablement accrue au sein de l'agglomération et au-delà. Pourtant, la population de Lille représente moins de 20 % de la population globale de la communauté urbaine. Roubaix et Tourcoing représentent chacune la moitié de la population de Lille, et Villeneuve-d'Ascq un petit tiers.
Depuis 1960, les différents maires de Lille ont cherché la fusion volontaire et concertée des communes limitrophes, particulièrement avec celles de gauche. En février 1972 et en juillet 1976, la commune de Villeneuve-d'Ascq refuse de se rapprocher de Lille (Pierre Mauroy avait inscrit la fusion de Lille avec Villeneuve-d'Ascq dans son programme des municipales de 1977). Cependant Lille absorbera Hellemmes en 1977 et Lomme en 2000.
Lille est parfois accusée de lillo-centralisme par ses détracteurs, car elle est aujourd'hui le siège de nombreuses institutions :
- La Chambre de commerce et d'industrie du Grand Lille, née en 1967 de la fusion des chambres de commerce de Lille, avec celles de Roubaix et de Tourcoing, bien que la chambre de commerce de Tourcoing fût plus importante.
- Le conseil général.
- Le conseil régional et le nouvel hôtel de région.
- Lille Métropole Communauté urbaine.
- La Conférence permanente intercommunale transfrontalière, base de l'eurodistrict Lille-Kortrijk-Tournai, dont Lille se veut être le centre décisionnel.

Pour certains, une confusion existe entre l'influence de Lille et celle de la communauté urbaine, celle-ci étant renforcée par la volonté de la communauté urbaine depuis les années 2000 de communiquer uniquement sous l'appellation de Lille Métropole (ou même de Lille tout court) concernant les projets auxquels elle apporte son soutien.
Ainsi, le Stadium Nord de Villeneuve-d'Ascq a été renommé en 2006 Stadium Nord Lille Métropole. De même, le musée d'art moderne de Villeneuve-d'Ascq a été rebaptisé « musée d'Art moderne Lille Métropole » en 2006. En 1997, la candidature du Nord aux Jeux olympiques d'été de 2004 était connue sous le nom de Lille 2004 ou Les jeux à Lille, même si la commune aurait accueilli les épreuves d'athlétismes, de natation, de gymnastique et de volley-ball indoor, les sports les plus médiatisés. Le nom de domaine du nouveau site internet du nouveau stade de la métropole, le Stade Pierre-Mauroy, situé à Villeneuve-d'Ascq, se nommait d'abord « stadelille.com » puis « grandstade-lillemetropole.com ».
En définitive, l'importance de Villeneuve-d'Ascq, comme d'autres villes de la métropole, reste relativement méconnue et masquée par le label Lille.

## Population et société

### Démographie
Avec plus de 60 000 habitants, Villeneuve-d'Ascq est la 4e ville de la Métropole européenne de Lille juste après Lille, Roubaix et Tourcoing ; la 5e du département du Nord et la 6e de la région Nord-Pas-de-Calais après Lille, Roubaix, Tourcoing, Calais et Dunkerque.

#### Évolution démographique
L'évolution du nombre d'habitants est connue à travers les recensements de la population effectués à Ascq, Annappes et Flers depuis 1793, et à Villeneuve-d'Ascq depuis 1970. Les données de démographie de la ville nouvelle avant 1970 consistent à additionner les populations des trois villages.
L'évolution du nombre d'habitants est connue à travers les recensements de la population effectués dans la commune depuis 1793. Pour les communes de plus de 10 000 habitants les recensements ont lieu chaque année à la suite d'une enquête par sondage auprès d'un échantillon d'adresses représentant 8 % de leurs logements, contrairement aux autres communes qui ont un recensement réel tous les cinq ans,.

En 2022, la commune comptait 62 342 habitants, en évolution de −0,03 % par rapport à 2016 (Nord : +0,51 %, France hors Mayotte : +2,11 %).
| 1793  | 1800  | 1806  | 1821  | 1831  | 1836  | 1841  | 1846  | 1851  |
| ----- | ----- | ----- | ----- | ----- | ----- | ----- | ----- | ----- |
| 1 221 | 1 161 | 1 185 | 1 356 | 1 650 | 1 664 | 1 821 | 1 943 | 1 962 |

| 1856  | 1861  | 1866  | 1872  | 1876  | 1881  | 1886  | 1891  | 1896  |
| ----- | ----- | ----- | ----- | ----- | ----- | ----- | ----- | ----- |
| 2 050 | 2 118 | 2 232 | 2 307 | 2 357 | 2 651 | 2 713 | 2 858 | 2 860 |

| 1901  | 1906  | 1911  | 1921  | 1926  | 1931  | 1936  | 1946  | 1954  |
| ----- | ----- | ----- | ----- | ----- | ----- | ----- | ----- | ----- |
| 3 014 | 2 956 | 3 026 | 3 020 | 3 127 | 3 221 | 3 350 | 3 553 | 3 751 |

| 1962  | 1968   | 1975   | 1982   | 1990   | 1999   | 2006   | 2011   | 2016   |
| ----- | ------ | ------ | ------ | ------ | ------ | ------ | ------ | ------ |
| 5 373 | 11 618 | 36 769 | 59 527 | 65 320 | 65 042 | 61 151 | 62 681 | 62 358 |

| 2021   | 2022   | - | - | - | - | - | - | - |
| ------ | ------ | - | - | - | - | - | - | - |
| 62 067 | 62 342 | - | - | - | - | - | - | - |

| 1968  | 1975   | 1982   | 1990   | 1999   |
| ----- | ------ | ------ | ------ | ------ |
| 6 998 | 10 655 | 19 613 | 22 569 | 23 723 |

NB : les chiffres de population indiqués dans le tableau de l'évolution démographique concernent uniquement l'ancienne commune d'Annappes jusqu'en 1968 puis ceux de Villeneuve-d'Ascq seulement à partir de 1975.

#### Pyramide des âges
La population de la commune est relativement jeune.
En 2018, le taux de personnes d'un âge inférieur à 30 ans s'élève à 46,3 %, soit au-dessus de la moyenne départementale (39,5 %). À l'inverse, le taux de personnes d'âge supérieur à 60 ans est de 18,2 % la même année, alors qu'il est de 22,5 % au niveau départemental.
En 2018, la commune comptait 30 414 hommes pour 32 313 femmes, soit un taux de 51,51 % de femmes, légèrement inférieur au taux départemental (51,77 %).
Les pyramides des âges de la commune et du département s'établissent comme suit.
| Hommes | Classe d’âge | Femmes |
| ------ | ------------ | ------ |
| 0,2    | 90 ou +      | 0,8    |
| 3,4    | 75-89 ans    | 5,4    |
| 12,1   | 60-74 ans    | 14,2   |
| 16,7   | 45-59 ans    | 18,0   |
| 17,9   | 30-44 ans    | 18,3   |
| 30,2   | 15-29 ans    | 25,2   |
| 19,5   | 0-14 ans     | 18,0   |

| Hommes | Classe d’âge | Femmes |
| ------ | ------------ | ------ |
| 0,5    | 90 ou +      | 1,4    |
| 5,3    | 75-89 ans    | 8,1    |
| 14,8   | 60-74 ans    | 16,2   |
| 19,1   | 45-59 ans    | 18,4   |
| 19,5   | 30-44 ans    | 18,7   |
| 20,7   | 15-29 ans    | 19,1   |
| 20,2   | 0-14 ans     | 18     |

- Villeneuve-d'Ascq compte plus de 60 000 habitants.
- La commune compte 65 étudiants pour 100 habitants[2], y transitent en tout 50 000 étudiants.
- La moyenne d'âge de la population est de 29 ans (1988[83], 2005). Elle était de 27,8 ans en 1982[84].
- En 2009, plus d'un Villeneuvois sur quatre a moins de 18 ans. Et seulement 17 % de la population a plus de 55 ans[85].

#### Évolution de la démographie
Les premières études démographiques réalisées à la fin des années 1970, montrent une population villeneuvoise extrêmement jeune avec une « part anormalement importante » des 20-30 ans et logiquement des 0-6 ans.
Après vingt ans de forte croissance, la population commence à stagner à partir des années 1990. Puis, entre 1999 et 2006, la ville perd plus de 3 500 habitants. Les démographes expliquent cela par le fait que les enfants nés dans les années 1970 et 1980 ont grandi et ont souvent quitté le domicile familial, sans forcément s'installer à Villeneuve-d'Ascq.

### Sociologie
En 1982, la commune fournit les statistiques suivantes : 31 % des Villeneuvois travaillent à Lille, mais plus de 30 % d'entre eux ont un emploi sur Villeneuve-d'Ascq. Les employés de bureau, avec 17,23 %, constituent la catégorie la plus nombreuse devant celle des ouvriers qualifiés (9,33 %). Il y a 6,25 % d'étrangers dans la ville. Enfin, 32,11 % des habitants ont moins de 16 ans et 70 % moins de 34 ans. L'âge moyen des habitants est de 27,8 ans. les plus de 65 ans ne représentent que 5 % de la population.
À Villeneuve-d'Ascq vit une population immigrée importante, issue en grande partie des anciennes possessions françaises : il s'agit surtout de personnes originaires du Maghreb, et dans une moindre mesure d'Afrique Noire, d'Indochine française et du Portugal. Les deux pôles universitaires ont amené en outre des ressortissants d'Europe de l'Est et de Chine.
Villeneuve-d'Ascq loge beaucoup de ménages modestes : en 1999, 47 % des ménages logent en HLM (notamment à Pont-de-Bois, Hôtel-de-Ville ou Résidence). Cependant elle loge également de nombreux étudiants et des cadres supérieurs (par exemple à Brigode et au Château). En 1999, le revenu moyen par ménage est de 95 706 francs/an, contre 87 112 francs pour Lille Métropole.

### Santé
Au sein d'une métropole qui dispose déjà de nombreuses structures de santé, Villeneuve-d'Ascq a su trouver sa place, notamment en accueillant de très nombreuses structures pour accompagner le handicap.

#### Histoire
Dès 1856, Annappes possède un hospice pour personnes âgées : l'hospice Gabrielle, aujourd'hui Villa Gabrielle.

#### Clinique et maternité
Depuis 1986, Villeneuve-d'Ascq possède une clinique privée d'accouchement et de gynécologie au Recueil. Auparavant, les Villeneuvoises accouchaient dans les maternités de Lille et de Roubaix.
Le 1er juin 2008 les activités des maternités de Cotteel à Villeneuve-d'Ascq et de la clinique du parc à Croix sont réunies sur un site unique au Recueil avenue de la Reconnaissance, appelé « Hôpital Privé de Villeneuve-d'Ascq ». Il a ouvert ses portes en juin 2012 et a été inauguré le 27 septembre 2012. L'hôpital privé de Villeneuve-d'Ascq dispose d'une capacité d'accueil de 225 lits et places pour une surface de 21 416 m2.

#### Maisons et foyers de retraite
Villeneuve-d'Ascq possède deux foyers pour accueillir les personnes âgées : Les Orchidées (quartier de la Poste) et la maison de retraite Saint-Jean (à Annappes).

#### Handicap
Villeneuve-d'Ascq accueille depuis 2005 au Triolo le siège de la Maison départementale des personnes handicapées du Nord (MDPH 59). Ce lieu exerce une mission d'accueil, d'information, d'accompagnement des personnes handicapées et de leurs familles.
Villeneuve-d'Ascq accueille de très nombreuses institutions permettant d'aider et d'accueillir les handicapés moteurs et les handicapés mentaux,.

##### Handicap moteur
Lors de la création de la ville nouvelle en 1970, de nombreux quartiers sont aménagés pour les handicapés moteurs, en particulier Hôtel-de-Ville, Pont-de-Bois et Cité scientifique.
Villeneuve-d'Ascq dispose de plusieurs centres de l'Association des paralysés de France à Annappes : le centre de rééducation fonctionnelle Marc-Sautelet et l'Institut d'éducation motrice Christian-Dabaddie (ce dernier regroupe le foyer Jean Grafteaux et l'ex-Institut d'éducation motrice Marc-Sautelet),.
On notera aussi que Villeneuve-d'Ascq a accueilli le Championnat du monde d'athlétisme handisport en 2002 au Stadium Nord ainsi que le Championnat d'Europe féminin d'handibasket 2005.

##### Handicap mental

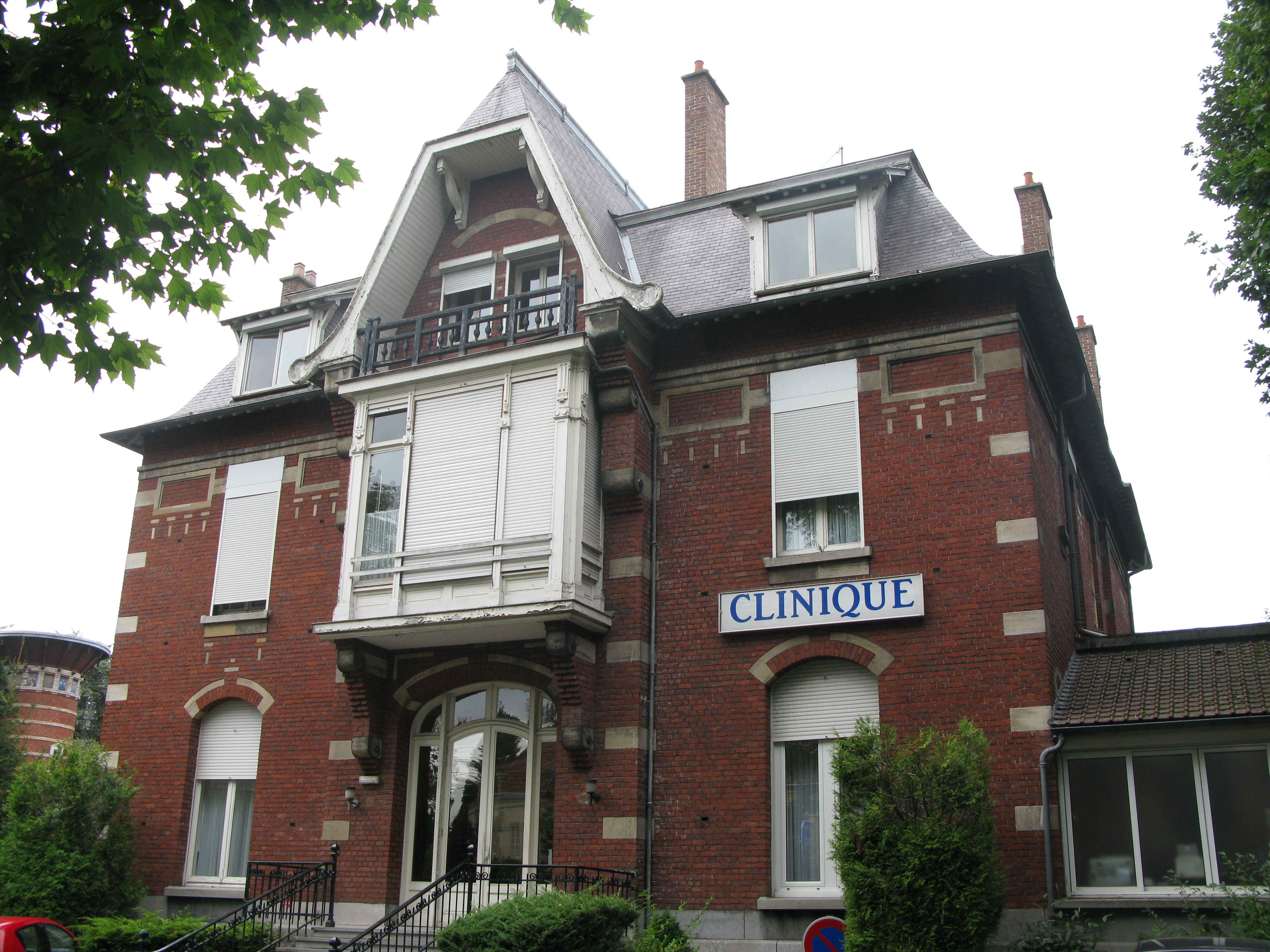
La clinique Jean Varlet.

Les Papillons Blancs gèrent plusieurs établissements dans le quartier d'Ascq : l'Institut médico-éducatif Albertine Lelandais (rue Gaston Baratte) qui accueille des enfants polyhandicapés, l'Institut médico-professionnel du Chemin Vert (rue du Chemin Vert) où des adolescents suivent un apprentissage professionnel, ainsi que les foyers Clos du Chemin Vert (rue Renoir) et La Source (rue Gaston Baratte).
En outre, on trouve également l'association Quanta (ferme Petitprez, parc du Héron) qui tient un restaurant, le foyer de vie Les Lauriers (rue Baratte, Ascq) et l'Institut médico-éducatif du Recueil avec le pôle pour les enfants autistes Polymôme/Teddimôme (Recueil). Le centre ABA Camus, qui accueille des enfants autistes, a été inauguré en 2008 à la Cousinerie en présence de l'acteur Francis Perrin, escorté des deux ministres Xavier Bertrand et Valérie Létard,,,. C'est, à sa création, la meilleure structure pour traiter l'autisme en France,.
Enfin, la ville héberge la clinique neuropsychiatrique Jean Varlet (Sart-Babylone). Un centre médico-psycho-pédagogique, quartier Hôtel-de-Ville, fait des consultations décentralisées. Sur la Cité scientifique, la Fondation Santé des Étudiants de France a ouvert depuis 2005 la clinique médico-psychologique des Cantons qui accueille des jeunes de 15 à 25 ans souffrant de difficultés psychiatriques et leur propose une double prise en charge « soins - études » permettant aux patients de poursuivre des études secondaires ou d'être accompagnés dans leurs études supérieures.

### Sports

#### Distinctions et statistiques
La ville a reçu plusieurs distinctions pour son engagement sportif. Ainsi, en 1994, Villeneuve-d'Ascq est classée parmi les cinq villes les plus sportives de France par le journal L'Équipe. En 1996, Villeneuve-d'Ascq est élue « ville la plus sportive de France » et en 1999, « ville la plus handisportive ». Ce n'est pas un hasard puisque la ville investit beaucoup dans le sport.
En 2013, la commune compte 21 700 licenciés dans les clubs sportifs (soit un habitant sur trois), 1 459 000 d'usagers qui fréquentent les équipements sportifs par an (dont 79 200 élèves, 160 associations sportives différentes, 63 disciplines sportives pratiquées et 10 % du budget municipal (14 % en 2010) soit 5 millions d'euros sont consacrés au sport,.

#### Équipements
On trouve à Villeneuve-d'Ascq deux stades importants : le Stade Pierre-Mauroy (50 157 places) et le Stadium Nord (21 650 places).
Le Stade Pierre-Mauroy est unique au monde et est totalement modulable, il est transformable à souhait en Arena de 30 000 places (toit, sol + gradins rétractables cachés sous la pelouse); en stade fermé de 50 000 places (toit); ou bien en classique stade ouvert (foot, rugby...).
La ville possède deux piscines (piscine du Triolo et centre nautique Babylone) équipées toutes les deux d'un toboggan aquatique de 50 m de long, d'une pelouse extérieure, de saunas et d'une salle de musculation. Elles totalisent ensemble 450 000 entrées par an.
Villeneuve-d'Ascq possède 15 terrains de football, 2 terrains de rugby (stade E. Théry, rue de la Tradition) (10,99 hectares au total), 5 010 m2 d'installations d'athlétisme, 17 salles de sports municipales plus 8 salles de sport universitaires (E.S.U.M ), le complexe sportif Le Palacium (1 750 places) et la salle d'Agres (rue Breughel) pour la gymnastique, 57 espaces de pratique dont 22 polyvalents et 35 spécialisés, 29 plateaux sportifs, 30 km de chemins piétonniers,. La ville possède en outre une base de voile, deux stands de tir, un jardin d'arcs, deux golfs, 12 courts de tennis. Enfin, la ville possède deux dojos, un grand mur d'escalade (salle Tamise), une bourloire à Ascq, un boulodrome à Résidence et un bowling à Hôtel de Ville.
Pour les enfants, Villeneuve-d'Ascq est dotée de centres municipaux d'initiation sportive (CMIS) et d'accueils de loisirs à dominante sportive (ALDS).
La commune a été retenue parmi les 15 villes françaises qui figurent dans l'édition 2013 du Recueil national pour l'accessibilité des équipements sportifs. Cinq clubs villeneuvois sont des clubs handisports et cinq sections handisport existent au sein de clubs valides.
Les collectivités locales sont propriétaires de plus de 90 % des équipements sportifs.

#### Manifestations sportives et équipes

##### Football
Villeneuve-d'Ascq possède plusieurs petits clubs de football qui évoluent au sein de la Ligue du Nord-Pas-de-Calais de football, dans le district Flandre : l'US Ascq (promotion d'honneur), le Villeneuve-d'Ascq Métropole (ex FC-Annappes) (promotion d'honneur), le Flers OS Villeneuve-d'Ascq (1re division de district).

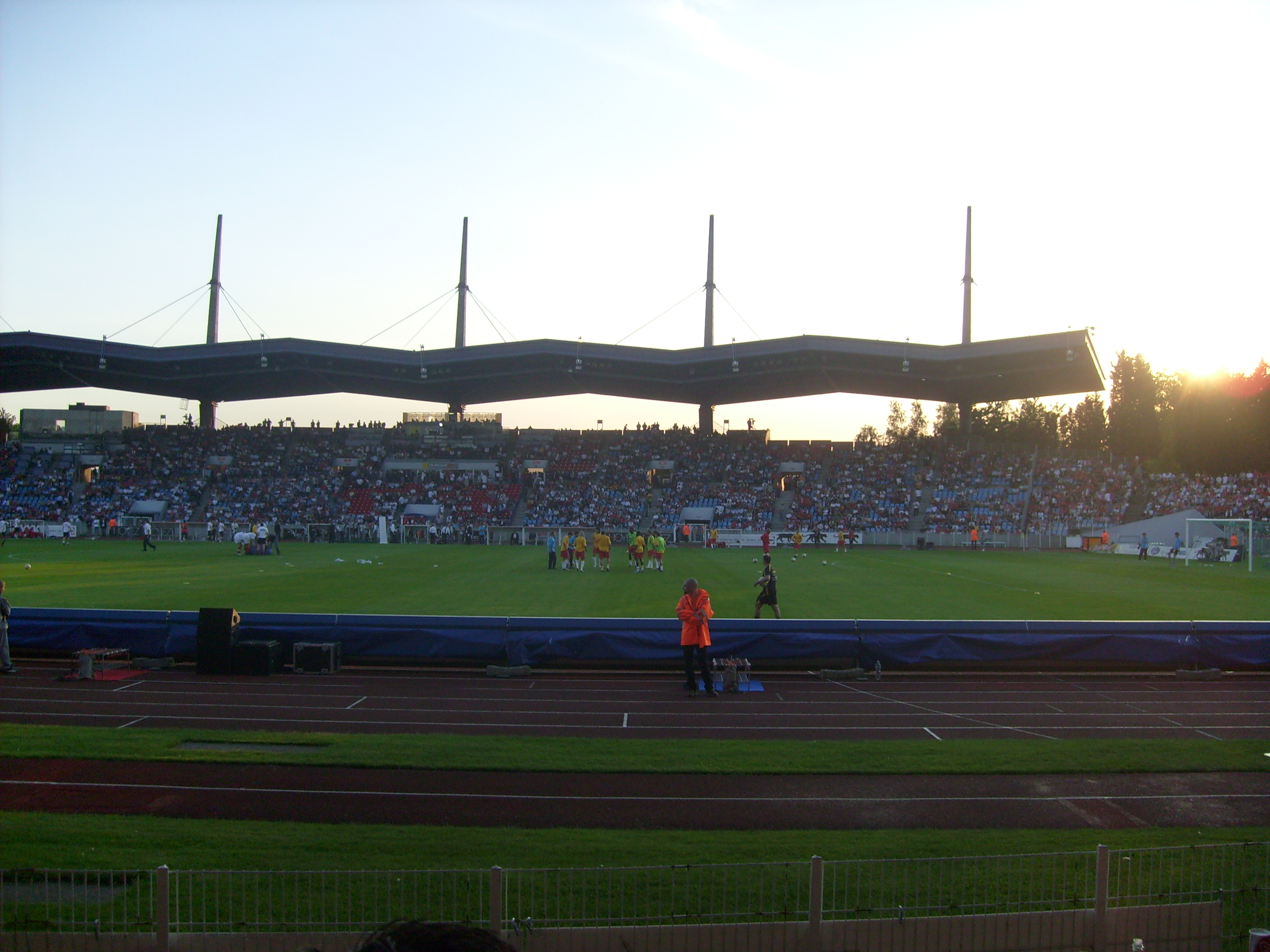
Derby Lille-Lens au Stadium Nord Lille Métropole.

Le Stadium Nord a accueilli de nombreux matchs de football de haut niveau. Il a ainsi accueilli deux matchs amicaux internationaux : France - Tunisie en 1978 et France - Arménie en 1996. Ce fut le stade officiel du LOSC Lille (Ligue 1) entre 2004 et 2012, ainsi que de l'Entente Sportive de Wasquehal entre 1997 et 2009. En 1997, le Stadium Nord a également servi de stade à domicile pour le Royal Excelsior Mouscron pour les matches de coupe d'Europe de l'UEFA,. Le stade a également accueilli les matches de Coupe de l'UEFA et de Ligue Europa du LOSC Lille, faisant jouer à Villeneuve-d'Ascq des clubs prestigieux tels que le Fenerbahçe, Séville, Valence ou Liverpool.
En 2010, la Fédération française de football a organisé au Stadium Nord Festifoot féminin, un événement qui a rassemblé 500 footballeuses venues de toute la région. L'Équipe de France de football féminin était présente ainsi que certaines footballeuses internationales. L'événement a depuis été reconduit chaque année.
Le Stade Pierre-Mauroy, ouvert en 2012, est le stade officiel du LOSC Lille depuis la saison 2012-2013. À ce titre, il a reçu la visite de clubs prestigieux tels que le Chelsea FC, le Paris Saint Germain,
le Valence CF ou le Bayern Munich. Il a été sélectionné pour recevoir des matchs de l'Euro 2016.
Enfin, on notera que la Ligue du Nord-Pas-de-Calais de football a son siège à Villeneuve-d'Ascq.

##### Rugby à XV
Villeneuve-d'Ascq possède une équipe de rugby à XV, le Lille Métropole Rugby Club villeneuvois (ex-Rugby Club Villeneuve-d'Ascq), club de rugby à XV dont l'équipe sénior féminine participe au Championnat de France féminin de rugby à XV. L'équipe féminine évolue en première division depuis 1999 et en élite depuis sa victoire au Challenge Armelle Auclair en 2006.
Le Stadium Nord a accueilli le quart de finale de la Coupe du monde de rugby à XV 1991 entre l'équipe de Nouvelle-Zélande et celle du Canada (36 000 spectateurs).
Il a également accueilli la demi-finale de la Coupe d'Europe de rugby 2000-2001 entre le Stade français et la province de Munster.
En 2005, le Stadium Nord a reçu des matchs des tournois moins de 17 ans de rugby en 2005.
Le Stadium Nord reçoit régulièrement des matchs amicaux de l'équipe A de France de rugby.
Le Stadium Nord devient le stade du Lille Métropole rugby club à la suite du déménagement de l'équipe de football du LOSC Lille dans son nouveau stade.

##### Athlétisme
Le Stadium Nord accueille chaque année un meeting international d'athlétisme depuis 1988 sous le nom de Meeting Lille Métropole. Le meeting fait partie de la Ligue nationale d'athlétisme mise en place en 2007.
Le Stadium Nord a également accueilli la Coupe d'Europe des nations d'athlétisme 1995 et le Championnats du monde d'athlétisme handisport 2002.
Enfin, la ligue régionale d'athlétisme s'est installée dans le Stadium Nord depuis 2012 et la ville possède une équipe jouant dans l'élite sportive : Athletic Club de Villeneuve-d'Ascq.

##### Basket-ball
Villeneuve-d'Ascq possède un club de basket-ball dans l'élite sportive, l'Entente Sportive Basket de Villeneuve-d'Ascq - Lille Métropole en Ligue féminine de basket, le club remporte l'Eurocoupe en 2015 et est Champion de France en 2017. Le Palacium a accueilli le All-Star Game LFB 2002 et voit venir les plus grands clubs européens.

##### Autres sports
Le Villeneuve-d'Ascq Rythme et Sport compte plusieurs titres de champion de France en gymnastique rythmique.
La ville possède également un club de football américain, les Vikings de Villeneuve-d'Ascq, régulièrement en Division 2, et un club de handball, le Handball Club Villeneuve-d'Ascq (HBCV), anciennement en Division 1.
Le 8 juillet 1988, Villeneuve-d'Ascq a accueilli l'épreuve de « contre la montre » Liévin - Wasquehal du Tour de France cycliste.
La quatrième étape du Tour de France 2014 est arrivée dans la ville nouvelle le 8 juillet 2014.
Le Tournoi de France de volley-ball 2009 y a été co-organisé avec Dunkerque, ainsi que le Championnat d'Europe de kin-ball de 2010.
Quelques grands sportifs sont issus de clubs villeneuvois, tels que Sarah Pitkowski et Nathalie Dechy, championnes de tennis, ou Virginie Platteau, Caroline Chimot et Gaëlle Marais, championnes de gymnastique rythmique et sportive.
En 2017, la ville accueille les championnats du monde de handball masculin.
Le stade modulable Pierre-Mauroy permet d'accueillir une multitude de rencontres sportives prestigieuses dans divers domaines : des supercross (Supercross Paris-Bercy), des matchs de tennis (finale Coupe Davis 2014, demi-finale et finale 2017), de basket (finale de l'EuroBasket 2015), de handball (Mondial de handball en 2017), de rugby (demi-finales 2014 Top 14), de volley (Ligue Mondiale 2018), etc.

### Cultes

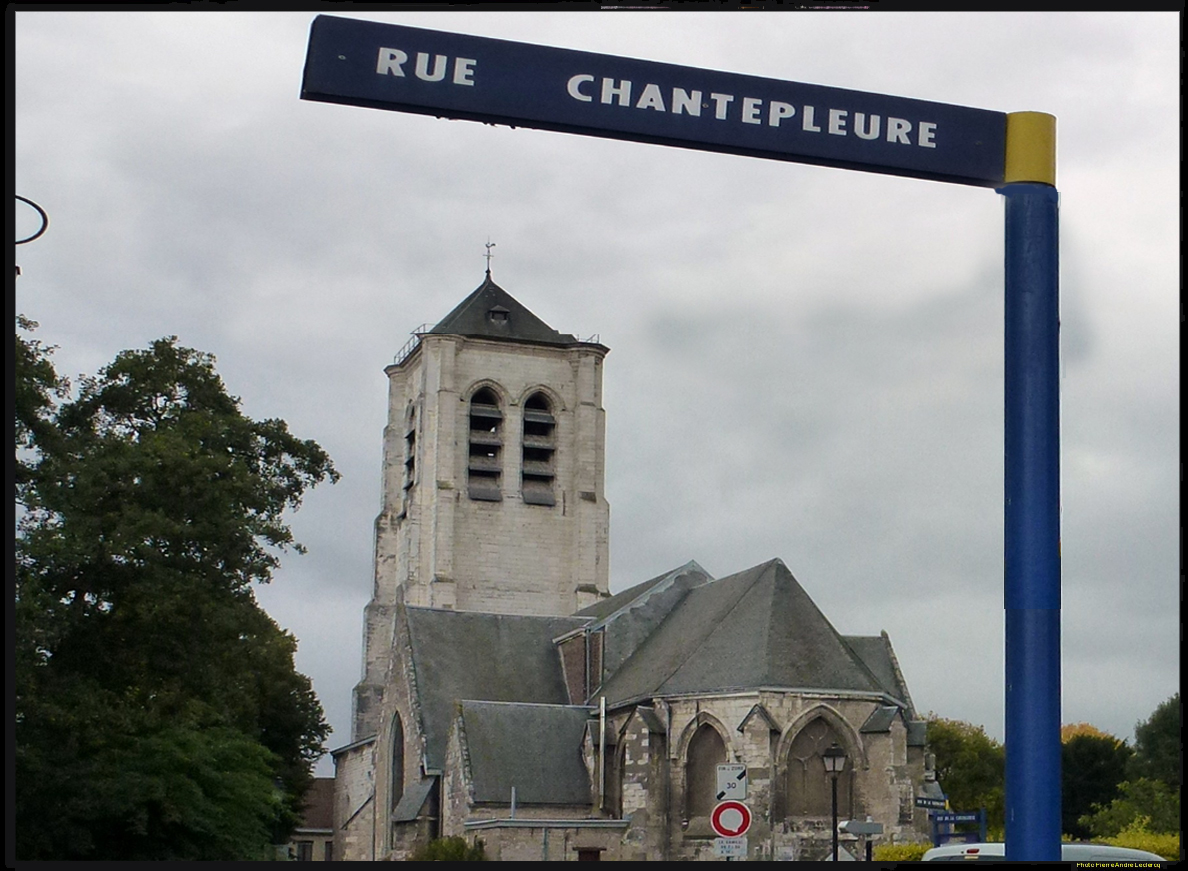
Église Saint-Pierre de Flers-Bourg

Les trois villages d'Ascq, Annappes et Flers sont des lieux où le catholicisme a occupé une place importante. En témoigne la présence des trois plus vieilles églises de la ville.
Villeneuve-d'Ascq héberge également une importante communauté musulmane à partir du milieu du XXe siècle principalement issue de l'immigration maghrébine. Les autorités musulmanes ont bâti « un véritable complexe religieux, éducatif, culturel et même sportif, adossé à l'organisation tentaculaire que représente la Ligue islamique du Nord – nom officiel d'une nébuleuse religieuse qui s'est progressivement implantée en région lilloise, et qui constitue l'un des centres névralgiques des réseaux des frères musulmans en France. »,
Il existe également une petite communauté protestante, différentes églises évangéliques, et une paroisse mormone.

## Technopole
La ville possède de nombreux atouts économiques et académiques. Ceci est valorisé en 1986, lorsque la municipalité créée l'association Villeneuve-d'Ascq Technopole (VAT) en partenariat avec l'université des sciences et technologies de Lille, la Chambre de commerce et de l'industrie de Lille-Roubaix-Tourcoing et la délégation régionale à la Recherche et à la Technologie. L'objectif est de promouvoir les transferts de technologie et la création d'emplois dans les secteurs de pointe En 1996, VAT devient Lille Métropole Technopole, fédère les pôles technologiques de la métropole et prend ainsi place dans un ensemble régional plus vaste, composé de plusieurs réseaux (Nord-Pas-de-Calais-Technologie et Nord-Pas-de-Calais Technopole).

### Économie

#### Entreprises et organismes publics

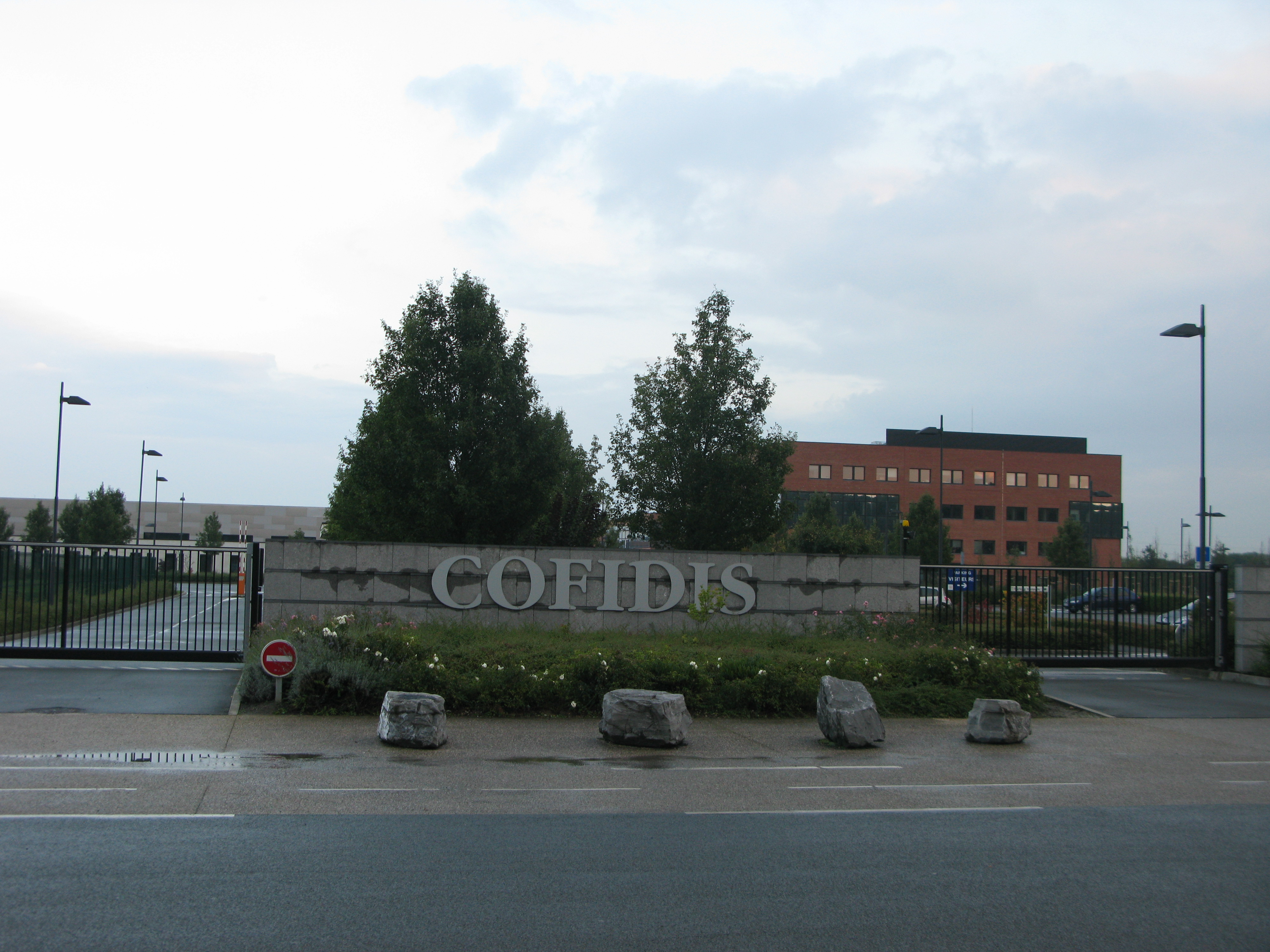
Siège de Cofidis.

Diverses grandes entreprises ont leur siège social à Villeneuve-d'Ascq, notamment du fait que la commune possède de l'espace, que de nombreux chercheurs y sont basés (notamment à la Cité scientifique et la Haute Borne) et qu'elle est située à la fois proche du Benelux et de Paris. On trouve donc notamment à Villeneuve-d'Ascq le siège social du géant agro-alimentaire Bonduelle, de la société de crédit Cofidis, de l'entreprise d'articles de sport Décathlon, du siège de l'entreprise de parcs d'aventure Indoor Koezio, de la chocolaterie et confiserie Bouquet d'Or, de l'entreprise de BTP Norpac, de l'éditeur Ravet-Anceau, de la brasserie artisanale Moulins d'Ascq, de l'entreprise de vaisselle jetable Tifany Industrie (ex-EMP-Fourlegnie), de la société de sécurité informatique NetASQ, ou encore des chaînes de restauration Flunch, Les 3 Brasseurs, Pizza Paï. Nocibé, Monabanq, Kiloutou ou Grand Lille TV sont également installées dans la commune.
À Villeneuve-d'Ascq est aussi présent le siège Europe, Moyen-Orient, Afrique de la société de services informatique Softthinks et le siège social Europe et centre de R&D du groupe alimentaire canadien McCain Foods. On y trouve aussi la centrale d'achat nationale du géant de la grande distribution Auchan, le centre européen de R&D de Tate & Lyle, britannique leader mondial des ingrédients alimentaires, un centre de numérisation et de traitement de données du géant informatique américain Xerox ou encore le siège France des alarmes Verisure de Securitas Direct.
Villeneuve-d'Ascq abrite aussi de nombreuses administrations et structures publiques. On y trouve la direction interregionale Nord de Météo-France, l'état-major pour le nord de la France de la Gendarmerie nationale (450 gendarmes et leurs familles), le Centre régional d'information et de circulation routière Nord (un des 7 centres nationaux), Depuis 1998 est installé dans la ville France Télécom mobile services (aujourd'hui Orange), qui était en 2005 la troisième entreprise de la métropole lilloise assujettie à la taxe professionnelle. Villeneuve-d'Ascq accueille également le centre de traitement informatique (CTI) et la platerforme de surveillance régionale (PDSR) d'EDF qui gèrent l'ensemble du Nord-Ouest de la France. En 2015 sera implanté dans la ville le nouveau centre de traitement de l'alerte et centre départementale d'incendie et de secours des pompiers, qui couvrira les appels émis dans la moitié nord du département (Flandre française et métropole lilloise).
De 1984 à 1994 une grande usine moderne Bull destinée au montage de micro-ordinateurs, était implantée à Villeneuve-d'Ascq à la place de ce qui est aujourd'hui Decathlon campus, le siège de Décathlon. Autrefois était également installé une usine Rhône Poulenc sur 10 hectares. Les 3 Suisses se sont installés sur la friche Rhône-Poulenc en 1994, ils sont revenus dans la commune depuis.
La ville nouvelle héberge également au Recueil la direction régionale Nord de l'Institut Français du Textile et de l'Habillement (IFTH) qui aide les entreprises du textile dans leur développement économique et technologique.
Au total, ce sont plus de 2 500 entreprises qui sont implantées dans la technopole.

#### Commerce

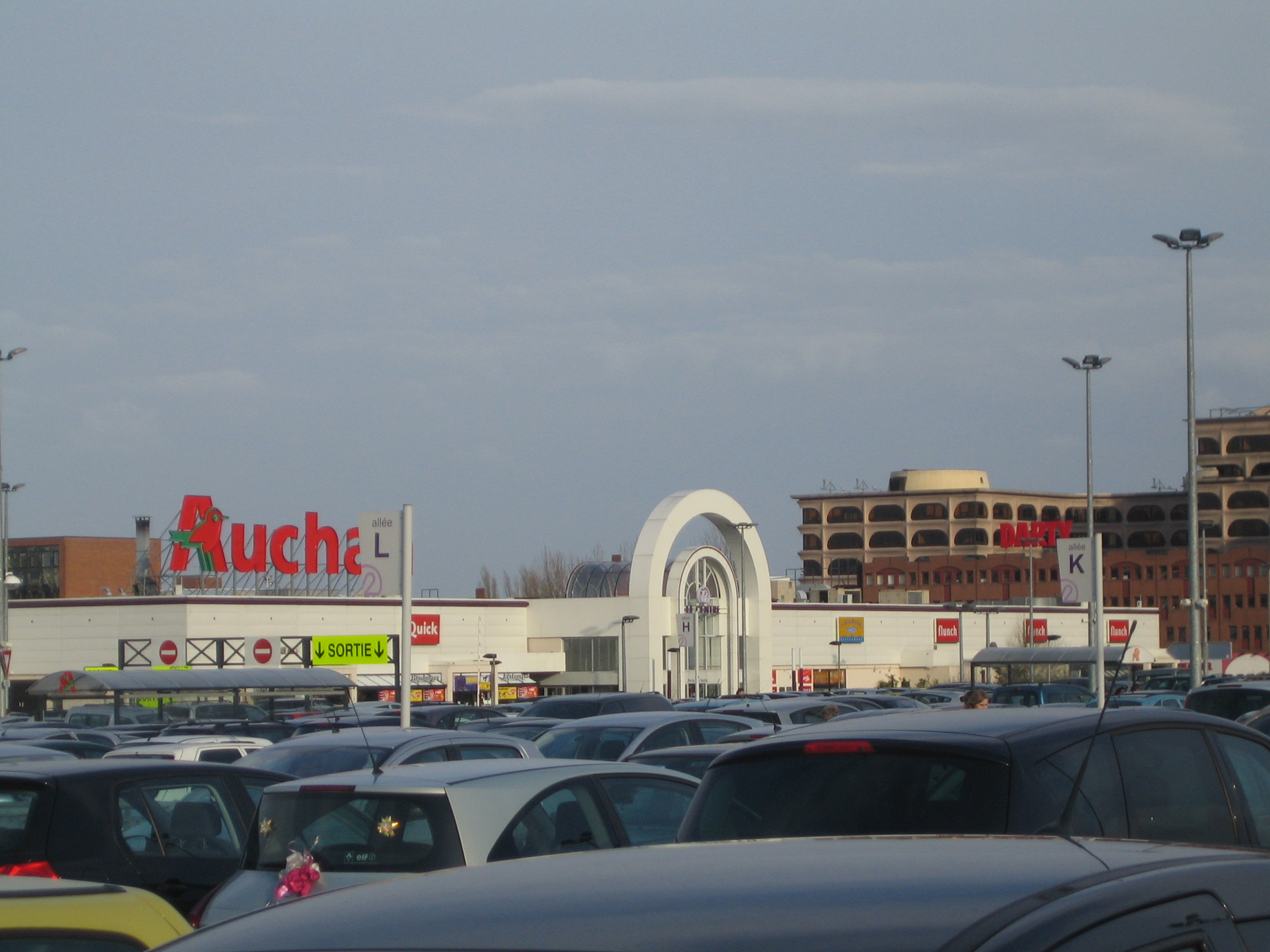
Centre commercial V2

Villeneuve-d'Ascq abrite le centre commercial V2 et son hypermarché Auchan. Il est à l'époque de sa création le plus grand centre commercial au nord de Paris et demeure en 2004 la plus grande zone commerciale du Nord-Pas-de-Calais. Une nouvelle surface commerciale contigüe à V2 a ouvert en 2009, Heron Parc, équipée de douze salles de cinéma (UGC), de nombreux restaurants et de 13 000 m2 de surface commerciale. On trouve dans cette zone la plupart des enseignes du groupe Mulliez.
Villeneuve-d'Ascq accueille également d'autres supermarchés des marques Cora, Lidl, Match, Champion et de nombreuses épiceries.
En 1999, V2 brassait 2,23 milliards de francs de chiffres d'affaires, le pôle commercial suivant étant Cora Flers avec 821 millions de francs.

#### Dynamisme économique
En octobre 1996, Villeneuve-d'Ascq a été classée 11e ville la plus dynamique de France par le journal Les Échos. C'est la seule commune du Nord-Pas-de-Calais à figurer dans les cinquante villes classées,.
Dans une étude de L'Expansion de 2007, où le mensuel a sollicité un cabinet d'études spécialisé dans la prospective économique pour évaluer l'évolution de l'emploi sur 10 ans dans les grandes villes de France, Villeneuve-d'Ascq est arrivée première du classement avec une évolution de l'emploi estimée à +23,7 % d'ici 2017, notamment devant Lille, Marseille, Lyon et Paris. Villeneuve-d'Ascq y est qualifiée de la « commune la plus dynamique de France » pour l'emploi.
En 2017 Le Figaro la classe ville de province de plus de 50 000 habitants la plus dynamique de France.

### Installations universitaires et scientifiques

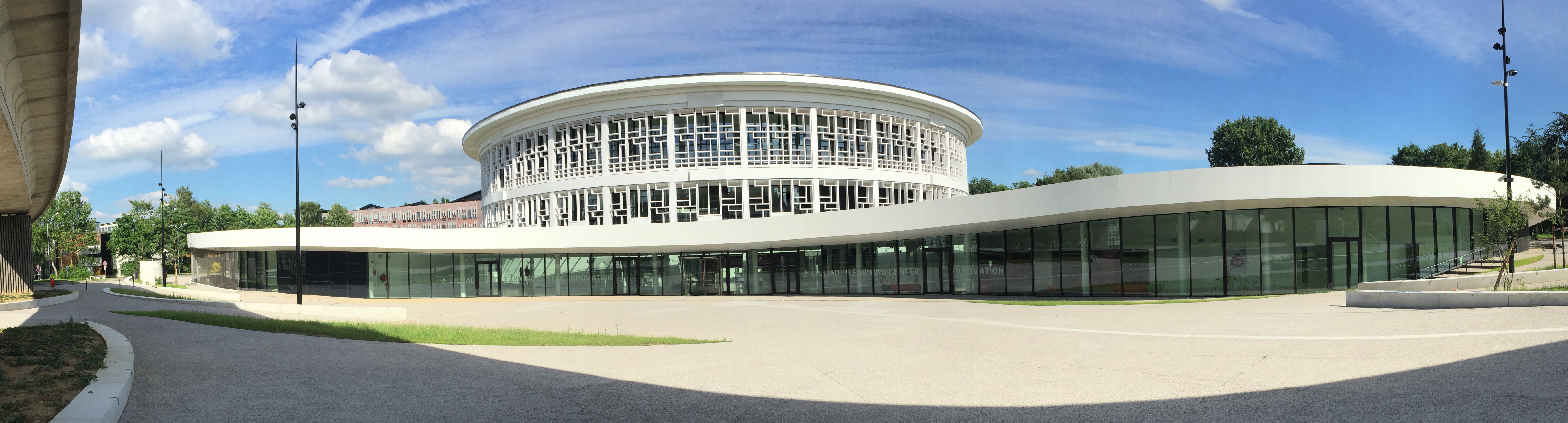
Lilliad Learning Center Innovation de l'université de Lille.

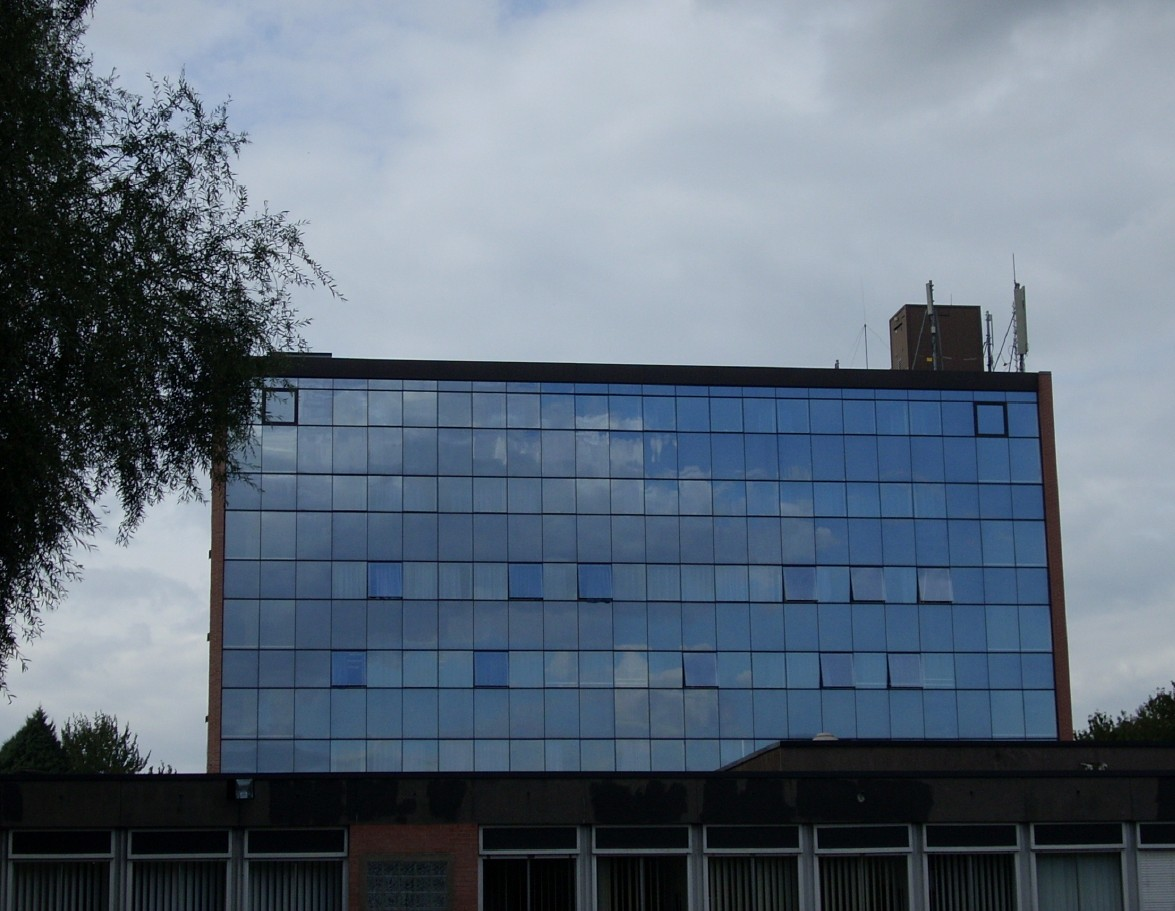
Bâtiment E de l'École centrale de Lille.

Villeneuve-d'Ascq est le premier pôle universitaire de l'Eurométropole Lille-Courtrai-Tournai et de l'Eurorégion Lille-Flandres. Elle abrite de nombreuses installations universitaires et scientifiques (environ 50 000 étudiants et 2 500 chercheurs).
La ville nouvelle accueille deux principaux campus de l'université de Lille (qui comptent en tout 70 000 étudiants) : La Cité scientifique (sciences et technologies) et le domaine Pont-de-Bois (sciences humaines et sociales, lettres, langues et arts).
En plus des facultés, départements et UFR de l'université, se trouvent notamment à Villeneuve-d'Ascq un Institut universitaire de technologie (IUT de Lille, site de Villeneuve-d'Ascq), l'École nationale supérieure d'architecture et de paysage de Lille ainsi que cinq écoles d'ingénieurs : l'École centrale de Lille (Centrale Lille, EC-Lille), l'École nationale supérieure de chimie de Lille (ENSCL), Polytech'Lille (anciennement EUDIL), l'École Mines-Telecom Lille Douai, et l'École supérieure des techniques industrielles et des textiles (ESTIT).
La ville nouvelle compte 200 laboratoires publics et privés dont 31 associés au CNRS. Des instituts de recherche à vocation européenne et internationale tels que l'IEMN (Institut d'électronique de microélectronique et de nanotechnologie), l'INRIA Lille (Institut national de recherche en informatique et en automatique), l'INRETS Lille (Institut national de recherche sur les transports et leur sécurité), l'ESTAS (Évaluation des systèmes de transports autorisés et de leur sécurité), le LEOST (Laboratoire électronique, ondes et signaux pour les transports), le TRACES (Socio-économie des transports et de l'aménagement), l'INRA (Institut national de la recherche agronomique), le laboratoire vétérinaire départemental, l'IRIS (Institut de recherche de l'industrie sucrière), l'ITF-Nord (Institut textile de France) y sont implantés.
Enfin, la technopole accueille le parc scientifique européen de la Haute Borne de 200 hectares, comptant plus de 210 entreprises pour 8 000 salariés (2017). Il est situé à proximité immédiate de la Cité scientifique, l'ensemble formant ainsi un vaste pôle scientifique, d'entreprises, de laboratoires et de start-up de près de 350 hectares.
Depuis septembre 2016, se trouve au sein de la Cité scientifique le LILLIAD Learning Center Innovation, bâtiment de l'université de Lille, ouvert à tous, qui mélange bibliothèque universitaire, locaux à vocation événementielle et expositions.

### Enseignement primaire et secondaire
Outre les deux grands campus universitaires et les multiples écoles et instituts de l'enseignement supérieur, Villeneuve-d'Ascq compte de nombreux établissements d'enseignement.

#### Établissements publics

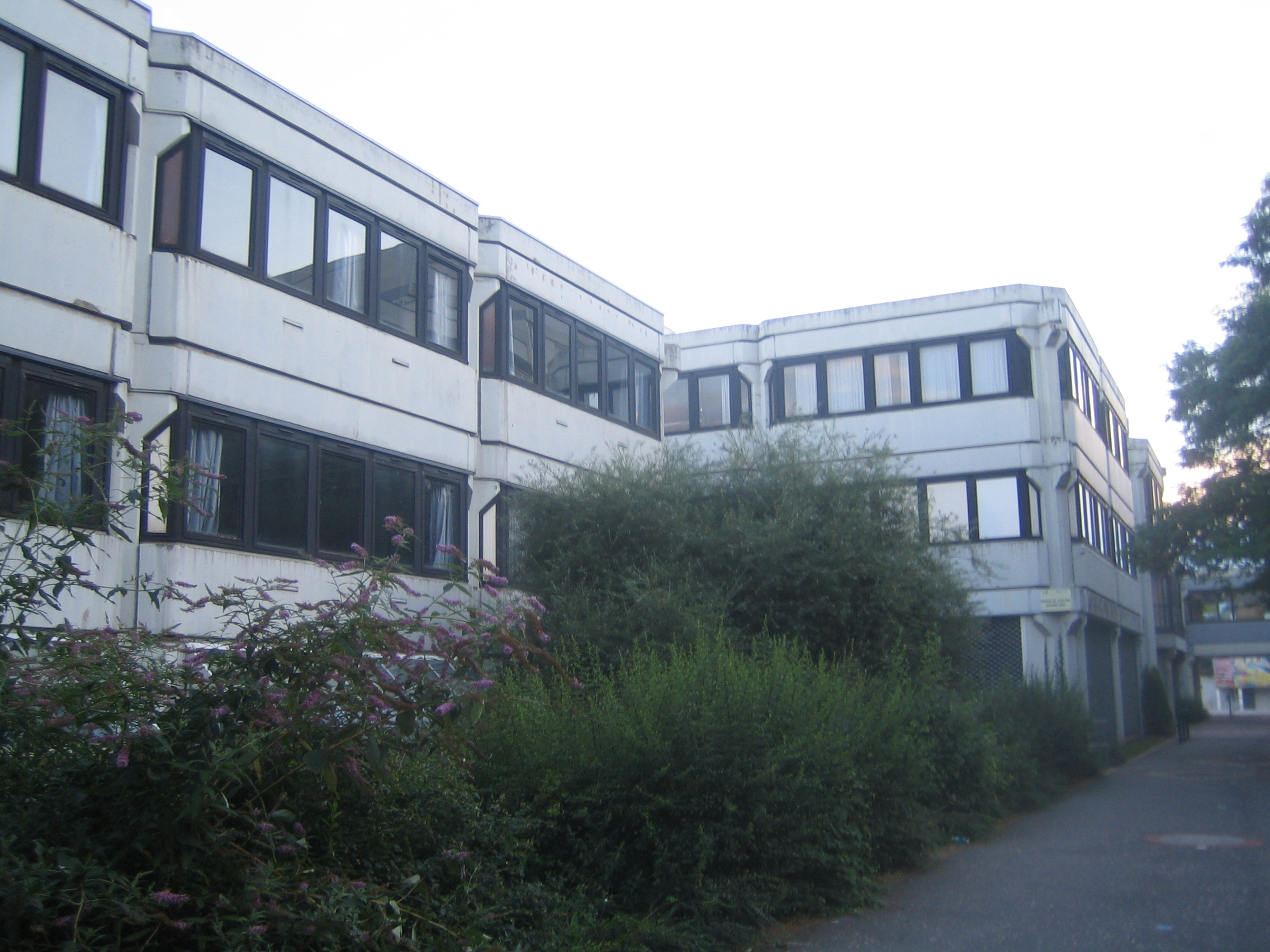
Lycée Queneau.

Villeneuve-d'Ascq abrite en son sein le lycée d'enseignement général et technologique Raymond Queneau (950 élèves) situé à Pont-de-Bois, créé en 1977, doté en 2014 par la région Nord-Pas-de-Calais et l'académie de Lille d'un Espace Numérique de Travail ainsi que le lycée professionnel Dinah Derycke de Flers Bourg.
Cinq collèges s'y trouvent également : le collège Arthur Rimbaud situé à Ascq, Camille Claudel à la Cousinerie, le collège du Triolo au Triolo, le collège Simone de Beauvoir au Pont-de-Bois et le collège Molière au Sart-Babylone.
Villeneuve-d'Ascq accueille de nombreuses écoles primaires (qui regroupent une école élémentaire et école primaire). Il s'agit de l'école Pierre et Marie Curie à Ascq ; l'école Louise de Bettignies à Annappes ; les écoles Anatole France, Frédéric Chopin et Paul Fort à Flers-Bourg ; les écoles Jean Jaurès et La Fontaine à Flers-Breucq ; les écoles Taine et Toulouse Lautrec au Triolo ; les écoles Bossuet, Claude Bernard au Pont-de-Bois ; Calmette, Albert Camus, Cézanne, René Clair à la Cousinerie ; Boris Vian à la Poste ; Chateaubriand et Chopin dans le quartier du Château ; Verlaine à Hôtel-de-Ville ; Prévert et Picasso aux Prés ; Mermoz et Rameau à la Résidence.
Une école n'est qu'élémentaire : l'école Verhaeren à Hôtel-de-Ville. D'autres sont uniquement maternelles, comme les écoles Augustin-Thierry (Triolo), Jules Verne et Van Der Meersch à Hôtel-de-Ville, Saint Exupéry (ex-Corneille) à la Poste.

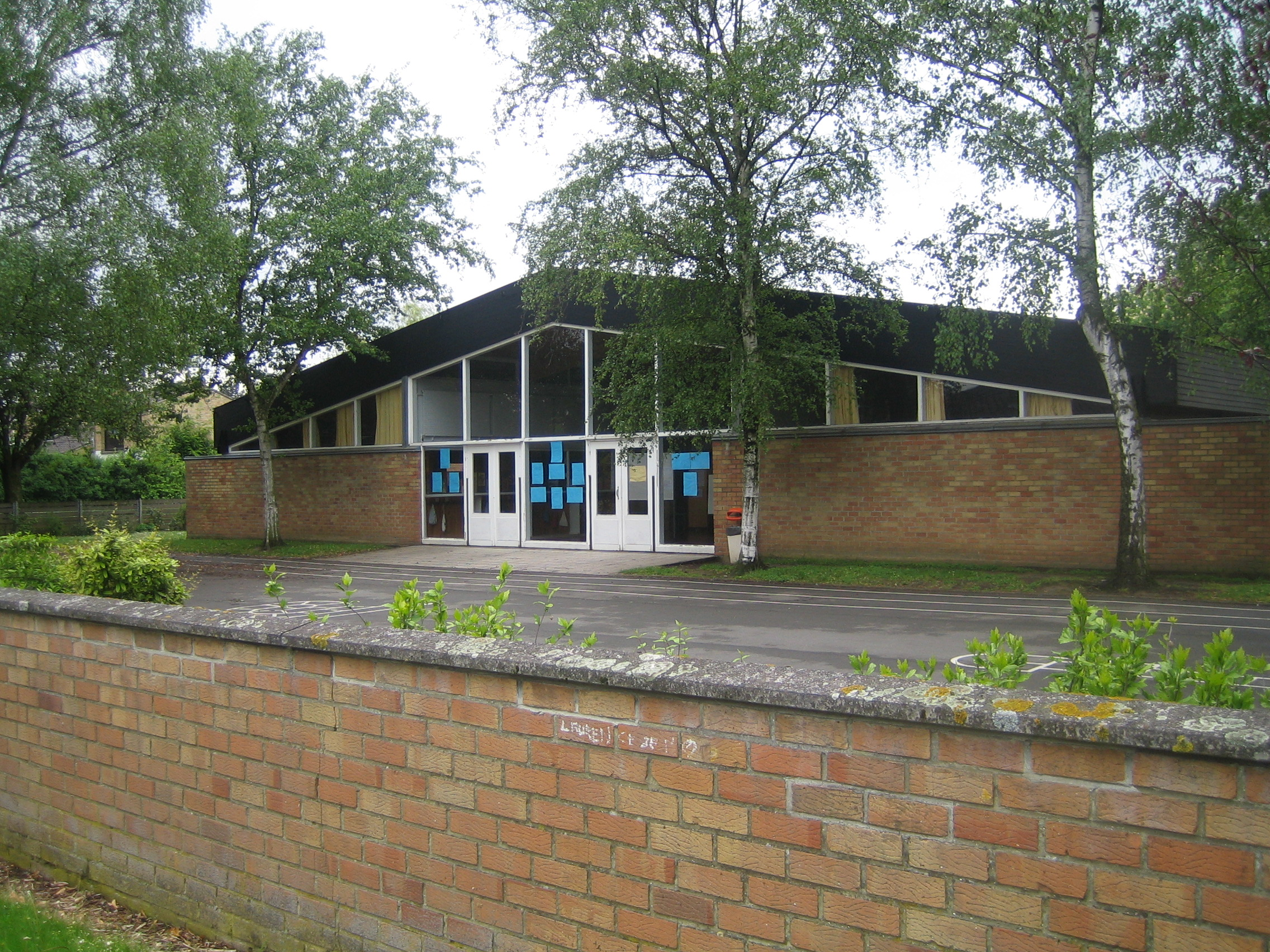
École Léonard-de-Vinci, en 2006.

En fonction du récent déclin de la population de la ville, il est prévu que certaines écoles ferment éventuellement leurs portes. Ainsi, la maternelle Léonard de Vinci du Moulin d'Ascq a fermé en juillet 2007. En comparaison avec les années 1980, en 2010 la ville a perdu environ 1000 élèves et une soixantaine de classes.

#### Établissements privés
Le principal pôle éducatif privé de Villeneuve-d'Ascq est l'ensemble scolaire catholique Saint-Adrien d'Annappes, qui regroupe une école élémentaire, un collège (1100 élèves) et un lycée (700 élèves). On trouve quatre autres écoles primaires catholiques : Saint-Pierre d'Ascq à Ascq (depuis 1910), Notre-Dame à Annappes, Cardinal Liénart au Triolo et Saint-Henri au Sart-Babylone.
Enfin, l'école élémentaire et le collège privés communautaires du Sart dispensent un enseignement alternatif.
Villeneuve-d'Ascq accueille également la maison des Compagnons de Lille au Sart-Babylone, où des Compagnons du devoir forment des ouvriers.

## Culture locale et patrimoine

### Architecture et monuments

#### Architecture civile
Le principal monument touristique de Villeneuve-d'Ascq est sans doute le château de Flers, petit château du XVIIe siècle de style flamand, entouré de douves. Les autres principaux sites visitables sont le château du Sart (XVIIIe siècle), les moulins du XVIIIe siècle (Moulin des Olieux et Moulin à farine) ainsi que les hôtels particuliers que sont la Villa Gabrielle d'Annappes, le Château Claeys d'Ascq et le Château du Recueil au Recueil.

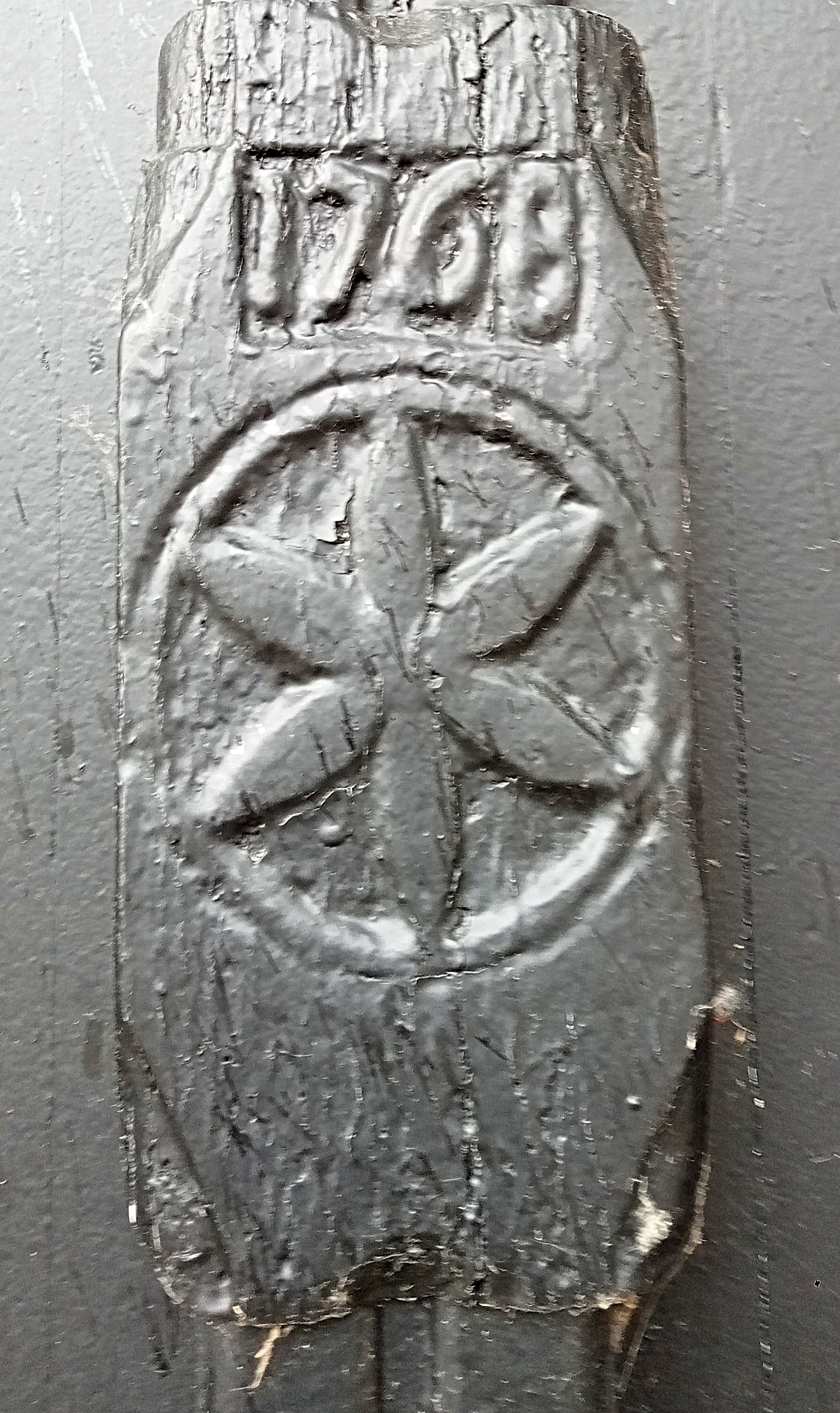
Portail (détail), Château Claeys d'Ascq
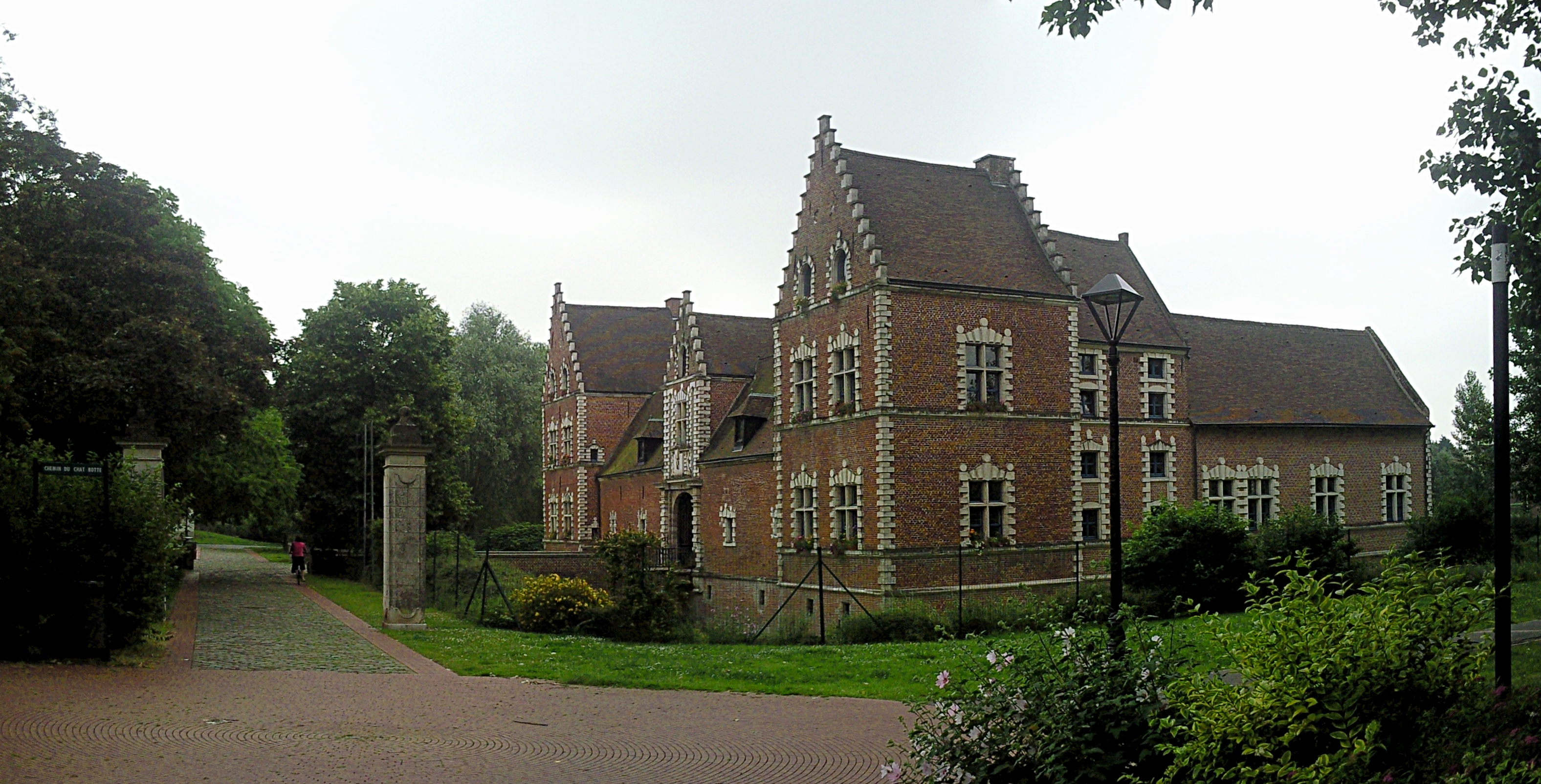
Château de Flers.
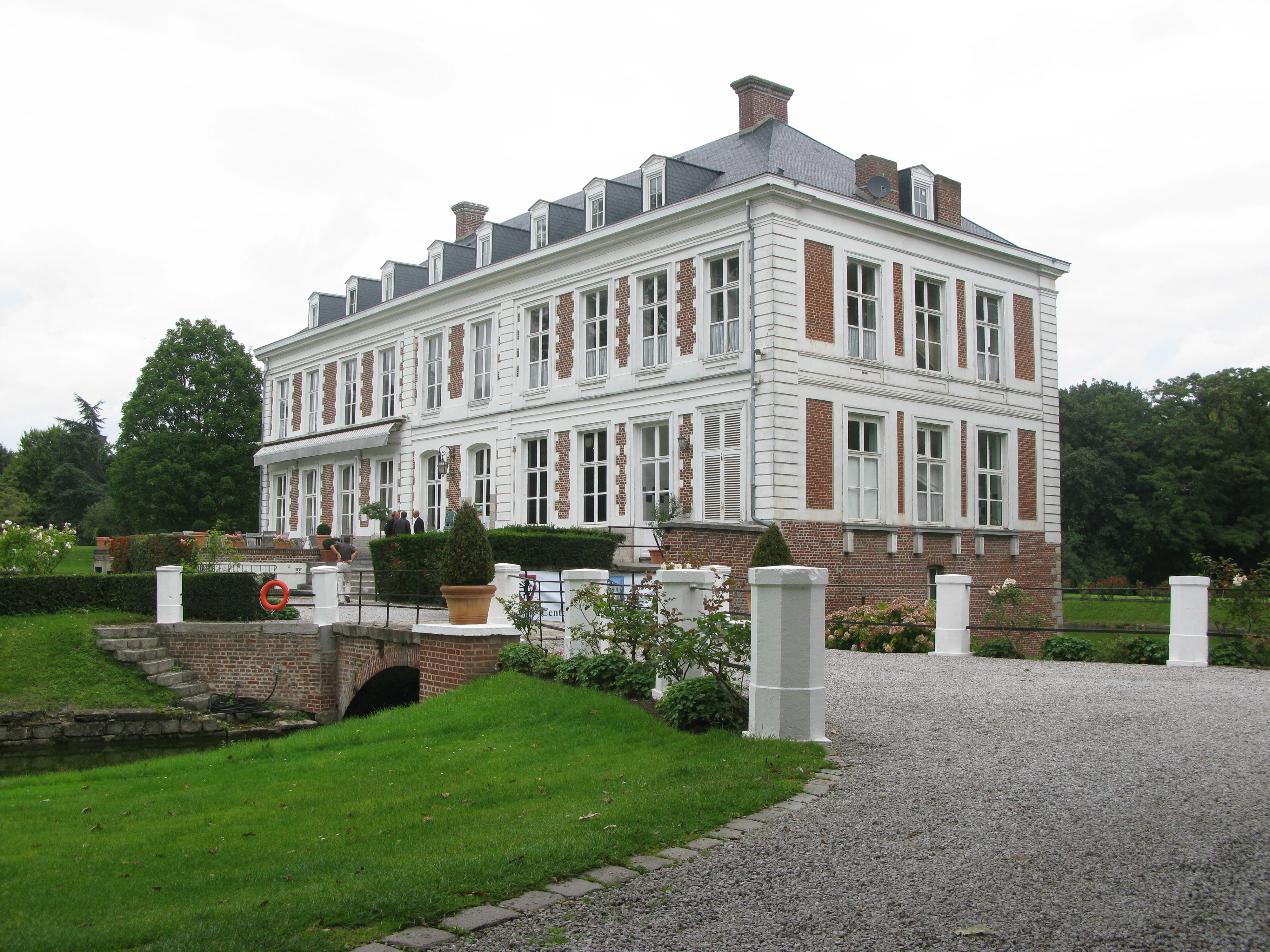
Château du Sart.
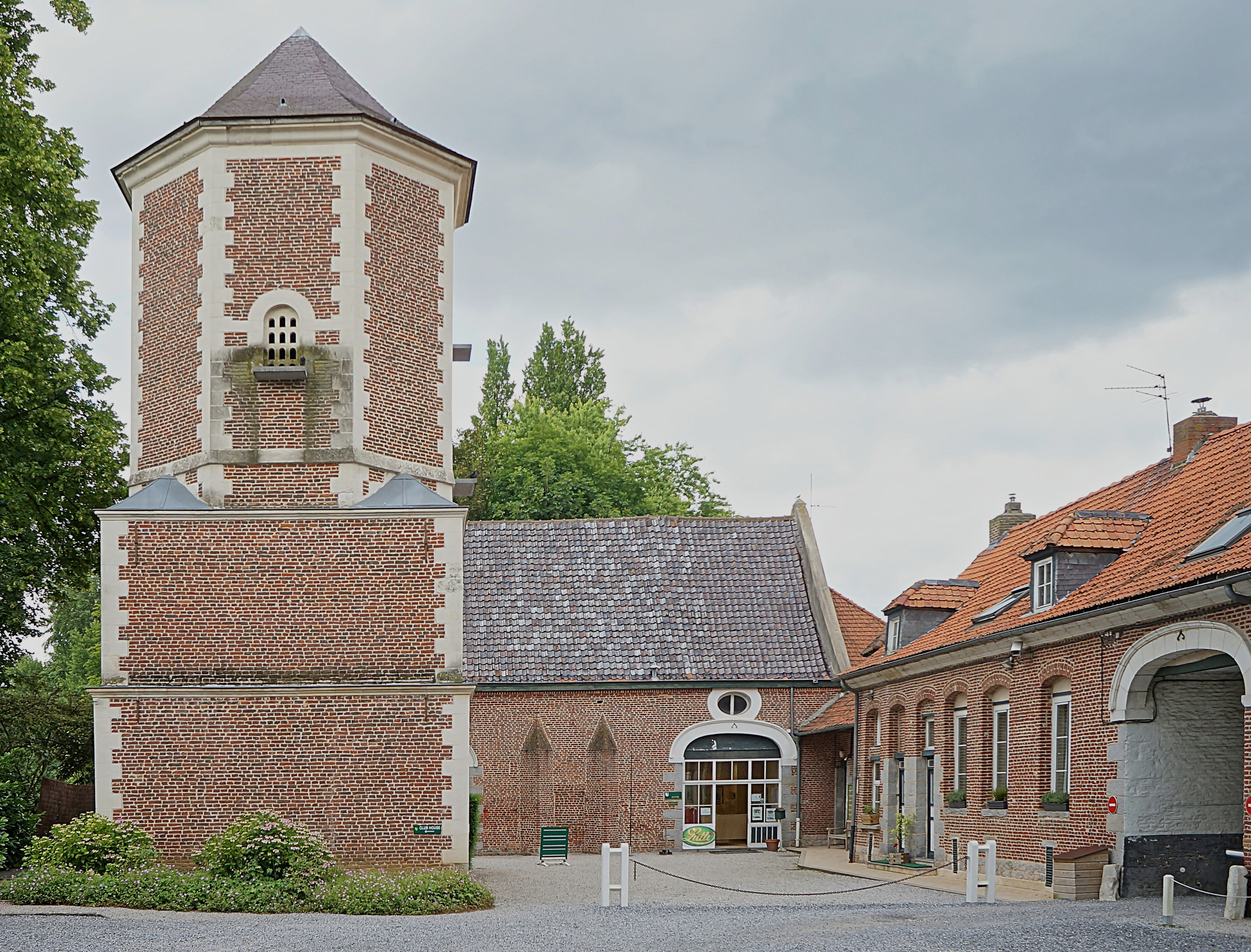
Pigeonnier classé du Château du Sart.
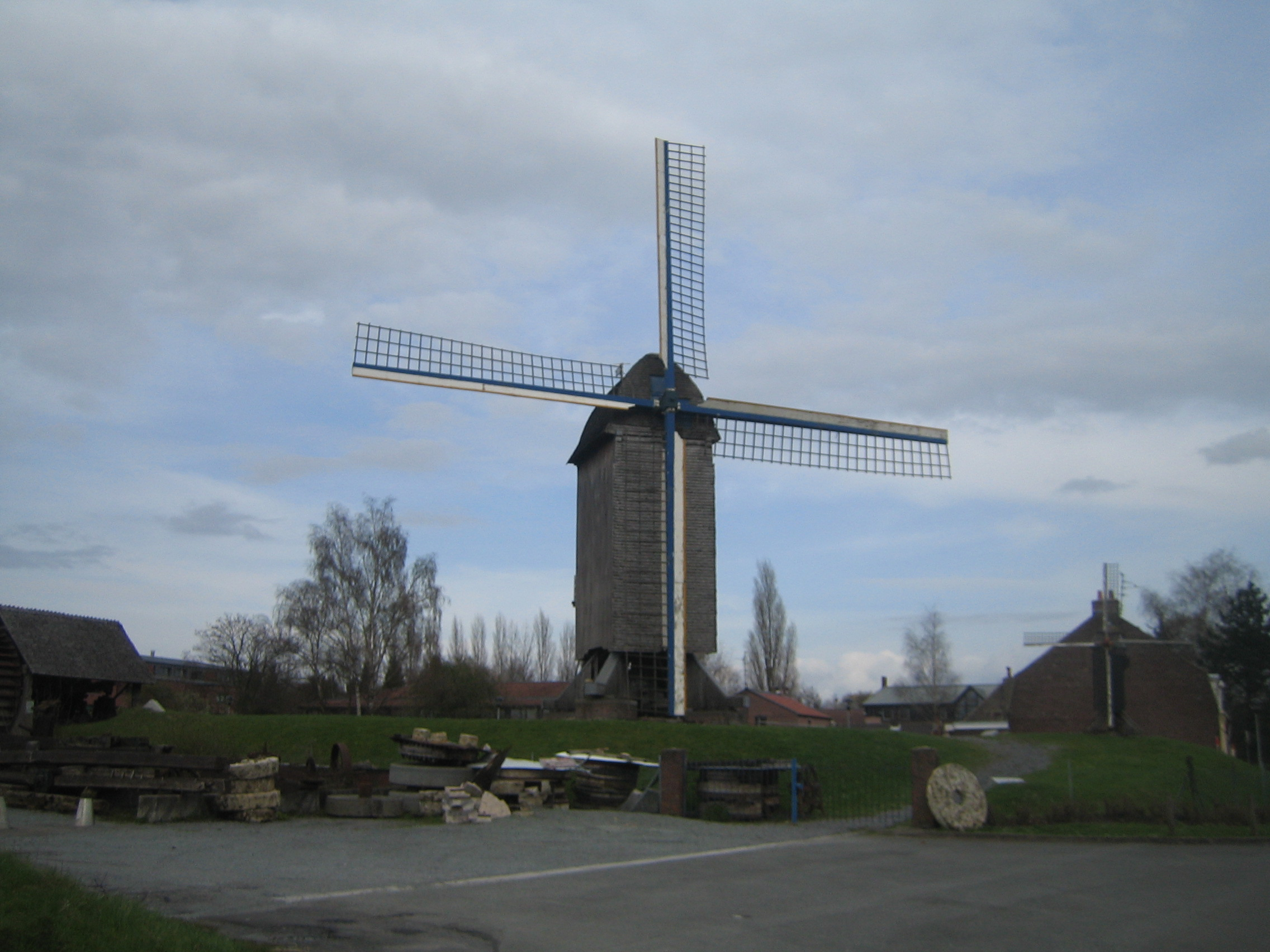
Moulin à farine.
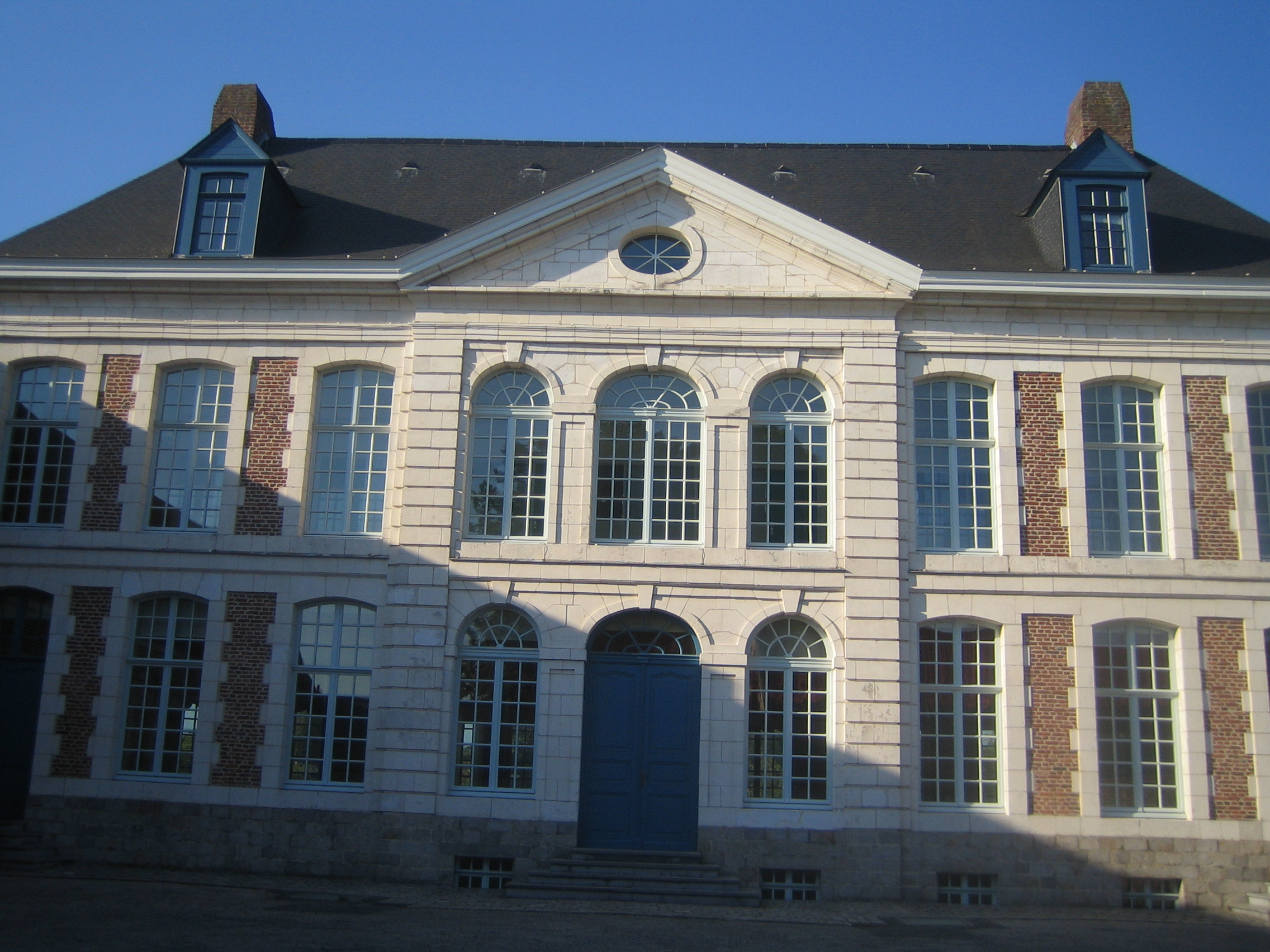
Villa Gabrielle.

Villeneuve-d'Ascq compte d'autres monuments qui présentent un certain intérêt patrimonial. Il s'agit du Petit pavillon d'Annapes (XVIIe siècle), de la ferme Descamps (XVIIe siècle) au Sart-Babylone, de la ferme Saint-Sauveur d'Annappes (XVIIIe siècle), de la Ferme du Héron (autrefois appelée Ferme Lenglet), de la gare d'Ascq (XIXe siècle), de la Maison d'Haussy (Hôtel particulier art-déco ouvert lors des Journées européennes du patrimoine), et de la Mairie d'Ascq (XXe siècle).

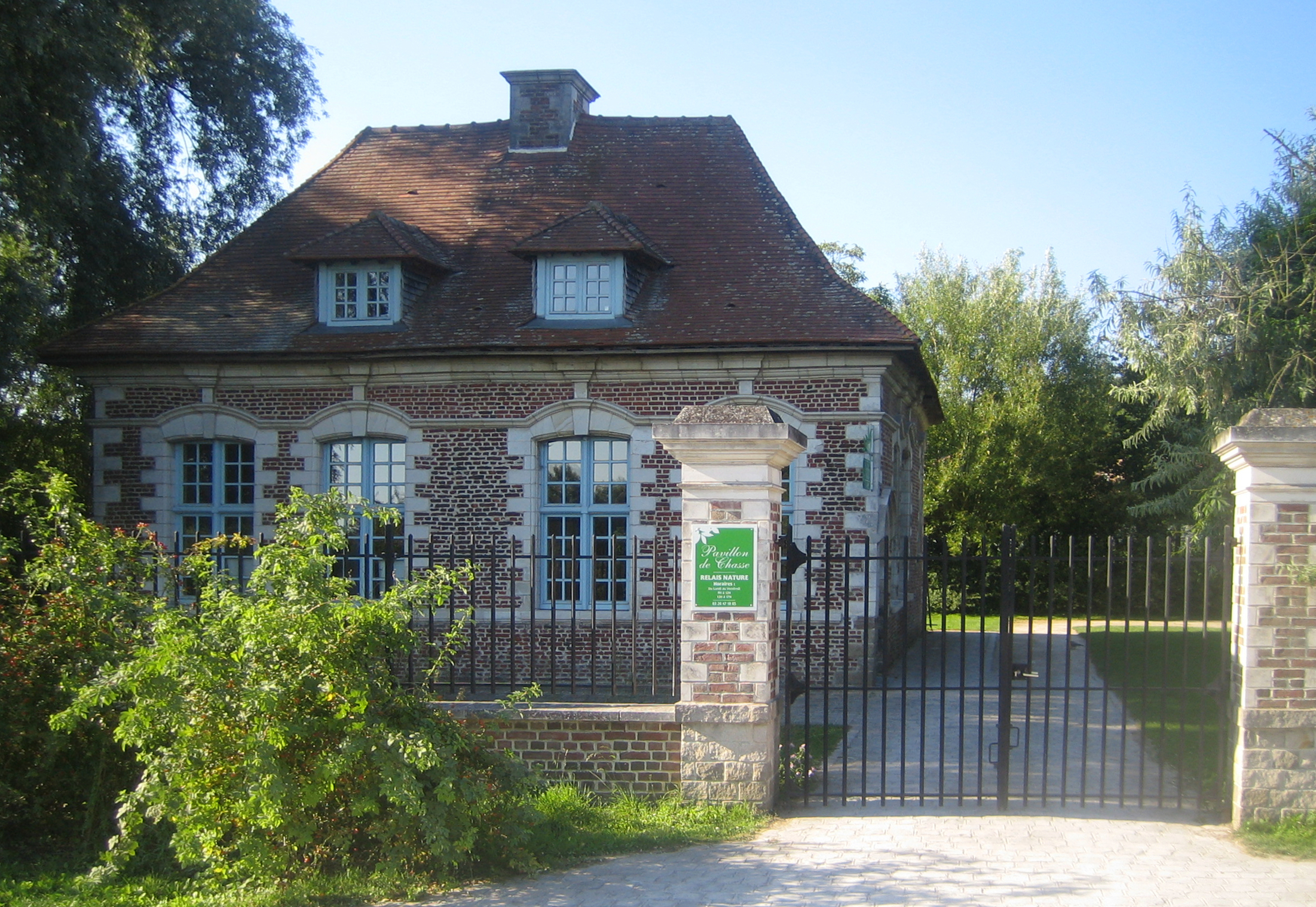
Pavillon de Chasse.
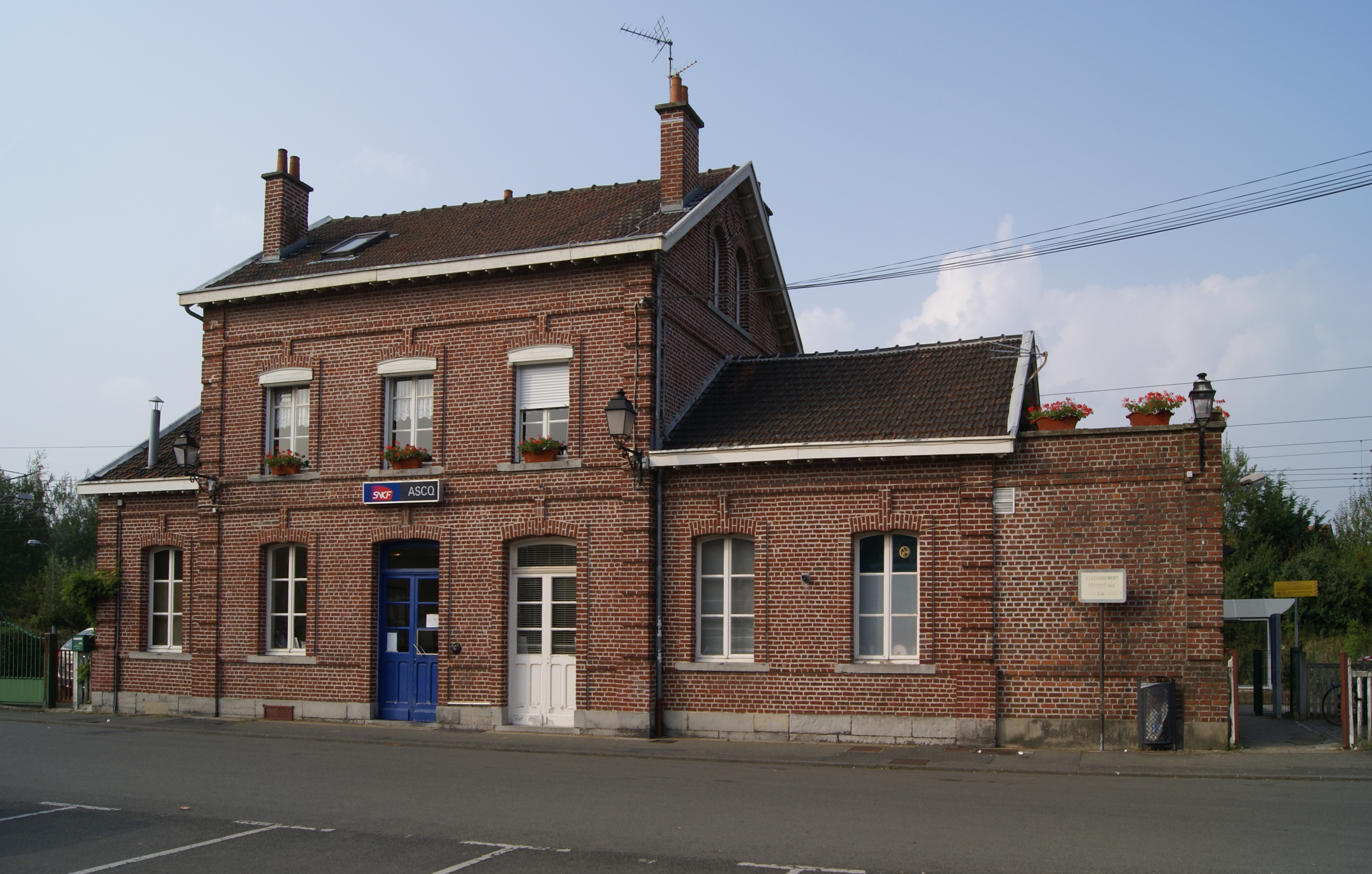
Gare d'Ascq.
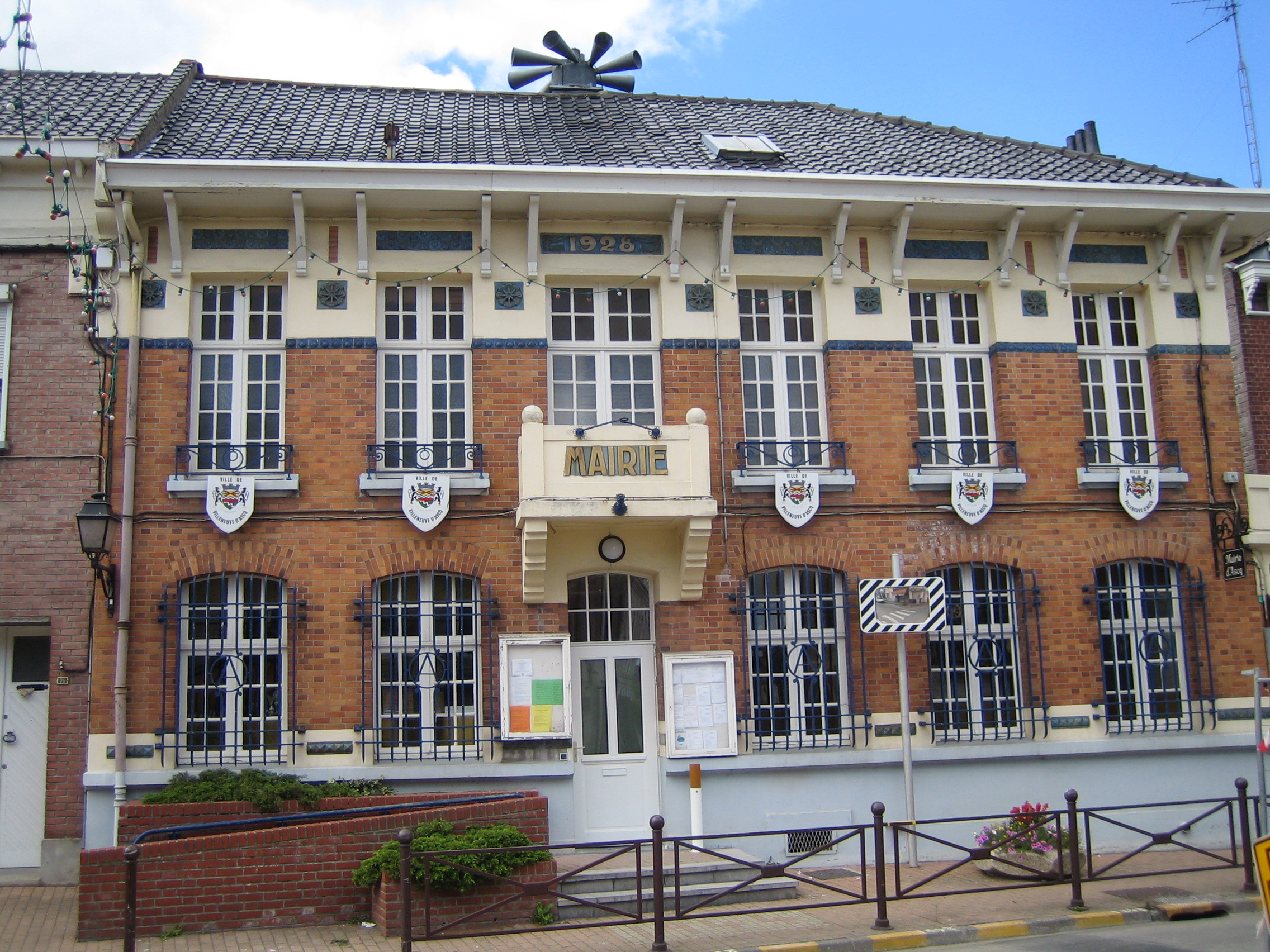
Mairie d'Ascq.
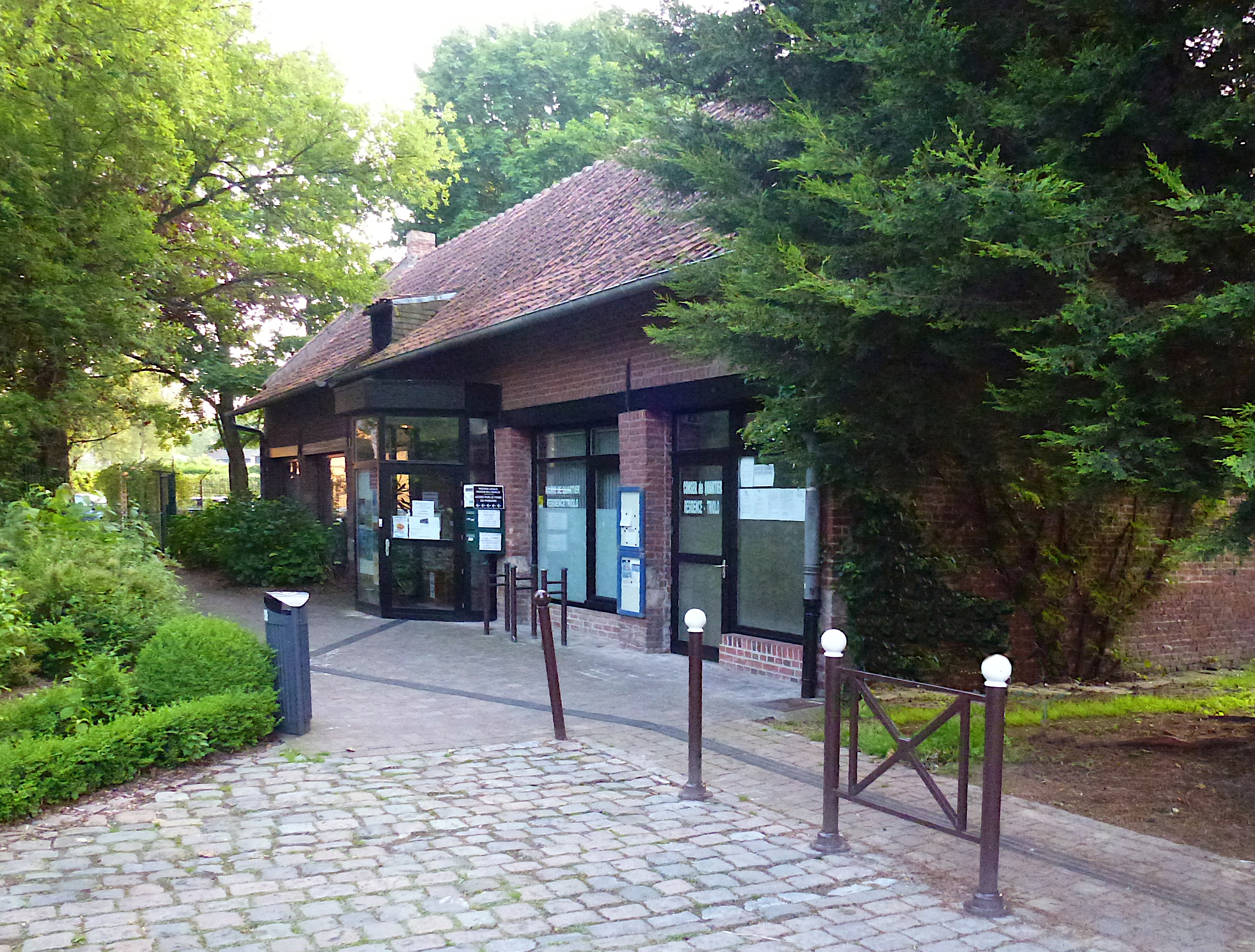
Ferme Dupire.
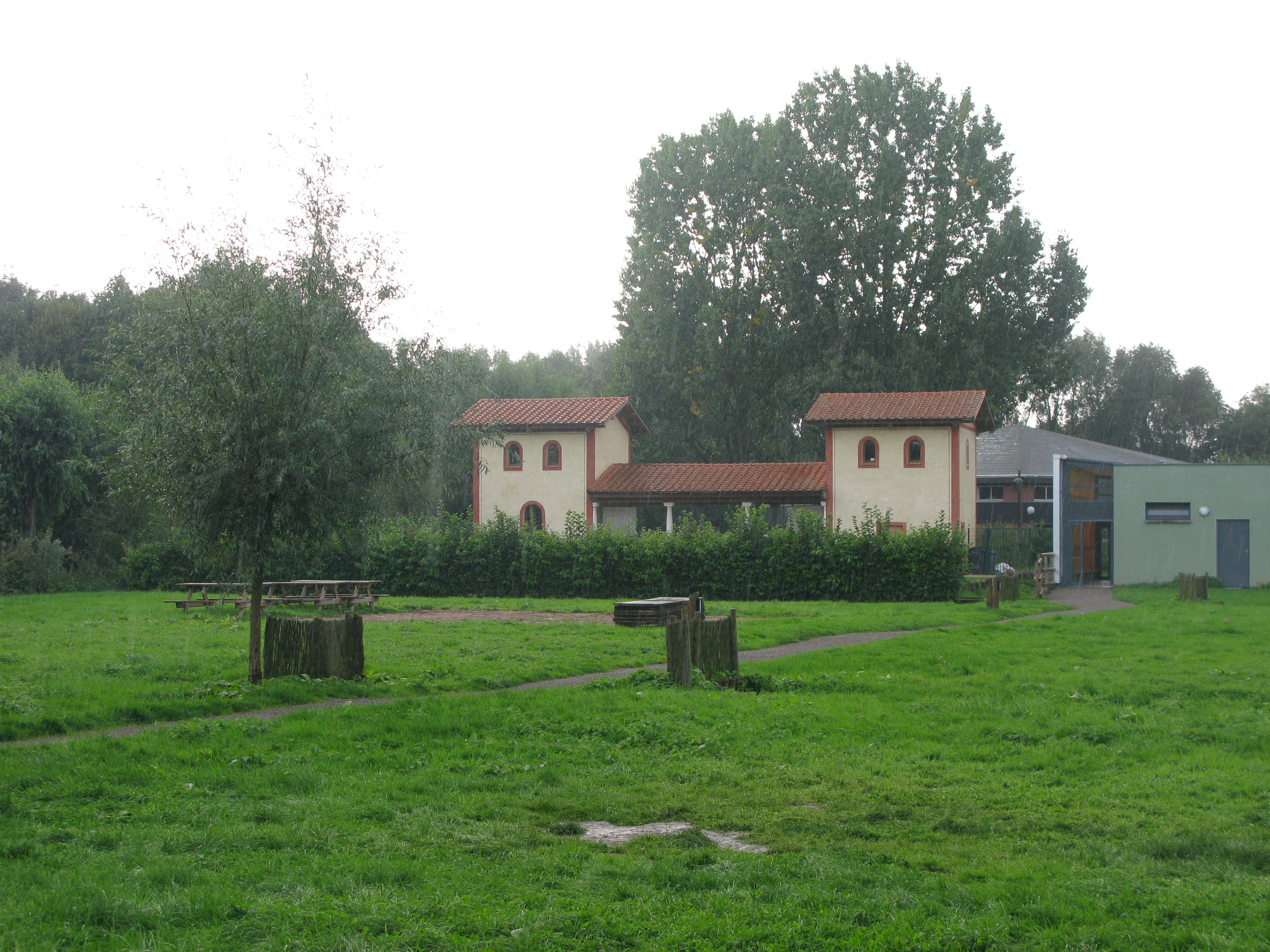
Reconstitution d'une villa gallo-romaine dans le parc archéologique Asnapio.

La ville abrite un patrimoine industriel du XIXe siècle et du début XXe siècle à Ascq et Flers-Breucq, composé notamment de distilleries et de minoteries, aujourd'hui à l'arrêt.

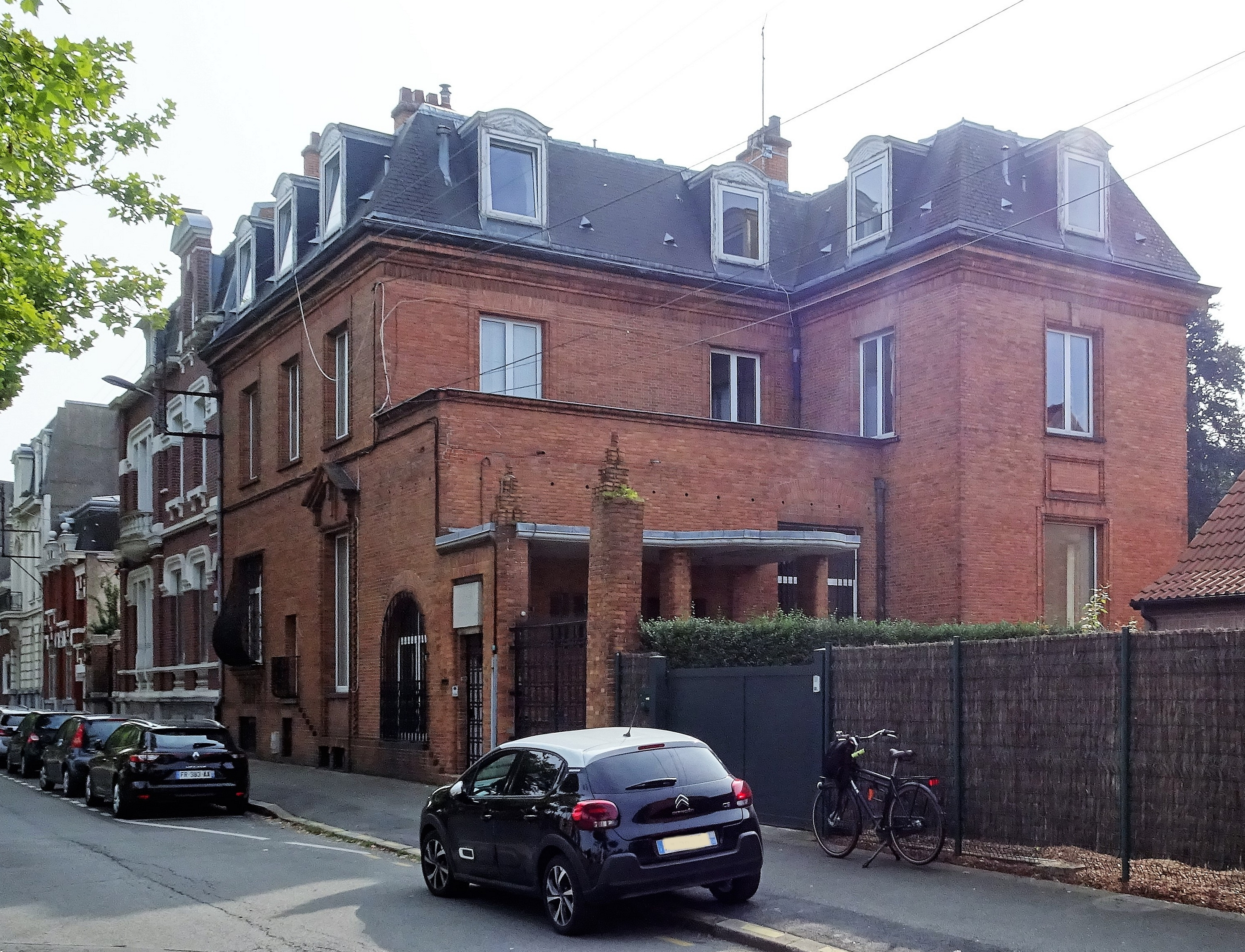
Maison d'Haussy.
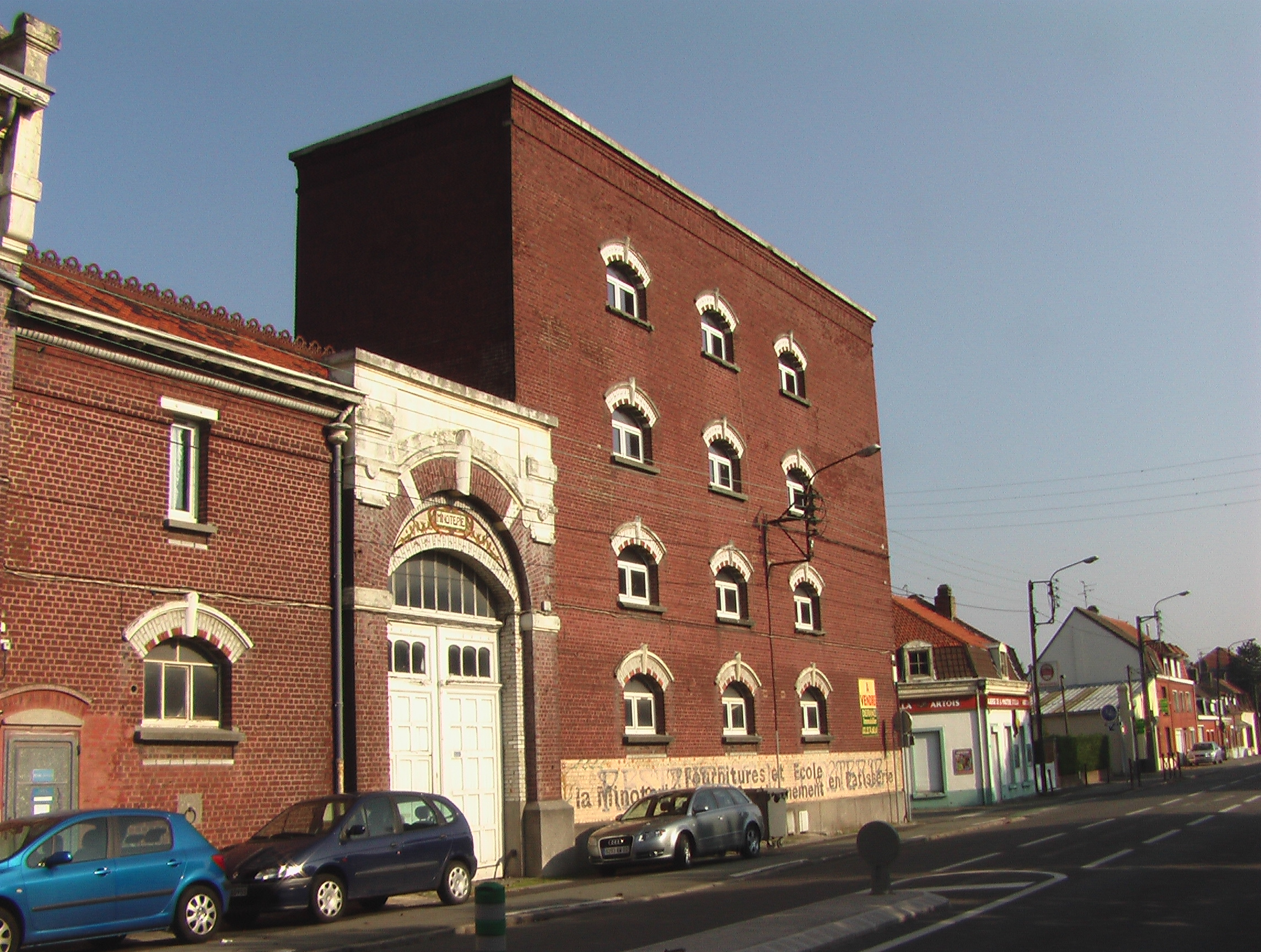
La minoterie de la rue des Fusillés.
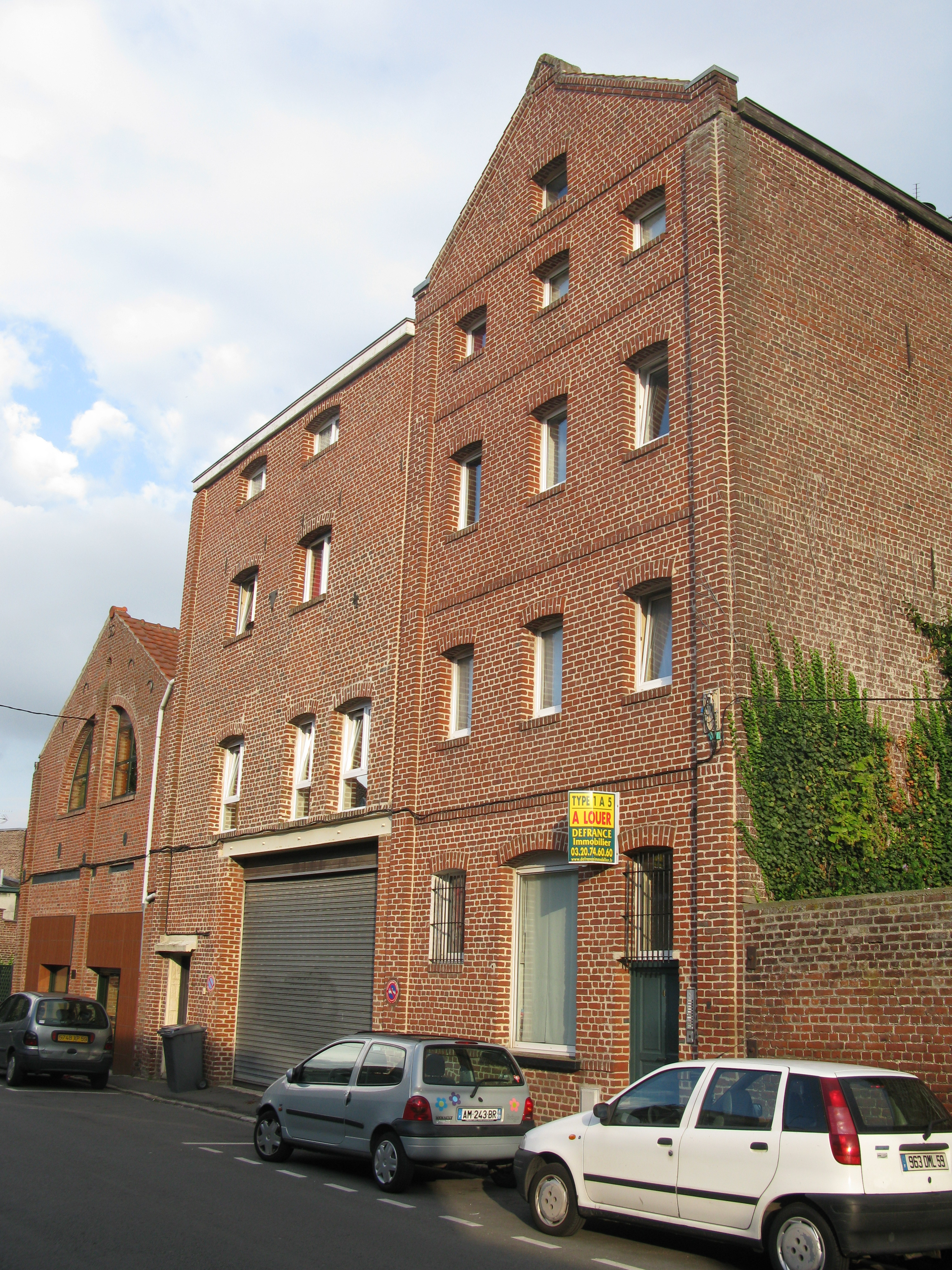
La minoterie rue Gaston Baratte.
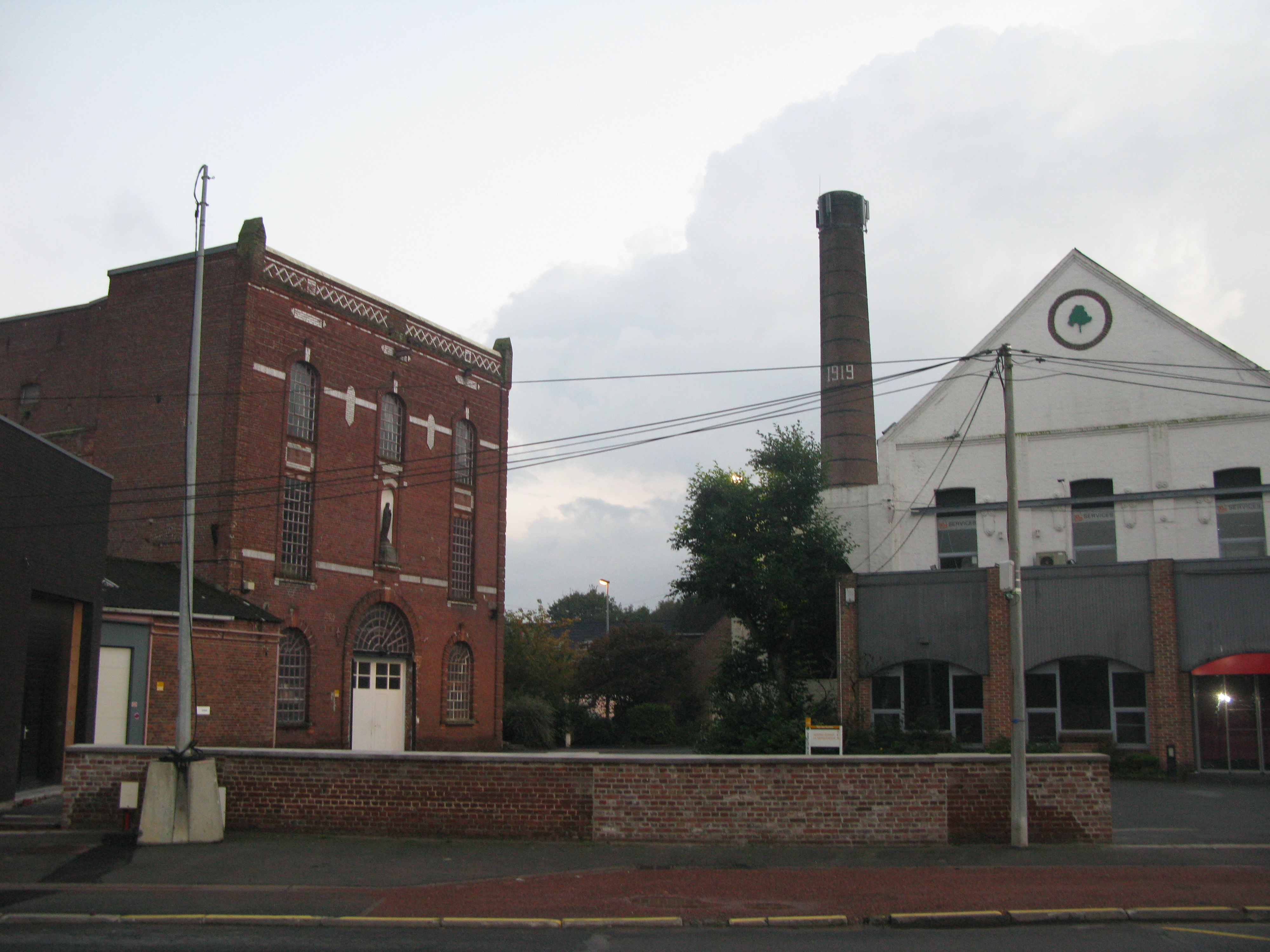
L'ancienne distillerie rue des Fusillés.

Enfin, la ville nouvelle possède deux bâtiments bien identifiables et visibles de très loin : le Château d'eau d'Ascq et la Tour hertzienne de Villeneuve-d'Ascq.

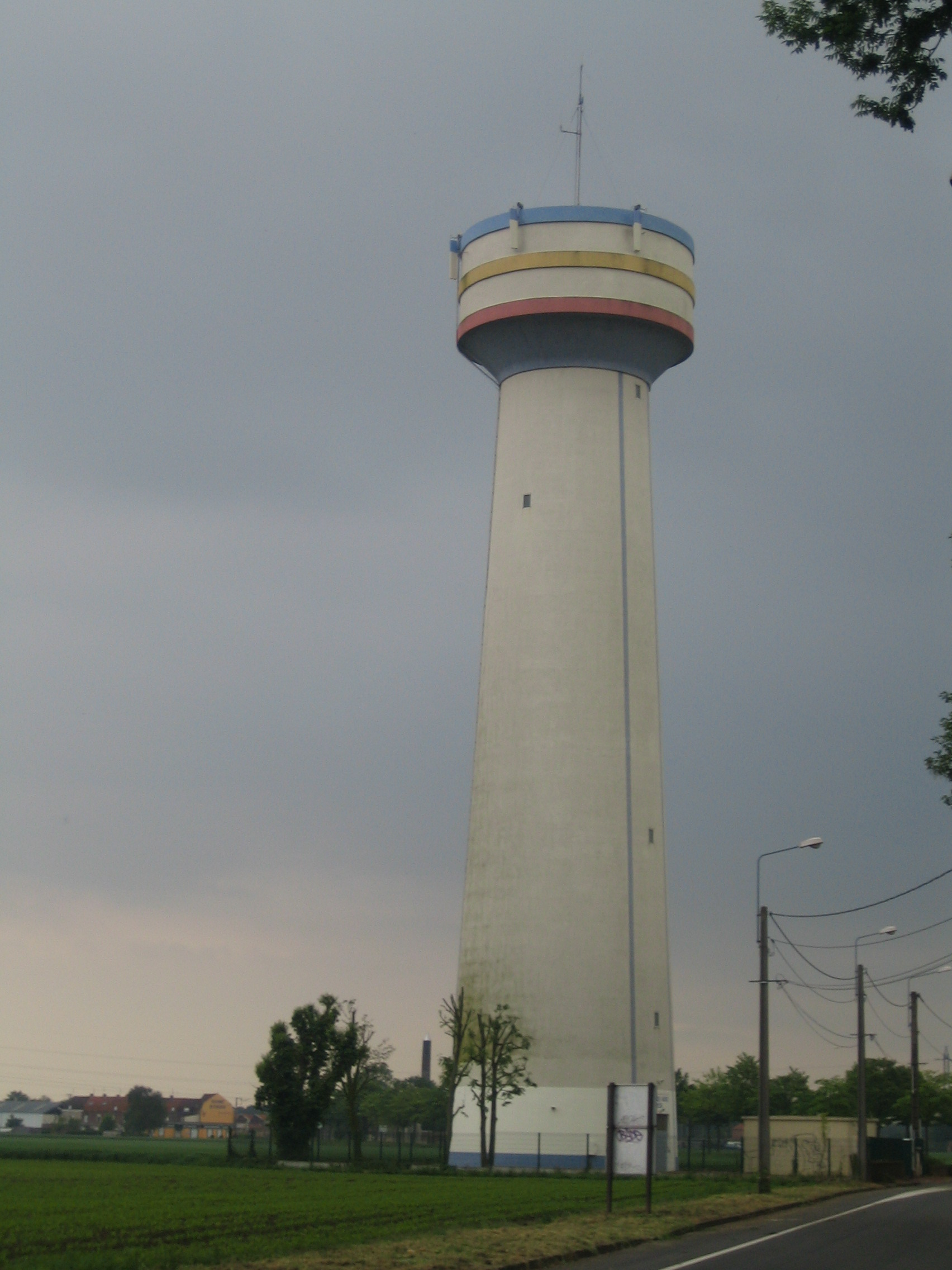
Château d'eau d'Ascq.
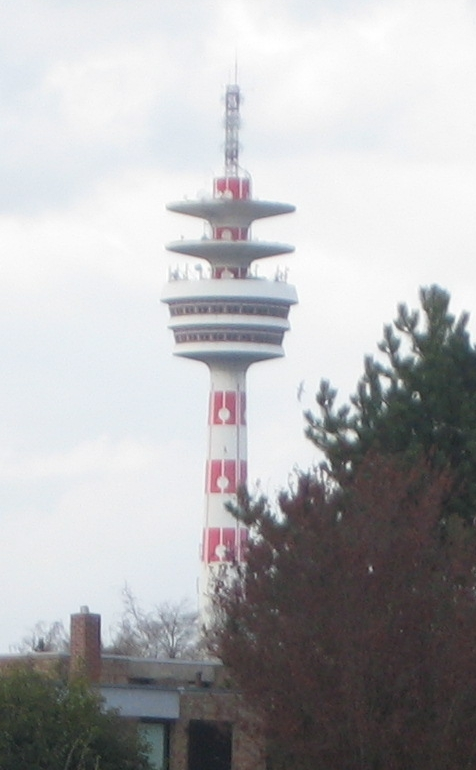
Tour hertzienne.

Se trouvent également à Villeneuve-d'Ascq de nombreuses sculptures d'art moderne, notamment devant l'école Taine au Triolo (sculpture en bois d'Alain Cambelles, démontée dans les années 2000), sur les campus universitaires, devant le Musée d'art moderne, sans oublier les gouttes d'eau devant l'école Chopin au Château. Une stèle à la gloire de Martin Luther King est située à Flers-Breucq, une autre à la mémoire de Salvador Allende se trouve à Hôtel-de-Ville et la grange de la ferme Saint-Sauveur d'Annappes abrite une sculpture de Félix Roulin.
Certains bâtiments remarquables n'existent plus. Citons notamment les châteaux du Fresnoy (à Flers, détruit en 1789) et de Brigode (détruit en 1969).

#### Architecture religieuse
Les trois églises les plus anciennes sont les églises catholiques :
- Église Saint-Pierre de Flers-Bourg, rue Jeanne d'Arc (XVe siècle, mais fondations antérieures au XIe siècle)
- Église Saint-Sébastien d'Annappes, rue Jean Baptiste de la Salle (XIIIe siècle)
- Église Saint-Pierre-en-Antioche d'Ascq, place du Général De Gaulle (XIXe siècle, basé sur un bâtiment du XVe siècle)
- Église du Sacré-Cœur du Sart, place du Maréchal Foch, a été bâtie en 1875-1876 et agrandie entre 1937-1939
- Chapelle de l'ensemble scolaire Saint-Adrien de la Salle, rue Jean Baptiste de la Salle

La ville nouvelle a vu la création récente de nombreux édifices religieux :
- Église Notre-Dame de la Cousinerie, allée du Cercle, construite dans les années 1980,
- Église de la Nativité, boulevard Georges Bizet (1963) dans le quartier de la Résidence, construite comme la précédente par l'architecte Maurice Salembier,
- Chapelle multicultes de la Croisée des Chemins, rue Vermeer,
- Ancien carmel d'Ascq, rue Masséna.

La construction d'une grande mosquée a débuté en mars 2007, avec le projet d'en faire la plus grande mosquée au nord de l'Île-de-France.

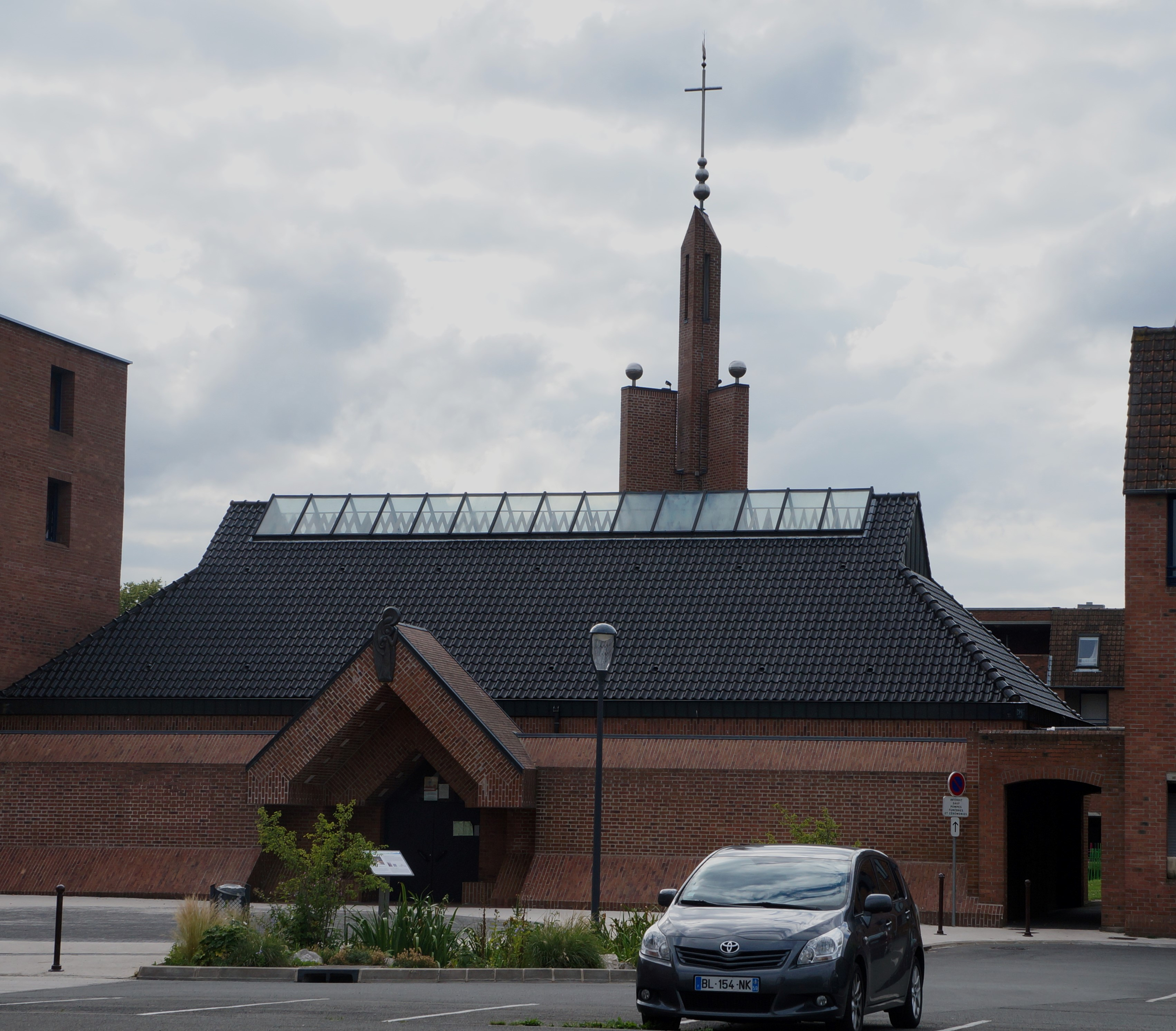
Église Notre-Dame de la Cousinerie.
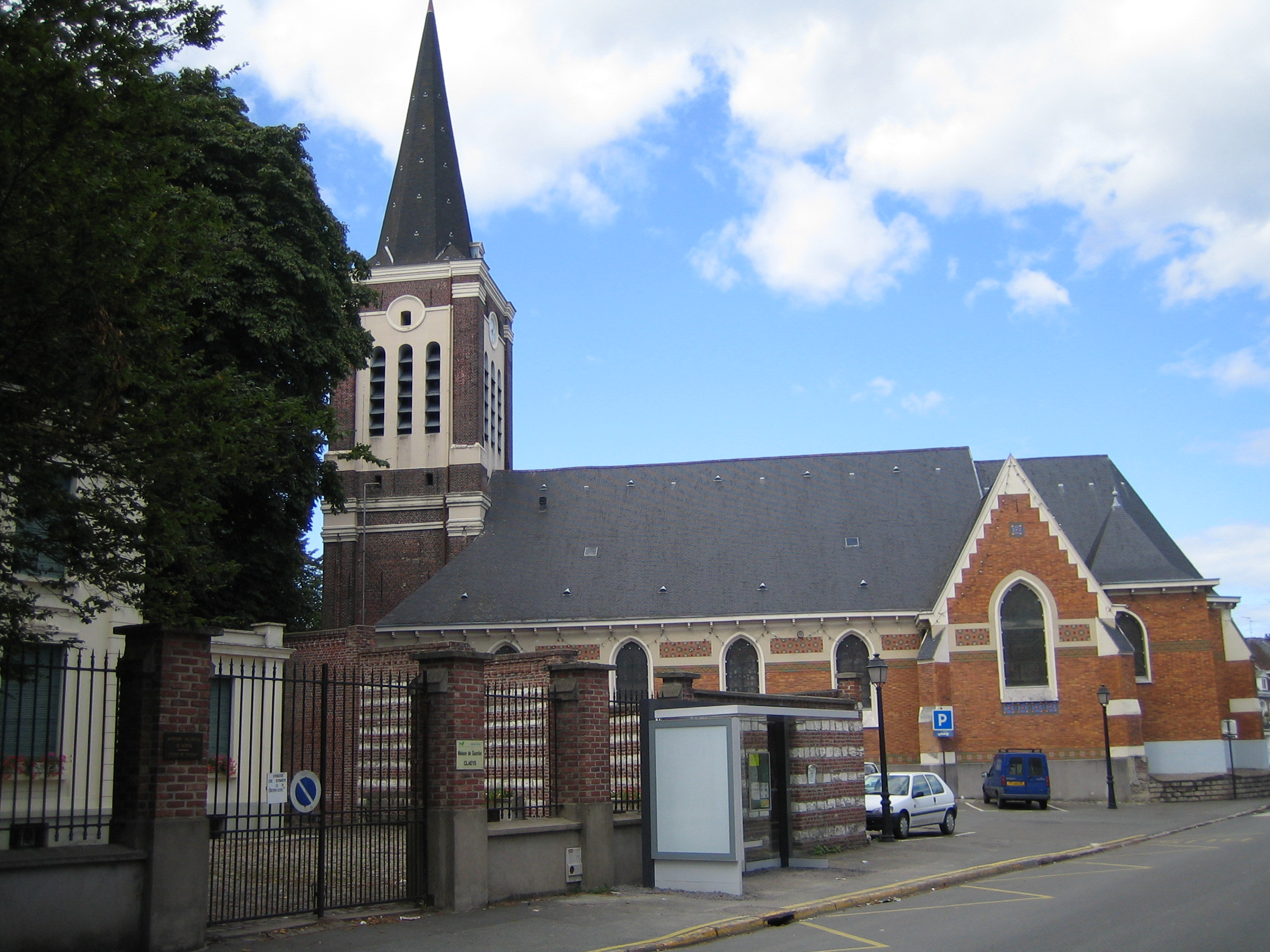
Église Saint-Pierre-en-Antioche d'Ascq.
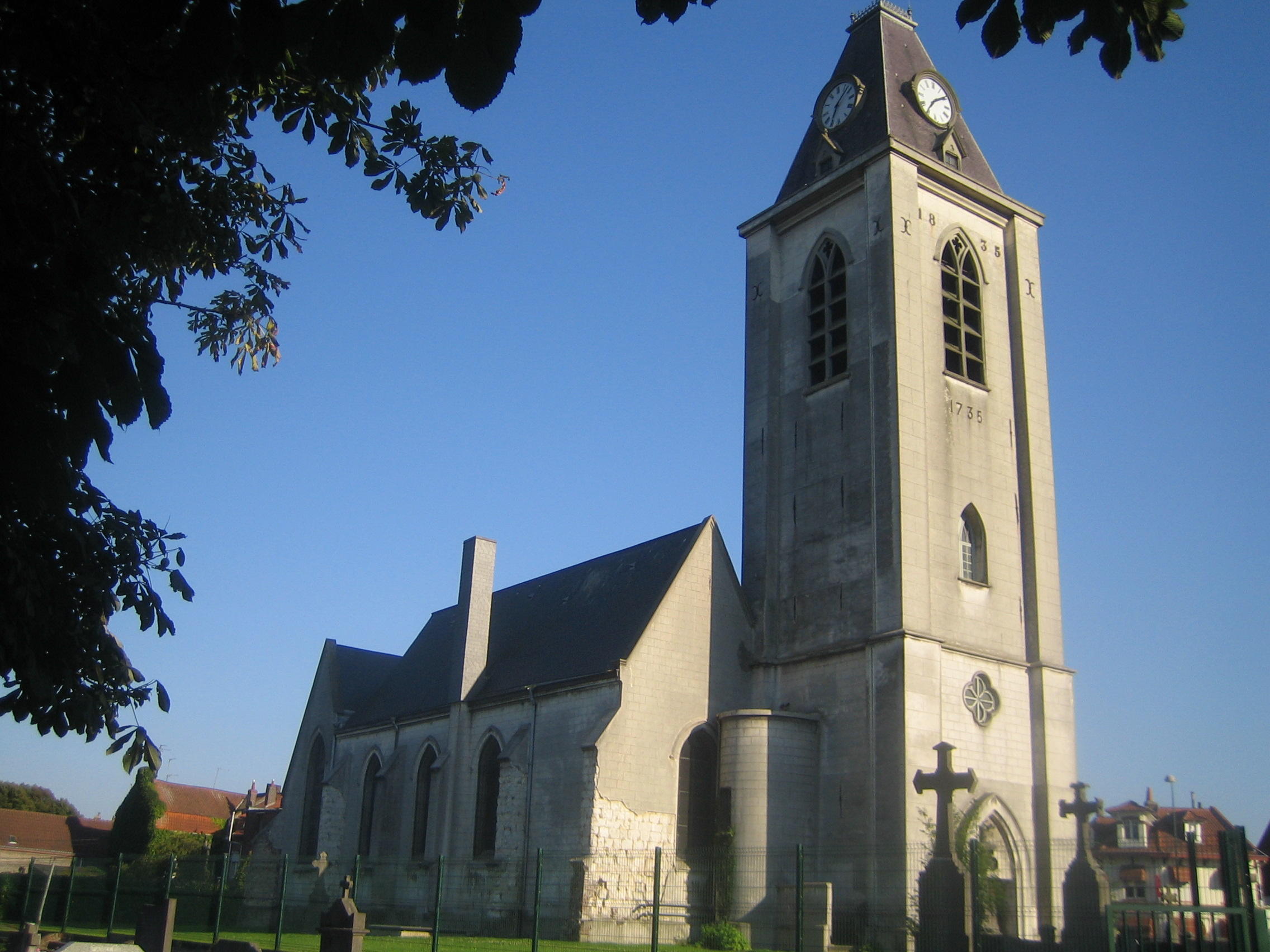
Église Saint-Sébastien d'Annappes.
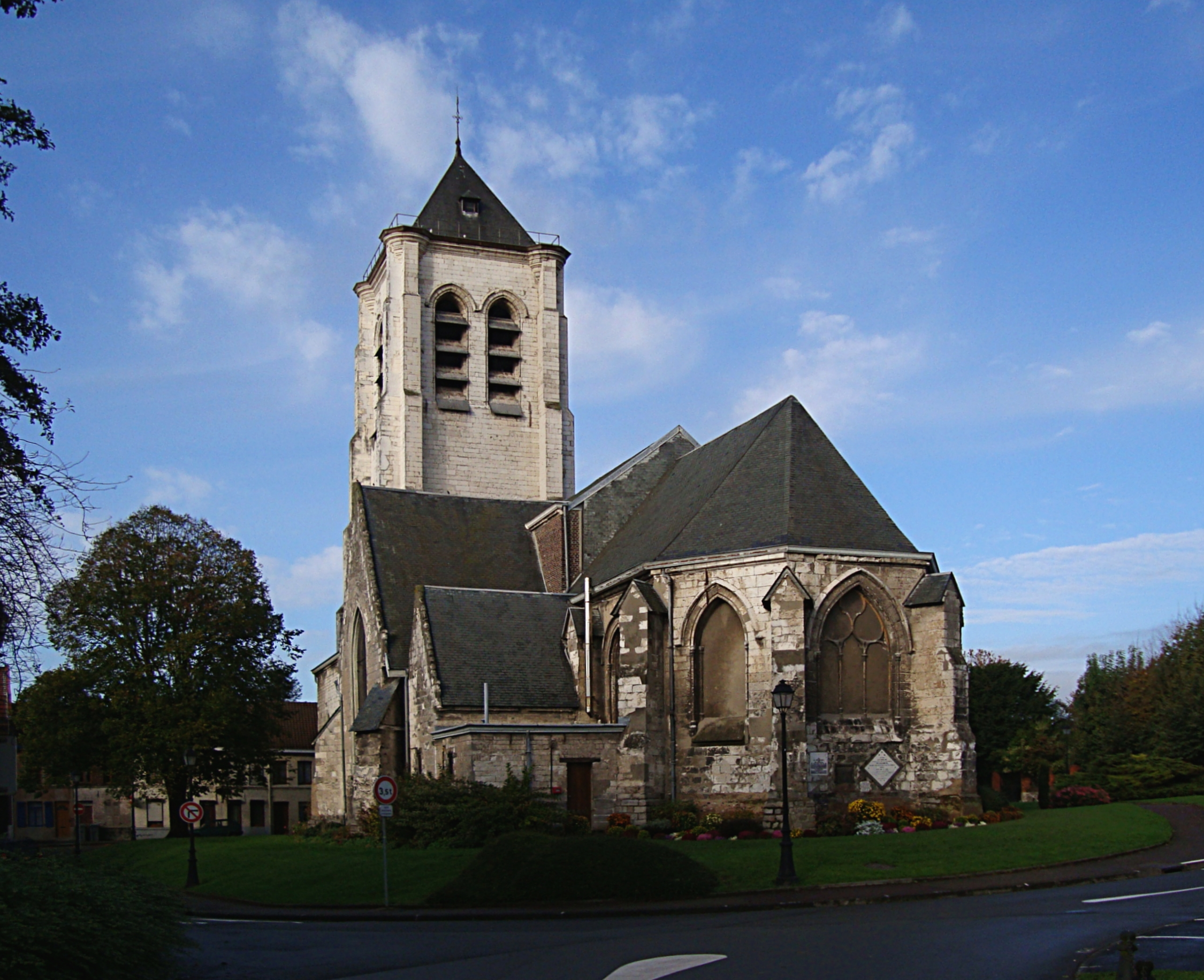
Église Saint-Pierre de Flers-Bourg.
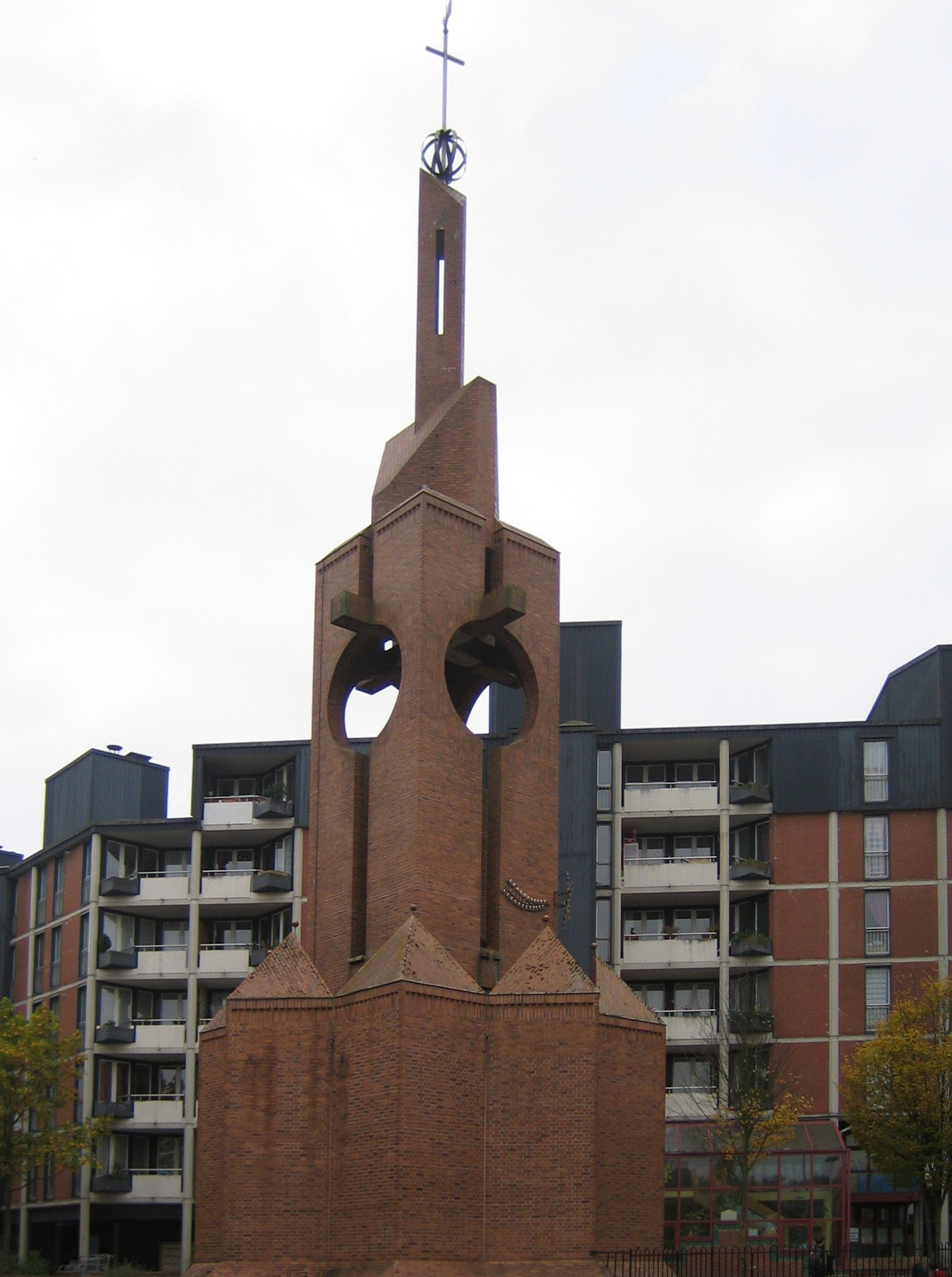
Chapelle de la Croisée des Chemins.

#### Patrimoine rural
Un certain nombre de fermes ont été conservées dans le nouveau pôle urbain. Certaines de ses fermes sont encore en activité (élevage, agriculture, vente de produits aux particuliers : Ferme du Grand Ruage, Ferme des Marchenelles, Ferme rue du Fort, Cense Delebecque, Ferme de la Planche, Ferme Parent, Ferme Hardy), d'autres abritent des administrations ou des associations (Ferme du Héron, Ferme Courouble, Ferme Chuffart, Ferme Carlier, Ferme Petitprez, Ferme Descamps, Ferme Dupire, Ferme Delporte, Ferme d'en Haut, Ferme Saint-Sauveur), certaines ne sont transformées en centre équestre (Ferme Bonvarlet, Ferme Verbecque) et d'autres en restaurants (Ferme des Hespérides, Ferme du Moulin, Ferme du Sens, Ferme Plouvier).

### Musées
Villeneuve-d'Ascq possède une offre muséographique importante.

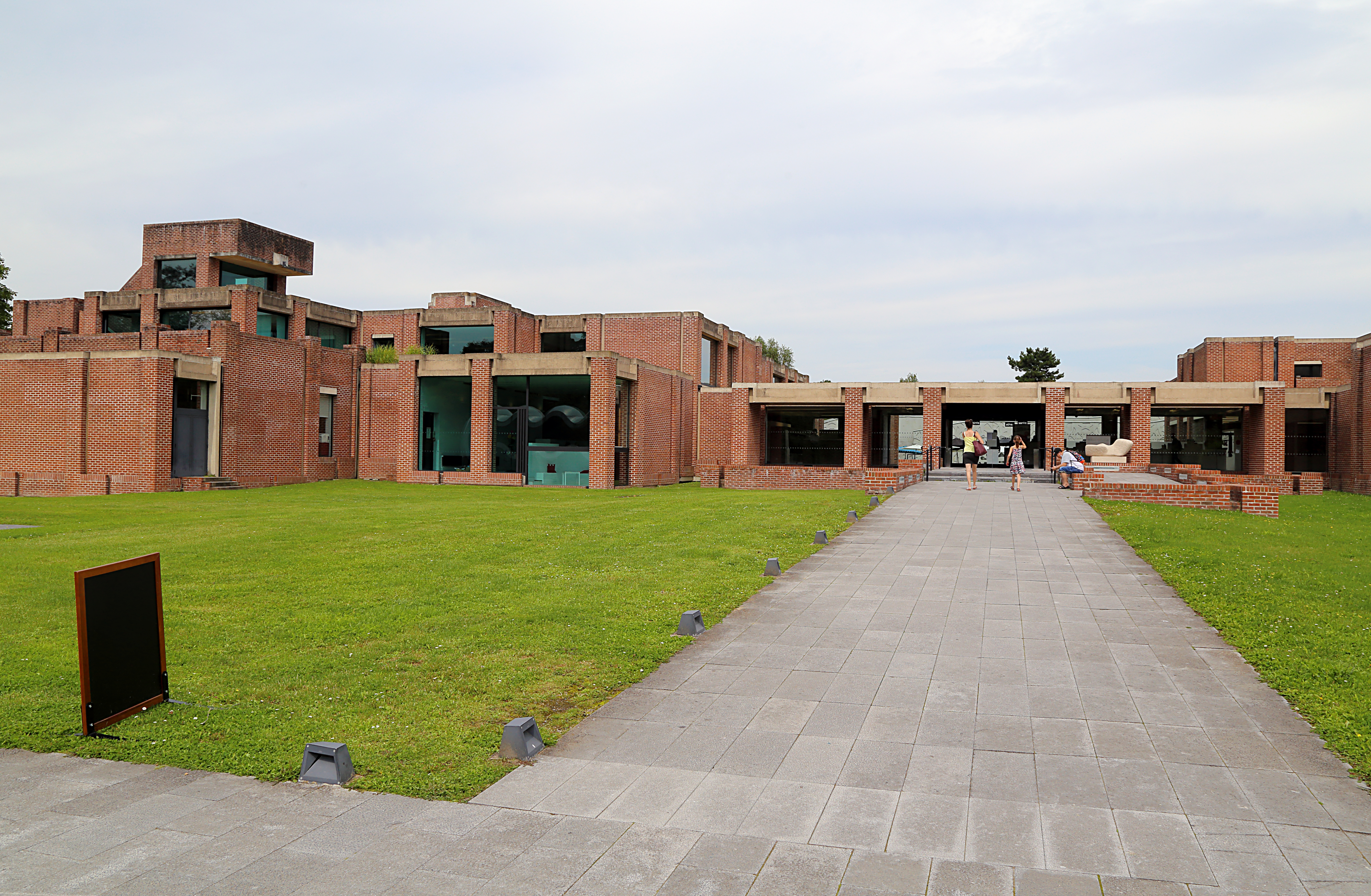
Le Lille Métropole Musée d'art moderne, d'art contemporain et d'art brut.

Le Lille Métropole Musée d'art moderne, d'art contemporain et d'art brut (LaM), appelé jusque 2006 Musée d'Art moderne de Villeneuve-d'Ascq, est un des principaux musées européens dans son domaine. Il contient notamment des œuvres de Pablo Picasso, Amedeo Modigliani, Joan Miró, Georges Braque, Fernand Léger, Alexander Calder, Arthur Van Hecke, Auguste Forestier ou André Robillard. Il héberge et présente également la plus importante collection d'art brut française, l'Aracine. Inaugurée le 25 septembre 2010 après quatre ans de travaux, on a réalisé une extension du musée.
Le Musée du Terroir, situé à Annappes dans la ferme Delporte, explique à ses visiteurs les usages d'autrefois. La ferme du Héron abrite un centre de découverte de la nature et des animaux. Le parc archéologique Asnapio, qui s'étend sur 8 hectares dans la zone du parc du Héron, retrace l'évolution de l'habitat dans le Nord de la France, du Néolithique à la fin du Moyen Âge. Le musée des moulins dévoile les aspects techniques de la mouture des grains et de la fabrication de l'huile, les aspects historiques, humains et symboliques liés aux moulins à vent. Le château de Flers abrite en sous-sol un musée archéologique. Le musée de plein air illustre quant à lui la large gamme des typologies d'édifices de la région. Le musée de l'école montre au visiteur ce qu'était la vie d'un écolier Villeneuvois dans les années 1930-1960.
Le mémorial Ascq 1944 assume le devoir de mémoire envers les victimes du massacre d'Ascq.
Enfin, le Forum départemental des sciences de Villeneuve-d'Ascq accueille de nombreuses expositions scientifiques et abrite un planétarium. La commune possède aussi une médiathèque municipale et des bibliothèques associatives.
Parmi les manifestations culturelles de l'automne, la bourse aux minéraux et fossiles Fossilium attire quelques milliers de visiteurs chaque année.
Plusieurs espaces appartenant à l'université de Lille (Espace Culture de la Cité scientifique) organisent également des expositions.
Depuis septembre 2016, LILLIAD Learning Center Innovation, bâtiment de l'université de Lille situé au sein de la Cité scientifique, regroupe bibliothèque universitaire, locaux à usage événementiel et salles d'exposition. Conférences et expositions scientifiques (Xperium) y sont organisées.

### Cinémas, théâtre et salles de spectacle
Villeneuve-d'Ascq possède un théâtre scène nationale, la rose des vents, qui propose chaque saison d'octobre à juin plus de cinquante spectacles différents et plus de cent trente représentations. Il s'agit en grande majorité de pièces de théâtre et de spectacles de danse.
Villeneuve-d'Ascq possède également plusieurs salles de spectacle, notamment la ferme Dupire (quartier Triolo) qui accueille régulièrement des spectacles musicaux ; Le Métropole Auditorium pour la Culture, les Congrès et les Séminaires (MACC'S) (amphithéâtre de 385 places, 4 salles de réunion) dans la Cité scientifique, qui accueille des colloques et des pièces de théâtre ; l'Espace Concorde qui est une salle polyvalente. Depuis 2004, l'équipement La Ferme d'en-Haut anime la ville avec une programmation multiartistique, constituée surtout de concerts de musique actuelle et des spectacles jeune-public ; de nombreuses expositions y sont également présentées. Plusieurs salles sont également disponibles sur les campus universitaires de la ville (Cabaret Sully de la Cité scientifique...).
Depuis les années 1980, le Stadium Nord a accueilli de nombreux concerts, notamment Johnny Hallyday (2003), Pink Floyd (1988), Mano Negra, Luciano Pavarotti (2002) ou Marcel et son Orchestre (2000). Le Stade Pierre-Mauroy modulable construit en 2012 accueille chaque année de nombreux spectacles et événements (des concerts, des festivals, l'Orchestre de Lille, des émissions TV, etc.).
La ville possède également deux cinémas d'art et essai, le Méliès et le Kino-Ciné (330 places). Jusque 1998, le cinéma Les Cinq Lumières était situé dans le centre commercial V2. Un complexe UGC-Ciné Cité (12 salles et 2 858 fauteuils) a ouvert ses portes en novembre 2009 à Heron Parc, à proximité.
Deux discothèques étaient situées, l'une dans la ville (l'Atelier) et l'autre à ses abords (la Fabrik). Elles ont toutes deux été dévastées dans des incendies, en 2010 pour la première et 2013 pour la seconde.

### Espaces verts et environnement

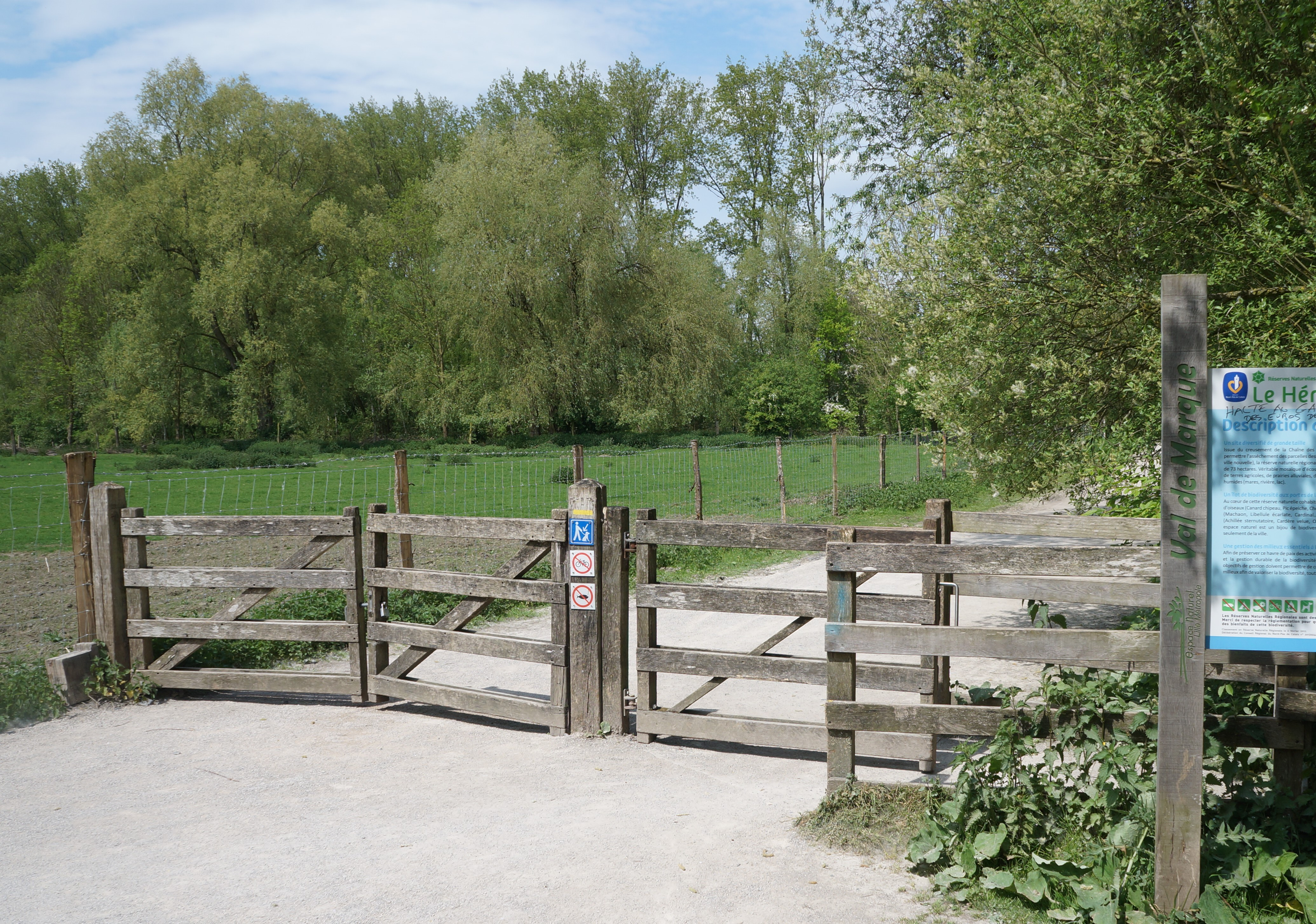
Réserve naturelle régionale du Héron

Le parc du Héron, situé au centre-ville compte 110 hectares d'eau et d'espaces verts.
Depuis 1995, 73,2 hectares du parc à l'est du lac du Héron sont classés réserve naturelle volontaire (devenue réserve naturelle régionale, gérée par un syndicat mixte (Espace Naturel Lille Métropole). Cette réserve présente principalement un intérêt ornithologique (avec 235 espèces d'oiseaux répertoriés), mais elle abrite aussi 306 espèces de plantes dont 17 jugées « patrimoniales », six espèces d'amphibiens et 190 espèces d'insectes répertoriées. Comme dans de nombreuses autres réserves naturelles, des problèmes sont posés par des blooms planctoniques de cyanobactérie (dont certaines produisent des toxines dites cyanotoxines), ou par l'apparition de tapis d'Élodée de Nuttall (qui en 2013 a couvert jusqu'à 85 % de la surface du lac, occupant jusqu'à 95 % de sa profondeur gênant les activités du club de voile), et l'introduction d'espèces exotiques envahissantes ou susceptibles de devenir invasives (ex : Tortue de Floride, Silure glane dont les plus grands spécimens atteindraient environ 2 m et pèseraient plus de 50 kg).
Le verger conservatoire a été créé le 15 février 1985, alors que l'industrialisation de l'agriculture tendait depuis plusieurs décennies à homogénéiser et réduire la diversité génétique des fruits mis sur le marché, ainsi que celle des fruitiers ou des légumes plantés par les jardiniers, et il est devenu l'un des plus importants de France. Géré par le CRRG, il vise à protéger et valoriser les variétés régionales et anciennes d'arbres fruitiers (avec en 1985 sur 2,5 hectares déjà 210 variétés de pommiers et 85 variétés de poiriers). Le conservatoire s'est ensuite ouvert aux races animales (mouton boulonnais, vache Bleue du Nord, lapin Géant des Flandres) et aux variétés légumières (avec le Conservatoire botanique national de Bailleul qui abrite des jardins et stocks réfrigérés de graines, et avec le « Pôle Légumes Région Nord » de Lorgies qui produit des agricultures et multiplie diverses variétés de plantes. Il sera à partir de 1987 et jusqu'à aujourd'hui le support de l'organisation de la foire annuelle « Pomexpo - Fruits du Nord de la France ». En 2010, 700 variétés de pommes, 490 de poiriers, 170 de cerisiers et 150 de pruniers constituent les collections du conservatoire qui a dû s'étendre sur 8,5 ha dans la commune (pour un total 24 ha),. Ce travail se fait en partenariat avec la Région wallonne, la province de Hainaut et les départements du Nord et du Pas-de-Calais.

Associé au verger a longtemps existé un important centre de soins pour oiseaux blessés.
Le parc urbain, qui compte 45 hectares, jouxte le parc du Héron.
La ville compte plusieurs lacs artificiels, tous réalisés au début des années 1970 lors de la construction de la ville nouvelle pour drainer l'eau des microbassins versants fortement imperméabilisés sans l'envoyer directement dans la Marque. Le lac du Héron est le plus grand. Les autres lacs connus sont le lac de Canteleu, le lac de Quincampoix, le lac Saint-Jean, le lac des Espagneuls et le lac du Château. Au total, la ville compte plus de 70 ha de plans d'eau.
Ces espaces, bien que « semi-naturels » pour la plupart, et fortement anthropisés pour certains, comptent néanmoins parmi les plus « écologiquement maillés » de la Métropole européenne de Lille, et joueront pour cette raison un rôle essentiel pour la déclinaison urbaine de la trame verte et bleue.

### Médias
Villeneuve-d'Ascq bénéficie de l'ensemble des médias de la métropole lilloise et de la Belgique proche.
Le quotidien régional groupe La Voix du Nord édite une édition villeneuvoise de son journal. La chaîne de TNT Grand Lille TV a son siège et ses studios dans la commune (CitésScientifique) et diffuse régulièrement des manifestations sportives ayant lieu à Villeneuve-d'Ascq.
Sur le plan radiophonique, une des premières radios associatives française, Radio Campus, émet depuis la Cité scientifique de l'université de Lille (106,6 MHz) depuis 1969.

### Gastronomie
Si l'on trouve dans la ville le siège d'entreprises agro-alimentaires et de chaînes de restauration, le quartier d'Ascq abrite une chocolaterie et confiserie centenaire, Bouquet d'Or, la brasserie artisanale Moulins d'Ascq et une brasserie brasserie du Tambour.

### Géants de Villeneuve-d'Ascq
Comme beaucoup de villes du Nord et de Belgique, Villeneuve-d'Ascq possède des géants qui se promènent lors de fêtes :
- Grand-Père Guernouillard (193?), géant « temporaire » qui était brûlé après chaque foire aux plaisirs du village de Flers-lez-Lille ;
- Les Trois Mouffetards, géants d'Annappes ;
- Bergotrie et Couvibois (1977) ;
- Gilbert de Bourghelles, alias Gilbert de Quicampoix (1980, refait en 2014)[147] ;
- Epona géant des Prés, (1999);
- Les géants de Lille 2004 : Anatole (1998), L'Affreux Luquet, Lystéria.

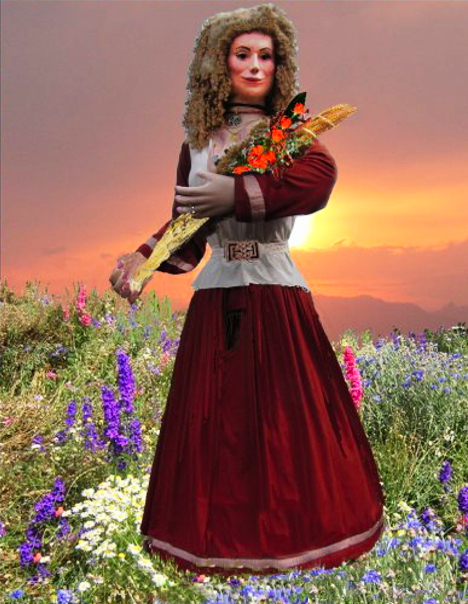
Epona.- Villeneuve d'Ascq
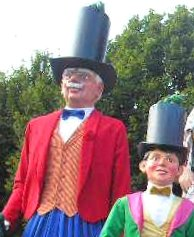
Grand-père Guernouillard et Anatole.

### Événements
La commune organise depuis 1981 le Fossilium, une des principales bourses aux minéraux et fossiles française,,.

Depuis 1998, un cortège pour la Saint-Nicolas rassemble, à Flers-Bourg, plusieurs milliers de participants. Par ailleurs, le cortège de la Saint Nicolas à Villeneuve d'Ascq est une pratique inscrite par le ministère de la culture à l'inventaire du patrimoine culturel immatériel en France en 2014.
Depuis 2003, le festival Mix'Cité se déroule chaque année lors de la rentrée universitaire sur le campus Cité scientifique de l'université de Lille, il héberge des animations des associations (sur le thème de la mixité, de la connaissance des autres cultures) ainsi qu'une série de concerts ; le festival a notamment accueilli le chanteur kabyle Idir (2012) ou le rockeur Didier Wampas (2013).
Depuis 2011, le festival de prestidigitation Fant'Ascq a lieu chaque automne,.
La ville a également accueilli le festival de musique Hullabaluza Festival.
De nombreux événements ont lieu chaque année depuis la construction du stade modulable Pierre-Mauroy (North Summer Festival, etc.).

### Dans la culture populaire
Villeneuve-d'Ascq est présente avec Sainghin-en-Mélantois dans le jeu de rôle en ligne massivement multijoueur post-apocalyptique Leelh.
Plusieurs films ont été tournés dans la ville :
- La vie est un long fleuve tranquille, film français réalisé par Étienne Chatiliez et sorti en 1988, qui a été tourné à Roubaix, Tourcoing et Villeneuve-d'Ascq : les scènes à la maison des Le Quesnoy ont été filmés au 118, rue Jean Jaurès et les scènes à la maternité à la Maternité, 109, rue d'Hem[158],[159] ;
- Maman est folle, téléfilm français réalisé par Jean-Pierre Améris et diffusé en 2007 sur France 3, qui a été tourné à Calais ainsi qu'à Villeneuve-d'Ascq : des scènes ont été filmées les 26 et 27 avril 2007 à l'école Saint-Henri place du Maréchal Foch et dans les voies adjacentes du quartier du Sart[160] ;
- Fantômette (série télévisée), diffusée dans les années 1990 sur France 3, avec pour héroïne Katia Sourzac. La série fut, pour beaucoup, réalisée aux abords du château de Flers, de l'église Saint-Pierre de Flers-Bourg, et dans les locaux de deux commerçants alentour, transformés en commissariat pour les besoins du film.

## Personnalités liées à la commune
Avant la création de la ville nouvelle, les villages d'Ascq, Annappes et Flers ont chacun eu leurs célébrités locales. Le lecteur est invité à se référer aux pages concernant les trois communes. Il s'agissait souvent de familles de notables, tels que les Brigode, Montalembert, Bourghelles.
Voici ci-dessous les personnalités liées à la ville nouvelle de Villeneuve-d'Ascq, par date de naissance :
- Gaston Baratte (1898-1944), résistant français pendant la Seconde Guerre mondiale, fusillé pendant le massacre d'Ascq.
- André Vanderdonckt (1908-1982), coureur cycliste français.
- Jean Desmarets (1910-2003), maire de Flers-lez-Lille puis de Villeneuve-d'Ascq.
- Gérard Caudron (1945-), maire de 1977 à 2001, puis maire à nouveau depuis 2008, député européen de 1989 à 2004.
- Jean-Michel Stievenard (1945-), adjoint au maire de 1977 à 2001, maire de 2001 à 2008.

- Hélène Hardy (1953-), femme politique, plusieurs fois candidate à des élections sur le territoire de Villeneuve d'Ascq, conseillère municipale depuis 2024.
- Sarah Pitkowski (1975-), ancienne joueuse de tennis professionnelle.
- Maxime Switek (1980-), journaliste, a vécu vingt ans à Villeneuve-d'Ascq[161].
- Élodie Varlet (1984-), actrice née dans la ville.
- Juliette Armanet (1984-), chanteuse ayant vécu 16 ans dans la ville[162].
- Anaïs Demoustier (1987-), actrice, a grandi dans le quartier de Brigode.
- Marie Hennerez (1988-), actrice née dans la ville.
- Camille Danel (1988-), joueur de volley-ball en Ligue A, natif de la ville.
- Benjamin Dutreux (1990-), navigateur, est né dans la ville.
- Alassane Pléa (1993-), international français de football professionnel ayant joué à l'US Ascq et évoluant au Borussia Mönchengladbach a grandi dans la ville[163].
- Hugo Houyez (1995-), athlète français, y est né.
- Sabah Aïb (2006-), Miss Villeneuve d'Ascq, Miss Nord-Pas-de-Calais et 1re dauphine de Miss France 2025[164].
- Lou Bogaert (2004-), footballeuse française.

### Cimetières
Villeneuve-d'Ascq compte quatre cimetières, issus des trois communes historiques : le cimetière d'Ascq, rue Kléber ; le cimetière d'Annappes, rue Jean-Baptiste-de-la-Salle ; le cimetière de Flers Bourg, rue Lieutenant Colpin ; le cimetière du Breucq, rue Babylone au Sart-Babylone.

## Vie associative
Le panorama du tissu associatif local reflète bien la vitalité des associations[réf. nécessaire] sur le plan culturel LaM, La rose des vents, le Forum départemental des sciences de Villeneuve-d'Ascq, le méliés, le Kino-Ciné, l'OMJC, Radio Campus. Au niveau sportif, il faut compter avec l'ESBVA, le HBCV, l'Office Municipal des Sports (OMS).
Villeneuve-d'Ascq rassemble dix loges de l'obédience maçonnique Grande Loge traditionnelle et symbolique Opéra (GLTSO), ce qui en fait une des villes avec le plus de loges de la GLTSO. Son Grand Maître depuis 2011 est un Villeneuvois.

### Héraldique et logo

Ancien logotype.

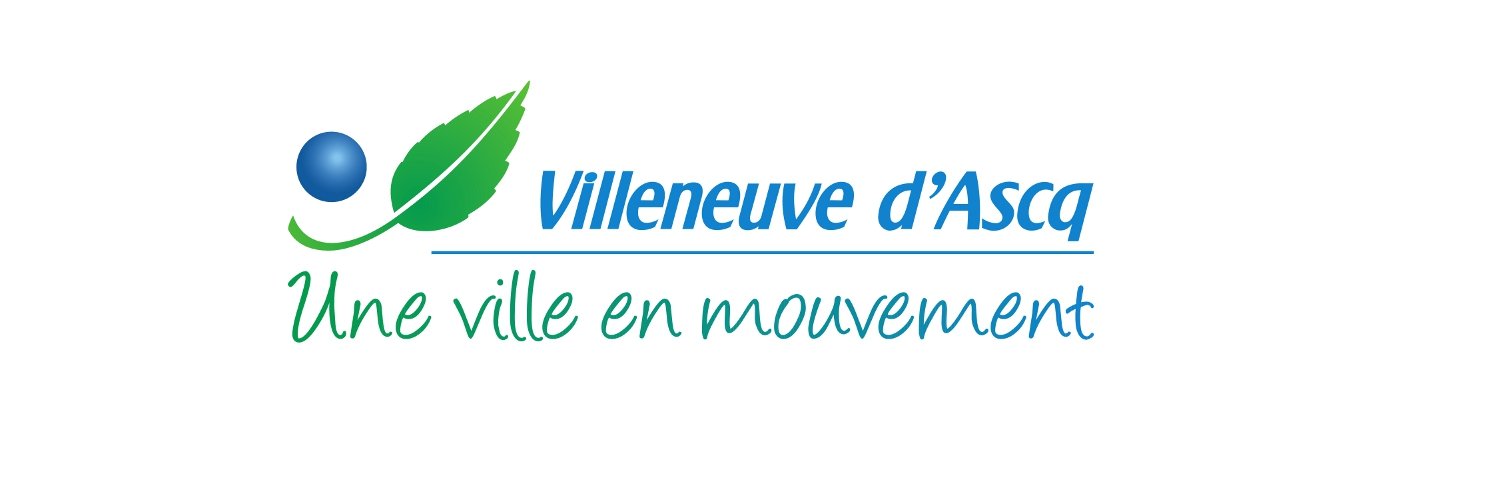
Logotype.

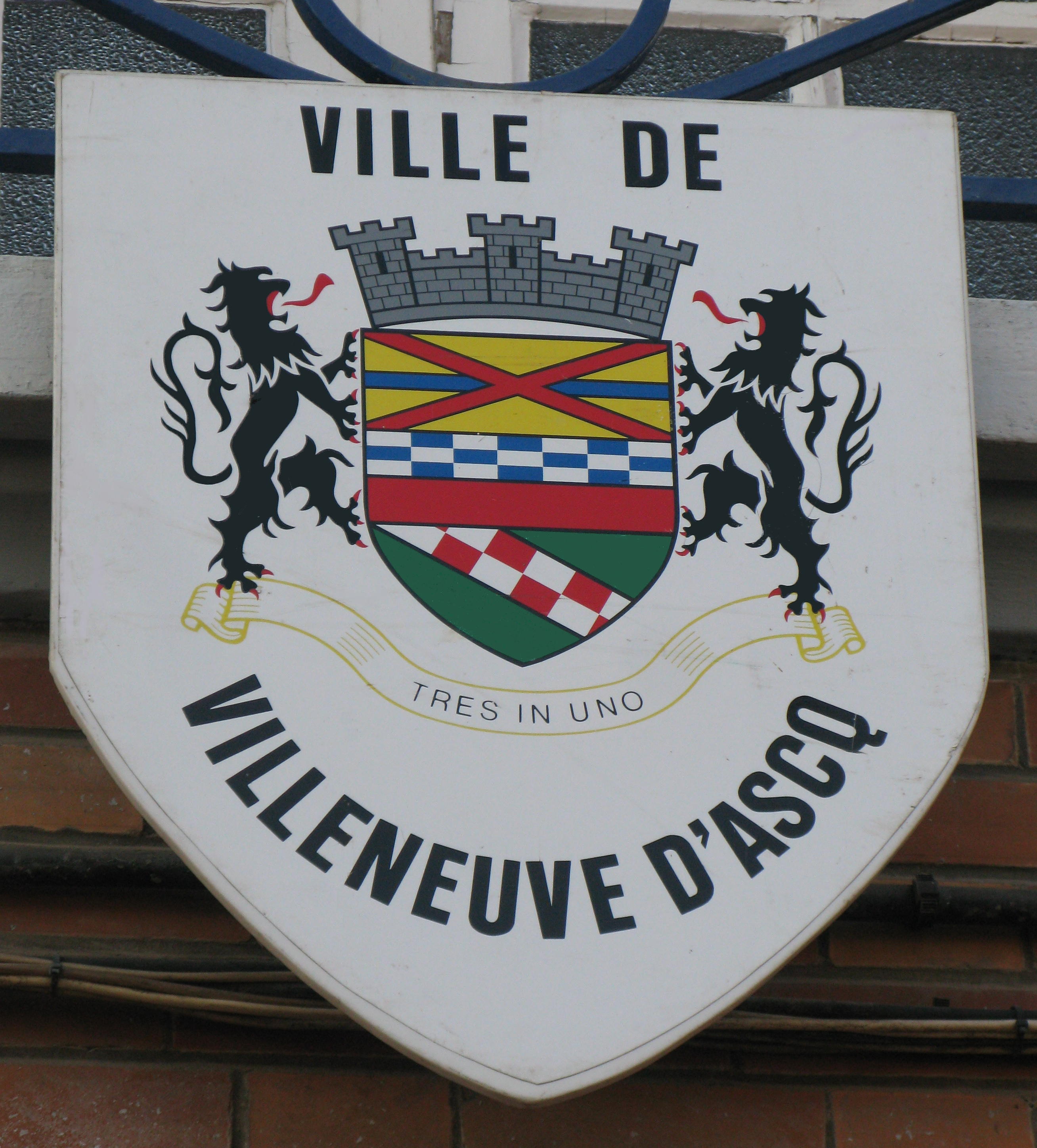
Blason de la ville sur la Mairie d'Ascq.

La ville, appelée technopole verte, a pour logotype depuis mars 1988 une sphère bleue (que l'on retrouvait d'ailleurs dans l'ancien logo de l'université Lille-I) pour l'aspect technologique de la ville et une feuille verte pour le respect de l'environnement.
| Blason de Villeneuve-d'Ascq | Blason  | Tiercé en fasce, au premier d'Ascq (à la fasce d'azur et au sautoir de gueules brochant sur le tout), au deuxième de Flers-lez-Lille (de gueules au chef échiqueté d'argent et d'azur de trois tires), au troisième d'Annappes (de sinople à la bande échiquetée d'argent et de gueules de deux tires). |
| Blason de Villeneuve-d'Ascq | Détails | Les armes de Villeneuve-d'Ascq sont composées de la réunion des armes d'Ascq, Flers et Annappes. Elles sont souvent représentées avec un lion flamand à trois griffes de chaque côté et un château à trois tours (pour chacun des villages) sur le dessus, rappelant aussi le Château de Flers. Sous le blason on peut lire la devise de la ville « Tres in uno » (« Trois en un », en latin). Ces armoiries ont été dessinées par l'artiste héraldiste Suanne Gauthier en 1973. En 2014 y a été rajouté la Légion d'honneur et la Croix de guerre 1939-1945 avec palme de vermeil obtenues par Ascq. |

## Pour approfondir